# Liste der Baudenkmäler in Landsberg am Lech
Auf dieser Seite sind die Baudenkmäler in der oberbayerischen Großen Kreisstadt Landsberg am Lech zusammengestellt. Diese Tabelle ist eine Teilliste der Liste der Baudenkmäler in Bayern. Grundlage ist die Bayerische Denkmalliste, die auf Basis des Bayerischen Denkmalschutzgesetzes vom 1. Oktober 1973 erstmals erstellt wurde und seither durch das Bayerische Landesamt für Denkmalpflege geführt wird. Die folgenden Angaben ersetzen nicht die rechtsverbindliche Auskunft der Denkmalschutzbehörde.

## Ensembles
Ensemble Altstadt Landsberg am Lech

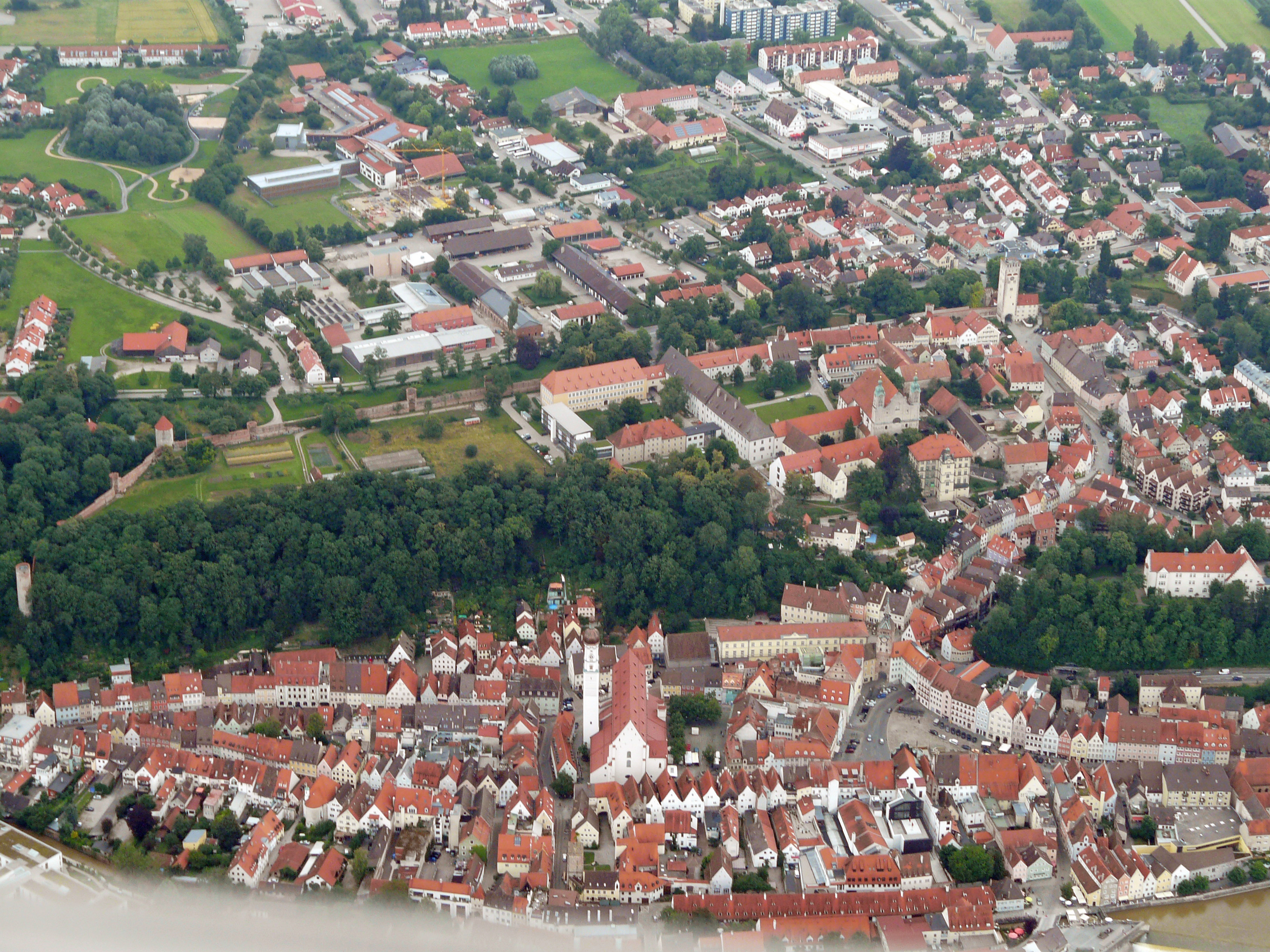
Luftbild der Altstadt von Landsberg am Lech

Aktennummer E-1-81-130-1. Das Ensemble der Altstadt  von Landsberg am Lech umfasst die am rechten Lechufer gelegene, durch ihre spätmittelalterlichen bzw. in der Zeit des Dreißigjährigen Krieges angelegten Befestigungen mit Stadtmauerresten, Zwingeranlagen, Schanzen und Gräben umgrenzte historische Altstadt sowie die ehemaligen Bleicherwiesen westlich zwischen Altstadt und Lechufer. Der nahe Fluss mit seinen begrünten Uferbereichen im Westen und die unbebauten, heute allerdings baumbestandenen Steilhänge im Osten rahmen die Stadt in einem bisher weitgehend ungestörten Zusammenklang von Stadtlandschaft und Naturlandschaft. Von Bedeutung für die Altstadt ist zudem der nahezu geschlossen erhalten gebliebene spätmittelalterliche Befestigungsring mit seinen zahlreichen Toren und Türmen im Süden, Osten und Norden.
Ensemble Ortskern Erpfting
Aktennummer E-1-81-130-2. Das aus einer Urmark hervorgegangene stattliche Dorf Erpfting mit einer ursprünglich sehr ausgedehnten Gemarkung auf der obersten Stufe der Lechterrasse und damit in topographisch günstiger Lage Der historische Ortskern mit der von zumeist giebelständigen bäuerlichen Anwesen gesäumten Dorfstraße und der Kirche im Blickpunkt sowohl von Osten wie auch von Süden hat sein geschlossenes dörfliches Bild bewahrt.
Europäische Holocaustgedenkstätte in Landsberg

## Stadtbefestigung Landsberg am Lech

### Stadtbefestigung des 13. Jahrhunderts
Aktennummer D-1-81-130-611. Die ehemalige Stadtbefestigung des 13. Jahrhunderts umschließt die Kernstadt unterhalb der ehemaligen Burg. Sie besteht aus Sichtziegelmauerwerk über Nagelfluh- und Tuffquaderfundamenten und wurde im Kern um 1270/80 errichtet.
Folgende Teile sind im Uhrzeigersinn beginnend am nördlichen Ende erhalten.

| Lage                                                | Objekt                                 | Beschreibung | Akten-Nr.      | Bild           |
| --------------------------------------------------- | -------------------------------------- | --- | -------------- | -------------- |
| Schulgasse 296 a, 296 b ()                          | Stadtmauer                             | zugehörig Teil der ehemaligen Stadtmauer, 13. Jahrhundert. | D-1-81-130-337 | Stadtmauer     |
| Kirchenplatz 296 c ()                               | Stadtmauer                             | zugehörig Teil der ehemaligen Stadtmauer, 13. Jahrhundert. | D-1-81-130-338 |                |
| Georg-Hellmair-Platz 382 ()                         | Stadtmauer                             | zugehörig Rest der ehemaligen Stadtmauer des 13. Jahrhunderts. | D-1-81-130-77  |                |
| Schlossergasse 383 a ()                             | Stadtmauer                             | zugehörig Teil der ehemaligen Stadtmauer | D-1-81-130-321 | Stadtmauer     |
| Schlossergasse 383 b ()                             | Stadtmauer                             | zugehörig Teil der ehemaligen Stadtmauer | D-1-81-130-470 |                |
| Schlossergasse 384 ()                               | Stadtmauer                             | zugehörig Teil der ehemaligen Stadtmauer | D-1-81-130-322 |                |
| Schlossergasse 385 a, 385 b ()                      | Stadtmauer                             | zugehörig Teil der ehemaligen Stadtmauer | D-1-81-130-323 |                |
| Schlossergasse 386 ()                               | Stadtmauer                             | zugehörig Teil der ehemaligen Stadtmauer | D-1-81-130-324 |                |
| Herzog-Ernst-Straße 179 b (Standort)                | Turm in der Engen Reihe                | ehemaliger Stadtmauerturm, fünfgeschossiger, schlanker Backsteinturm mit Blendbögen und Pultdach, im Kern um 1270/80                                                        | D-1-81-130-474 | BW             |
| Schlossergasse 387 ()                               | Stadtmauer und Turm in der Engen Reihe | Verbindung von Schlossergasse 387 mit Herzog-Ernst-Straße 179a, Ende des 16. Jahrhunderts, Dach erste Hälfte 19. Jahrhundert                                                | D-1-81-130-325 |                |
| Schlossergasse 388 ()                               | Stadtmauer                             | zugehörig Teil der ehemaligen Stadtmauer | D-1-81-130-326 |                |
| Schlossergasse 389 ()                               | Stadtmauer                             | zugehörig Teil der ehemaligen Stadtmauer | D-1-81-130-327 |                |
| Hauptplatz 184 (Standort)                           | Schöner Turm oder Schmalzturm          | Ehemaliges Stadttor, siebengeschossiger Torturm mit laternenbekröntem Zeltdach, Stadttor mit Unterbau wohl nach 1270, obere Geschosse und Dachwerk um 1450; mit Ausstattung | D-1-81-130-105 | weitere Bilder |
| Hubert-von-Herkomer-Straße 110 (Standort)           | Stadtmauer                             | zugehörig Rest der ehemaligen Stadtmauer als Teil der Gartenmauer, 13. Jahrhundert.                                                                                         | D-1-81-130-133 | BW             |
| Peter-Dörfler-Weg 123 b, Salzgasse 123 a (Standort) | Stadtmauer                             | zugehörig Teil der ehemaligen Stadtmauer, 13. Jahrhundert. | D-1-81-130-295 | BW             |
| Salzgasse 124 a, 124 b, 124 c ()                    | Stadtmauer                             | zugehörig Teile der ehemaligen Stadtmauern, 13. Jahrhundert. | D-1-81-130-296 |                |
| Salzgasse 125, 126 (Standort)                       | Stadtmauer                             | zugehörig Teile der ehemaligen Stadtmauern, 13. Jahrhundert. | D-1-81-130-297 | BW             |
| Salzgasse 127 (Standort)                            | ehemaligen Stadtmauerturm              | über quadratischem Grundriss im Westteil mit einbezogen, 13. Jahrhundert.                                                                                                   | D-1-81-130-298 | BW             |
| Salzgasse 127 (Standort)                            | Stadtmauer                             | zugehörig Teile der ehemaligen Stadtmauern, 13. Jahrhundert. | D-1-81-130-298 | BW             |
| Hintere Salzgasse 141 ()                            | Stadtmauer                             | zugehörig Rest der ehemaligen Stadtmauer, 13. Jahrhundert. | D-1-81-130-301 |                |
| Hintere Salzgasse 140 c ()                          | Stadtmauer                             | zugehörig Rest der ehemaligen Stadtmauer, 13. Jahrhundert. | D-1-81-130-300 | Stadtmauer     |
| Ludwigstraße 160 (Standort)                         | Stadtmauer                             | zugehörig Teil der ehemaligen Stadtmauer, 13. Jahrhundert. | D-1-81-130-257 | Stadtmauer     |
| Ludwigstraße 163 ()                                 | Stadtmauer                             | zugehörig Teil der ehemaligen Stadtmauer, 13. Jahrhundert. | D-1-81-130-260 | Stadtmauer     |
| Hintere Salzgasse 10 (Standort)                     | Stadtmauer                             | zugehörig Rest der ehemaligen Stadtmauer in der westlichen Giebelwand, 13. Jahrhundert.                                                                                     | D-1-81-130-181 | BW             |
| Vordere Mühlgasse ()                                | Fronvest-Turm oder Hexenturm           | ehemaliger Stadtmauerturm, fünfgeschossiger Backsteinturm mit Satteldach, im Kern um 1270/80, Dachwerk dendrologisch datiert auf 1526                                       | D-1-81-130-611 | weitere Bilder |
| Vordere Mühlgasse 190 (Standort)                    | Stadtmauer                             | zugehörig Teil der ehemaligen Stadtmauer | D-1-81-130-611 | BW             |

### Stadtbefestigung des 14. Jahrhunderts
Aktennummer D-1-81-130-612. Die Stadtbefestigung des 14. Jahrhunderts erweiterte die Stadtmauer nach Westen bis zum Lechufer, nach Osten zur Sicherung des Spitalquartiers und nach Süden im Bereich des Klösterls. Sie besteht aus Sichtziegelmauerwerk über Nagelfluhfundamenten und ist teils in die Wohnbebauung einbezogen.
Im Einzelnen sind erhalten im Uhrzeigersinn beginnend im Hexenviertel hin zum Klösterl.

| Lage                                     | Objekt                    | Beschreibung | Akten-Nr.      | Bild                      |
| ---------------------------------------- | ------------------------- | --- | -------------- | ------------------------- |
| Alte Bergstraße 400 (Standort)           | Stadtmauer                | zugehörig Rest der ehemaligen Stadtmauer, 14. Jahrhundert. | D-1-81-130-23  | BW                        |
| Hofgraben 496 (Standort)                 | ehemaliger Stadtmauerturm | über quadratischem Grundriss im Nordteil mit einbezogen | D-1-81-130-55  | BW                        |
| (Standort)                               | Jungfernsprungturm        | ehemaliger Stadtmauerturm, halbrunder, ehemaliger offener Schalenturm, im Kern 14. Jahrhundert, im ersten Drittel 15. Jahrhundert weitgehend erneuert, als Wasserturm ausgebaut und erhöht 1864 | D-1-81-130-612 | weitere Bilder            |
| Klösterl 62 (Standort)                   | Stadtmauer                | zugehörig Rest der ehemaligen Stadtmauer | D-1-81-130-218 | Stadtmauer                |
| Klösterl 63 (Standort)                   | ehemaliger Stadtmauerturm | über quadratischem Grundriss im Südteil mit einbezogen | D-1-81-130-219 | ehemaliger Stadtmauerturm |
| siehe Klösterl 64 a ()                   | Schießtörl                | ehemaliges Stadttor | D-1-81-130-612 | weitere Bilder            |
| Klösterl 64 b ()                         | Nonnenturm                | ehemaliger Stadtmauerturm, mächtiger, viergeschossiger Rundturm mit Kegeldach und Blendbogenfriesen, im Kern Mitte 14. Jahrhundert, renoviert und angebaut 1897 und 1924                        | D-1-81-130-612 | weitere Bilder            |
| Klösterl 65 b ()                         | Stadtmauer                | zugehörig Teil der ehemaligen Stadtmauer | D-1-81-130-526 |                           |
| Klösterl 66 (Standort)                   | Stadtmauer                | zugehörig Teil der ehemaligen Stadtmauer | D-1-81-130-222 | BW                        |
| Klösterl 67 (Standort)                   | Stadtmauer                | zugehörig Teil der ehemaligen Stadtmauer, siehe Stadtbefestigung. | D-1-81-130-223 | BW                        |
| Klösterl 68 a, 68 b ()                   | Stadtmauer                | zugehörig Teil der ehemaligen Stadtmauer | D-1-81-130-224 |                           |
| Klösterl 69 a, 69 b ()                   | Stadtmauer                | zugehörig Teil der ehemaligen Stadtmauer | D-1-81-130-225 |                           |
| Klösterl 70 (Standort)                   | Stadtmauer                | zugehörig Teil der ehemaligen Stadtmauer | D-1-81-130-226 | BW                        |
| Klösterl 71 a, 71 b, 72 (Standort)       | Stadtmauer                | zugehörig Teil der ehemaligen Stadtmauer | D-1-81-130-227 | BW                        |
| Hubert-von-Herkomer-Straße 74 (Standort) | Stadtmauer                | zugehörig Rest der ehemaligen Stadtmauer | D-1-81-130-121 | BW                        |

### Stadtbefestigung des 15. Jahrhunderts
Aktennummer D-1-81-130-613. Die Ehemalige Stadtbefestigung des 15. Jahrhunderts ist eine großzügig angelegte Stadtmauererweiterung zur Sicherung der Angervorstadt im Norden und der Anhöhe im Osten. Sie besteht aus Sichtziegelmauerwerk mit sechzehn halbrunden Schalentürmen. Im Kern stammt sie aus der ersten Hälfte des 15. Jahrhunderts. An der vorderen Mühlstraße 188 beginnt diese Erweiterung an der Stadtmauer des 13. Jahrhunderts und zieht sich um die Angerstadt, den Berg hinauf in die Oberstadt und um diese herum bis zum Schloßberg, wo die Stadtmauer des 14. Jahrhunderts erreicht wird.
Im Einzelnen sind erhalten im Uhrzeigersinn.

| Lage                                            | Objekt                                      | Beschreibung | Akten-Nr.      | Bild                    |
| ----------------------------------------------- | ------------------------------------------- | --- | -------------- | ----------------------- |
| Vordere Mühlgasse 188 (Standort)                | Stadtmauer                                  | zugehörig in den Fundamenten Reste der ehemaligen Stadtmauer | D-1-81-130-359 | BW                      |
| Vordere Mühlgasse 187 (Standort)                | Stadtmauer                                  | Teile der ehemaligen Stadtmauer | D-1-81-130-358 | BW                      |
| Hintere Mühlgasse 205 (Standort)                | Stadtmauer                                  | zugehörig in den Fundamenten Reste der ehemaligen Stadtmauer | D-1-81-130-145 | BW                      |
| Hintere Mühlgasse 204 (Standort)                | Bäckertor                                   | Ehemaliges Stadttor, über spitzbogiger Durchfahrt eingeschossiger Rohbacksteinbau mit Stufengiebel nach Osten und Walmdach nach Westen, dendrologisch datiert auf 1435, Ausbau als Wohnung 16. Jahrhundert                                                                   | D-1-81-130-144 | weitere Bilder          |
| Vorderer Anger 212 (Standort)                   | Stadtmauer                                  | zugehörig Teil der ehemaligen Stadtmauer am Mühlbach, 15. Jahrhundert. | D-1-81-130-367 | BW                      |
| Vorderer Anger 213 (Standort)                   | Stadtmauer                                  | zugehörig Teil der ehemaligen Stadtmauer am Mühlbach, 15. Jahrhundert. | D-1-81-130-368 | BW                      |
| Brudergasse 215 (Standort)                      | Stadtmauer                                  | zugehörig Rest der ehemaligen Stadtmauer am Mühlbach, 15. Jahrhundert. | D-1-81-130-70  | Stadtmauer              |
| Vorderer Anger 233 (Standort)                   | Stadtmauer                                  | zugehörig Teil der ehemaligen Stadtmauer am Mühlbach, 15. Jahrhundert. | D-1-81-130-549 | Stadtmauer              |
| Vorderer Anger 234 (Standort)                   | Stadtmauer                                  | zugehörig Teil der ehemaligen Stadtmauer am Mühlbach, 15. Jahrhundert. | D-1-81-130-375 | Stadtmauer              |
| Vorderer Anger 236 (Standort)                   | Stadtmauer                                  | zugehörig Teil der ehemaligen Stadtmauer am Mühlbach, 15. Jahrhundert. | D-1-81-130-377 | Stadtmauer              |
| Vorderer Anger 239 (Standort)                   | Stadtmauer                                  | zugehörig Teile der ehemaligen Stadtmauer am Mühlbach, 15. Jahrhundert. | D-1-81-130-379 | Stadtmauer              |
| Vorderer Anger 239 (Standort)                   | Färberturm                                  | ehemaliger Stadtmauerturm, unterer Abschnitt eines Rundturms aus Sichtziegelmauerwerk, Mitte 16. Jahrhundert, aufgemauert 1976 | D-1-81-130-379 | weitere Bilder          |
| Sandauer Straße 240 a; Sandauer Straße 240 b () | Sandauertor                                 | Ehemaliges Stadttor, fünfgeschossiger Torturm mit quadratischem Unterbau, oktogonalen Obergeschossen und Zeltdach, im Kern erstes Drittel 15. Jahrhundert, weitgehend erneuert um 1627/28.                                                                                   | D-1-81-130-307 | weitere Bilder          |
| Sandauer Straße 240 ()                          | Sandauertor                                 | ehemaliges Zollhaus, eingeschossiger Satteldachbau, 1635. | D-1-81-130-307 | weitere Bilder          |
| Sandauer Straße 242 ()                          | Stadtmauer                                  | 15. Jahrhundert. | D-1-81-130-613 |                         |
| ()                                              | Dachlturm, auch Lueginsland oder Dohlenturm | ehemaliger Stadtmauerturm, elfgeschossiger, zylindrischer Turm über U-förmigem Unterbau, um 1415/20 | D-1-81-130-613 | weitere Bilder          |
| ()                                              | Stadtmauer                                  | 15. Jahrhundert. | D-1-81-130-613 | Stadtmauer              |
| ()                                              | Mauerturm                                   | Schalenturm, 15. Jahrhundert. | D-1-81-130-613 |                         |
| ()                                              | Stadtmauer                                  | 15. Jahrhundert. | D-1-81-130-613 | Stadtmauer              |
| ()                                              | Mauerturm                                   | Schalenturm, 15. Jahrhundert. | D-1-81-130-613 | Mauerturm               |
| ()                                              | Stadtmauer                                  | 15. Jahrhundert. | D-1-81-130-613 | Stadtmauer              |
| Nähe Kommerzienrat-Winklhofer-Straße ()         | Pulverturm oder Blauer Turm                 | ehemaliger Stadtmauerturm, kräftiger, fünfgeschossiger Rundturm mit Kegeldach, wohl erstes Drittel 15. Jahrhundert, mehrfach erneuert | D-1-81-130-613 | weitere Bilder          |
| Nähe Kommerzienrat-Winklhofer-Straße ()         | Stadtmauer                                  | 15. Jahrhundert. | D-1-81-130-613 | Stadtmauer              |
| Nähe Kommerzienrat-Winklhofer-Straße ()         | Mauerturm                                   | Schalenturm, 15. Jahrhundert. | D-1-81-130-613 | Mauerturm               |
| Nähe Kommerzienrat-Winklhofer-Straße ()         | Stadtmauer                                  | 15. Jahrhundert. | D-1-81-130-613 | Stadtmauer              |
| Nähe Kommerzienrat-Winklhofer-Straße ()         | ehemalige Zwingeranlage                     | Mauer- und Fundamentreste, erste Hälfte 15. Jahrhundert | D-1-81-130-613 | ehemalige Zwingeranlage |
| Nähe Kommerzienrat-Winklhofer-Straße ()         | Mauerturm                                   | Schalenturm, 15. Jahrhundert. | D-1-81-130-613 | Mauerturm               |
| Nähe Kommerzienrat-Winklhofer-Straße ()         | Stadtmauer                                  | 15. Jahrhundert. | D-1-81-130-613 | Stadtmauer              |
| Nähe Kommerzienrat-Winklhofer-Straße ()         | Mauerturm                                   | Schalenturm, 15. Jahrhundert. | D-1-81-130-613 | Mauerturm               |
| Nähe Kommerzienrat-Winklhofer-Straße ()         | Stadtmauer                                  | 15. Jahrhundert. | D-1-81-130-613 | Stadtmauer              |
| Nähe Kommerzienrat-Winklhofer-Straße ()         | Mauerturm                                   | Schalenturm, 15. Jahrhundert. | D-1-81-130-613 | Mauerturm               |
| Nähe Kommerzienrat-Winklhofer-Straße ()         | Stadtmauer                                  | 15. Jahrhundert. | D-1-81-130-613 | Stadtmauer              |
| Nähe Kommerzienrat-Winklhofer-Straße ()         | Mauerturm                                   | Schalenturm, 15. Jahrhundert. | D-1-81-130-613 | Mauerturm               |
| Nähe Kommerzienrat-Winklhofer-Straße ()         | Stadtmauer                                  | 15. Jahrhundert. | D-1-81-130-613 | Stadtmauer              |
| Nähe Kommerzienrat-Winklhofer-Straße ()         | Mauerturm                                   | Schalenturm, 15. Jahrhundert. | D-1-81-130-613 | Mauerturm               |
| Nähe Kommerzienrat-Winklhofer-Straße ()         | Stadtmauer                                  | 15. Jahrhundert. | D-1-81-130-613 | Stadtmauer              |
| Nähe Malteserstraße ()                          | Mauerturm                                   | Schalenturm, 15. Jahrhundert. | D-1-81-130-613 | Mauerturm               |
| Nähe Malteserstraße ()                          | Stadtmauer                                  | 15. Jahrhundert. | D-1-81-130-613 | Stadtmauer              |
| Nähe Malteserstraße ()                          | Mauerturm                                   | Schalenturm, 15. Jahrhundert. | D-1-81-130-613 | Mauerturm               |
| Nähe Malteserstraße ()                          | Stadtmauer                                  | 15. Jahrhundert. | D-1-81-130-613 | Stadtmauer              |
| Nähe Malteserstraße ()                          | Mauerturm                                   | Schalenturm, 15. Jahrhundert. | D-1-81-130-613 | Mauerturm               |
| Nähe Malteserstraße ()                          | Stadtmauer                                  | 15. Jahrhundert. | D-1-81-130-613 | Stadtmauer              |
| Nähe Malteserstraße ()                          | Mauerturm                                   | Schalenturm, 15. Jahrhundert. | D-1-81-130-613 | Mauerturm               |
| Nähe Malteserstraße ()                          | Stadtmauer                                  | 15. Jahrhundert. | D-1-81-130-613 | Stadtmauer              |
| Alte Bergstraße 448 (Standort)                  | Bayertor oder Münchner Tor                  | Stadttor, Haupttorturm, mehrgeschossiger Turm über quadratischem Grundriss mit spitzbogig geöffneter Torhalle und Eckquaderung, bezeichnet mit dem Jahr 1425 | D-1-81-130-42  | weitere Bilder          |
| Alte Bergstraße 448 (Standort)                  | Bayertor oder Münchner Tor                  | Vortoranlage, doppelte, spitzbogige Durchfahrt mit zwei offenen Innenhöfen, eingefasst von zwei kleinen Vortürmen, dem ehemaligen Zollhaus, zwei quadratischen Zinnentürmen sowie Verbindungsbauten, im Kern um 1435/40, verändert um 1530/40 und nach 1632; mit Ausstattung | D-1-81-130-42  | weitere Bilder          |
| Alte Bergstraße 448 (Standort)                  | Bayertor oder Münchner Tor                  | ehemaliger Grenzstein, Sandstein, bezeichnet mit dem Jahr SL 1789 | D-1-81-130-42  | weitere Bilder          |
| Nähe Alte Bergstraße ()                         | Stadtmauer                                  | 15. Jahrhundert. | D-1-81-130-613 | Stadtmauer              |
| Nähe Alte Bergstraße ()                         | Mauerturm                                   | Schalenturm, 15. Jahrhundert. | D-1-81-130-613 | Mauerturm               |
| Nähe Alte Bergstraße ()                         | Stadtmauer                                  | 15. Jahrhundert. | D-1-81-130-613 | Stadtmauer              |
| Nähe Alte Bergstraße ()                         | Mauerturm                                   | Schalenturm, 15. Jahrhundert. | D-1-81-130-613 | Mauerturm               |
| Nähe Alte Bergstraße ()                         | Stadtmauer                                  | 15. Jahrhundert. | D-1-81-130-613 | Stadtmauer              |
| Nähe Alte Bergstraße ()                         | Mauerturm                                   | Schalenturm, 15. Jahrhundert. | D-1-81-130-613 | Mauerturm               |
| Nähe Alte Bergstraße ()                         | Stadtmauer                                  | 15. Jahrhundert. | D-1-81-130-613 | Stadtmauer              |
| Nähe Alte Bergstraße ()                         | Mauerturm                                   | Schalenturm, 15. Jahrhundert. | D-1-81-130-613 | Mauerturm               |
| Nähe Hofgraben 472 ()                           | Stadtmauer                                  | 15. Jahrhundert. | D-1-81-130-613 | Stadtmauer              |
| Nähe Hofgraben 472 ()                           | Mauerturm                                   | Schalenturm, 15. Jahrhundert. | D-1-81-130-613 | Mauerturm               |
| Nähe Hofgraben 472 1/2 ()                       | Stadtmauer                                  | 15. Jahrhundert. | D-1-81-130-613 | Stadtmauer              |

### Stadtbefestigung des 16. Jahrhunderts
Aktennummer D-1-81-130-614. Die ehemalige Stadtbefestigung des 16. Jahrhunderts ist die letzte Stadtmauererweiterung um das Mühlbachquartier im Nordwesten. Sie stammt im Kern aus der ersten Hälfte des 16. Jahrhunderts, wurde in Ziegelmauerwerk ausgeführt und nachträglich in die Wohnbebauung einbezogen.

| Lage                                    | Objekt          | Beschreibung | Akten-Nr.      | Bild            |
| --------------------------------------- | --------------- | --- | -------------- | --------------- |
| Adolph-Kolping-Straße 130 b (Standort)  | Stadtmauer      | zugehörig Rest der ehemaligen Stadtmauer                                                                                           | D-1-81-130-279 | Stadtmauer      |
| Adolph-Kolping-Straße 130 b (Standort)  | halbrunder Turm | | D-1-81-130-279 | halbrunder Turm |
| Roßmarkt 192; Roßmarkt 192 a (Standort) | Stadtmauer      | zugehörig Teil der ehemaligen Stadtmauer                                                                                           | D-1-81-130-284 | Stadtmauer      |
| Roßmarkt 193 (Standort)                 | Stadtmauer      | zugehörig Teil der ehemaligen Stadtmauer, siehe Stadtbefestigung.                                                                  | D-1-81-130-285 | BW              |
| Roßmarkt 194 (Standort)                 | Stadtmauer      | zugehörig Teil der ehemaligen Stadtmauer                                                                                           | D-1-81-130-286 | Stadtmauer      |
| Roßmarkt 199a (Standort)                | Färbertor       | dreigeschossiger Turm mit spitzbogiger Durchfahrt und Schopfmansarddach, im Kern um 1520/30, Dach um 1800; siehe Stadtbefestigung. | D-1-81-130-288 | weitere Bilder  |
| Roßmarkt 199 b ()                       | Stadtmauer      | zugehörig Teil der ehemaligen Stadtmauer                                                                                           | D-1-81-130-289 | Stadtmauer      |

## Baudenkmäler nach Ortsteilen

### Landsberg am Lech

#### A
| Lage                                                                  | Objekt                                                  | Beschreibung | Akten-Nr.      | Bild                                               |
| --------------------------------------------------------------------- | ------------------------------------------------------- | --- | -------------- | -------------------------------------------------- |
| Adolph-Kolping-Straße 130 a (Standort)                                | Wohnhaus                                                | Zweigeschossiger Mansardsatteldachbau im Heimatstil mit expressiven Schmuckformen, von Anton Lichtenstern, 1930 | D-1-81-130-280 | weitere Bilder                                     |
| Adolph-Kolping-Straße 130 b (Standort)                                | Ehemalige städtische Wagnerhütte                        | jetzt Wohnhaus, zweigeschossiger Traufseitbau, bezeichnet mit dem Jahr 1788, umgebaut 1918 | D-1-81-130-279 | Ehemalige städtische Wagnerhütte                   |
| Adolph-Kolping-Straße 133 (Standort)                                  | Ehemaliges Salzstadelmeisterhaus                        | jetzt Gasthaus, zweigeschossiger Steilsatteldachbau, bezeichnet mit dem Jahr 1546, verändert im 18. Jahrhundert | D-1-81-130-282 | weitere Bilder                                     |
| Adolph-Kolping-Straße 135 a, 135 b, 135 c (Standort)                  | Ehemalige städtische Schranne                           | erdgeschossiger Satteldachbau über dem Mühlbach, im Kern wohl zweite Hälfte 16. Jahrhundert, Dachwerk 1688, Erneuerung bezeichnet mit dem Jahr 1789, zu Wohnungen umgebaut 1986/87 | D-1-81-130-283 | weitere Bilder                                     |
| Alte Bergstraße (an der Stadtmauer südlich des Bayertores) (Standort) | Ehemaliger Bierkeller des Süß-Bräus                     | Tonnengewölbe aus verputzten Ziegeln, wohl frühes 19. Jahrhundert | D-1-81-130-466 | BW                                                 |
| Alte Bergstraße 394 (Standort)                                        | Ehemaliges Wohnhaus                                     | jetzt Gasthaus, zweigeschossiger Eckbau mit Satteldach, im Kern zwei spätmittelalterliche Vorgänger um 1480, 1919 zusammengeführt | D-1-81-130-544 | Ehemaliges Wohnhaus                                |
| Alte Bergstraße 394 (Standort)                                        | Nebenflügel                                             | dreigeschossiger Satteldachbau, im Kern 17. Jahrhundert, mehrfach umgebaut im 20. Jahrhundert | D-1-81-130-544 | BW                                                 |
| Alte Bergstraße 395 (Standort)                                        | Wohn- und Geschäftshaus                                 | Schmaler, viergeschossiger Traufseitbau, letztes Viertel 18. Jahrhundert, Umbau um 1860/70 | D-1-81-130-18  | Wohn- und Geschäftshaus                            |
| Alte Bergstraße 396 (Standort)                                        | Wohn- und Geschäftshaus                                 | Dreigeschossiger Giebelbau mit einhüftig angehobenem Dach, im Kern wohl 15./16. Jahrhundert, umgebaut um 1675 und 1768 | D-1-81-130-19  | Wohn- und Geschäftshaus                            |
| Alte Bergstraße 397 (Standort)                                        | Wohn- und Geschäftshaus                                 | Viergeschossiger Giebelbau, im Kern spätmittelalterlich, Erhöhung dendrologisch datiert auf um 1684 | D-1-81-130-20  | Wohn- und Geschäftshaus                            |
| Alte Bergstraße 398 (Standort)                                        | Wohn- und Geschäftshaus                                 | Viergeschossiger Traufseitbau mit Aufzugsgaube, Um- und Erweiterungsbau über älterem Kern Mitte 19. Jahrhundert | D-1-81-130-21  | Wohn- und Geschäftshaus                            |
| Alte Bergstraße 398 1/2 (Standort)                                    | Wohn- und Geschäftshaus                                 | Dreigeschossiger Traufseitbau mit geschnitzter Füllungstür, 1863 | D-1-81-130-22  | Wohn- und Geschäftshaus                            |
| Alte Bergstraße 398 1/3 (Standort)                                    | Wohn- und Geschäftshaus                                 | viergeschossiger Traufseitbau mit Flachdach, um 1875 | D-1-81-130-493 | Wohn- und Geschäftshaus                            |
| Alte Bergstraße 400 (Standort)                                        | Ehemaliges Handwerkerhaus                               | dreigeschossiger Eckbau mit vorgeblendetem Flachgiebel, im Kern 15. Jahrhundert, umgebaut um 1560, überformt 1902 | D-1-81-130-23  | Ehemaliges Handwerkerhaus                          |
| Alte Bergstraße 401 a (Standort)                                      | Ehemaliges Handwerkerhaus                               | dreigeschossiger Giebelbau mit rückwärtiger Hochlaube, im Kern wohl noch 14. Jahrhundert, umgebaut im 18. Jahrhundert und in der ersten Hälfte des 19. Jahrhunderts | D-1-81-130-24  | Ehemaliges Handwerkerhaus                          |
| Alte Bergstraße 402 (Standort)                                        | Ehemaliges Handwerkerhaus                               | dreigeschossiger Giebelbau mit rückwärtiger Hochlaube, im Kern 14. Jahrhundert, Erweiterung 16. Jahrhundert, Veränderungen 18./19. Jahrhundert | D-1-81-130-25  | Ehemaliges Handwerkerhaus                          |
| Alte Bergstraße 403 (Standort)                                        | Ehemaliges Handwerkerhaus                               | dreigeschossiger Giebelbau mit rückwärtiger Hochlaube, im Kern wohl 14. Jahrhundert, Erweiterung 16. Jahrhundert, Umbauten 19. und 20. Jahrhundert | D-1-81-130-26  | Ehemaliges Handwerkerhaus                          |
| Alte Bergstraße 404 (Standort)                                        | Ehemaliges Handwerkerhaus                               | viergeschossiger Giebelbau mit spätbiedermeierlicher Feldertür und rückwärtiger Hochlaube, im Kern wohl 14. Jahrhundert, erweitert im 16. Jahrhundert, Umbauten 19. und 20. Jahrhundert, Tür um 1850/60. | D-1-81-130-27  | Ehemaliges Handwerkerhaus                          |
| Alte Bergstraße 405 (Standort)                                        | Ehemaliges Handwerkerhaus                               | viergeschossiger Giebelbau mit geschnitzter Füllungstür und rückwärtiger Hochlaube, im Kern 14./15. Jahrhundert, erweitert im späten 16. Jahrhundert, Umbauten 19. und 20. Jahrhundert, Tür um 1870 | D-1-81-130-28  | Ehemaliges Handwerkerhaus                          |
| Alte Bergstraße 406 (Standort)                                        | Ehemaliges Handwerkerhaus                               | viergeschossiger Giebelbau mit aufgedoppelter Füllungstür und mit rückwärtiger Hochlaube, im Kern wohl 14./15. Jahrhundert, erweitert im späten 16. Jahrhundert, Umbauten 18.–20. Jahrhundert, Tür wohl 1789 | D-1-81-130-29  | Ehemaliges Handwerkerhaus                          |
| Alte Bergstraße 407 (Standort)                                        | Ehemaliges Handwerkerhaus                               | viergeschossiger Giebelbau mit rückwärtiger Hochlaube, im Kern wohl 14. Jahrhundert, Erweiterung dendrologisch datiert auf um 1613, Umbauten 18. und 20. Jahrhundert | D-1-81-130-30  | Ehemaliges Handwerkerhaus                          |
| Alte Bergstraße 408 (Standort)                                        | Ehemaliges Handwerkerhaus                               | viergeschossiger Giebelbau mit rückwärtiger Hochlaube, im Kern wohl 14. Jahrhundert, in mehreren Phasen erweitert 15.–17. Jahrhundert, Umbauten 18.–20. Jahrhundert | D-1-81-130-31  | Ehemaliges Handwerkerhaus                          |
| Alte Bergstraße 409 (Standort)                                        | Ehemaliges Handwerkerhaus                               | viergeschossiger Giebelbau mit rückwärtiger Hochlaube, im Kern 14. Jahrhundert, erweitert im späten 16. Jahrhundert, Umbauten 19. Jahrhundert, teilweise erneuert im 20. Jahrhundert | D-1-81-130-32  | Ehemaliges Handwerkerhaus                          |
| Alte Bergstraße 410 (Standort)                                        | Ehemaliges Kramer- und Handwerkerhaus                   | dreigeschossiger Eckbau mit Steilsatteldach, im Kern 14./15. Jahrhundert, verändert im späten 16. Jahrhundert, Umbauten Anfang 19. und 20. Jahrhundert | D-1-81-130-33  | Ehemaliges Kramer- und Handwerkerhaus              |
| Alte Bergstraße 412 (Standort)                                        | Ehemaliges Handwerkerhaus                               | dreigeschossiger Walmdachbau mit geschnitzter Füllungstür, 1844 | D-1-81-130-455 | BW                                                 |
| Alte Bergstraße 413 (Standort)                                        | Ehemaliges Handwerkerhaus                               | dreigeschossiger Giebelbau mit Schopfwalmdach, im Kern spätmittelalterlich, Dachwerk frühes 19. Jahrhundert | D-1-81-130-34  | Ehemaliges Handwerkerhaus                          |
| Alte Bergstraße 414 (Standort)                                        | Ehemaliges Bäckeranwesen                                | viergeschossiger Traufseitbau mit einhüftigem Mansardwalmdach, im Kern 15./16. Jahrhundert, Umbauten bezeichnet mit dem Jahr 1691, Mitte 19. Jahrhundert und 20. Jahrhundert | D-1-81-130-35  | weitere Bilder                                     |
| Alte Bergstraße 415 (Standort)                                        | Ehemaliges Bäckeranwesen                                | viergeschossiger Traufseitbau, im Kern 15./16. Jahrhundert, Umbau 1874 | D-1-81-130-36  | Ehemaliges Bäckeranwesen                           |
| Alte Bergstraße 416 (Standort)                                        | Ehemaliges Bäckeranwesen                                | dreigeschossiger Traufseitbau mit geschnitzter Füllungstür, im Kern 16./17. Jahrhundert, erneuert 1810 | D-1-81-130-37  | Ehemaliges Bäckeranwesen                           |
| Alte Bergstraße 417 (Standort)                                        | Ehemaliges Handwerkerhaus                               | viergeschossiger Traufseitbau, im Kern 15./16. Jahrhundert, verändert um 1800, erhöht 1852 | D-1-81-130-38  | Ehemaliges Handwerkerhaus                          |
| Alte Bergstraße 418 (Standort)                                        | Ehemaliges Handwerkerhaus                               | schmaler, dreigeschossiger Traufseitbau mit Pultdach, im Kern wohl 17. Jahrhundert, Umbau 1874, Ladeneinbau 1898 | D-1-81-130-459 | Ehemaliges Handwerkerhaus                          |
| Alte Bergstraße 418 (Standort)                                        | Ehemaliges Handwerkerhaus                               | viergeschossiger Giebelbau mit Flacherker und kupfernem Rinnenkessel, im Kern wohl 15./16. Jahrhundert, verändert um 1800, vom Haus Alte Bergstraße 417 abgetrennt 1853, um- und ausgebaut 1892 | D-1-81-130-456 | Ehemaliges Handwerkerhaus                          |
| Alte Bergstraße 419 (Standort)                                        | Ehemaliges Handwerkerhaus                               | dreigeschossiger Traufseitbau mit Pultdach, im Kern 17./18. Jahrhundert, Umbau 1874 | D-1-81-130-39  | Ehemaliges Handwerkerhaus                          |
| Alte Bergstraße 420 (Standort)                                        | Ehemaliges Handwerkerhaus                               | viergeschossiger Giebelbau, im Kern spätmittelalterlich, im 16./17. Jahrhundert erweitert und erneuert, renoviert 1893 | D-1-81-130-40  | Ehemaliges Handwerkerhaus                          |
| Alte Bergstraße 421 a, 421 b (Standort)                               | Ehemaliges Handwerkerhaus                               | dreigeschossiger Traufseitbau, im Kern wohl 14. Jahrhundert, Umbau spätes 19. Jahrhundert, Sanierung 1988/89 | D-1-81-130-41  | weitere Bilder                                     |
| Alte Bergstraße 431, 432 a, 432 b (Standort)                          | Wohnhaus                                                | Dreigeschossiger Traufseitbau mit Steilsatteldach, im Kern zwei Häuser des 17. Jahrhunderts, später mehrfach umgebaut, saniert 1986 | D-1-81-130-461 | Wohnhaus                                           |
| Alte Bergstraße 434, 435, Jesuitengasse 434 a (Standort)              | Doppelwohnhaus                                          | Zweigeschossiger, im First geteilter Giebelbau, im Kern wohl frühes 18. Jahrhundert, mehrfach umgebaut 19./20. Jahrhundert | D-1-81-130-462 | Doppelwohnhaus                                     |
| Alte Bergstraße 436 (Standort)                                        | Ehemaliges Bäcker- und Ackerbürgerhaus                  | zweigeschossiger Eckbau mit hohem Mansarddach und Bäcker-Hauszeichen, im Kern 17. Jahrhundert, Umbau 1812, Sanierung 1986 | D-1-81-130-463 | Ehemaliges Bäcker- und Ackerbürgerhaus             |
| Alte Bergstraße 442 (Standort)                                        | Ehemaliges Ökonomiegebäude                              | vermutlich (Rentamts-)Stadel, zweigeschossiger Eckbau mit Satteldach, dendrologisch datiert auf nach 1672, Ausbau als Wohnhaus ab dem 18. Jahrhundert | D-1-81-130-464 | Ehemaliges Ökonomiegebäude                         |
| Alte Bergstraße 450 a (Standort)                                      | Wohnhaus                                                | Dreigeschossiger Steilsatteldachbau, im Kern 16. Jahrhundert, Dachstuhl dendrologisch datiert auf 1710, Umbauten Ende 18. Jahrhundert und um 1880/90; an die ehemalige Stadtmauer beim Bayertor unter Einbezug von Resten des ehemaligen Wehrgangs angebaut, siehe Stadtbefestigung | D-1-81-130-43  | Wohnhaus                                           |
| Alte Bergstraße 451, 451 b (Standort)                                 | Ehemaliges Hofgut                                       | Ackerbürgerhaus, zweigeschossiger Satteldachbau in Ecklage, Mitte 18. Jahrhundert, Umbau als Doppelwohnhaus 1833 | D-1-81-130-465 | Ehemaliges Hofgut                                  |
| Alte Bergstraße 453 (Standort)                                        | Schild Süßbräu und Haustür                              | Wirtshausschild des ehemaligen Brauereigasthofes Süßbräu, bezeichnet mit dem Jahr 1835; Haustüre, bezeichnet mit dem Jahr 1886 | D-1-81-130-45  | BW                                                 |
| Alte Bergstraße 488 (Standort)                                        | Ehemaliger Brauereigasthof Pfletschbräu                 | Komplex aus drei zusammengeführten dreigeschossigen Satteldachhäusern, das mittlere als Kern der Anlage noch spätmittelalterlich, der östliche Bau im Kern 16. Jahrhundert, Umbauten um 1690, der westliche Bau erneuert 1793, einheitliche klassizistische Fassadengliederung und Stuckierung | D-1-81-130-47  | Ehemaliger Brauereigasthof Pfletschbräu            |
| Alte Bergstraße 488 (Standort)                                        | Ehemaliger Brauereigasthof Pfletschbräu                 | schmiedeeiserner Ausleger von 1793 | D-1-81-130-47  | Ehemaliger Brauereigasthof Pfletschbräu            |
| Alte Bergstraße 488 (Standort)                                        | Ehemaliges Brauereihaus                                 | rückwärtig sich anschließender, zweigeschossiger Satteldachbau, Mitte 19. Jahrhundert | D-1-81-130-47  | BW                                                 |
| Alte Bergstraße 489 (Standort)                                        | Ehemaliges Handwerkerhaus                               | dreigeschossiger Giebelbau mit zweiflügeliger Füllungstür, im Kern 17. Jahrhundert, erneuert im ersten Drittel 19. Jahrhundert und Anfang 20. Jahrhundert | D-1-81-130-48  | Ehemaliges Handwerkerhaus                          |
| Alte Bergstraße 490 (Standort)                                        | Ehemaliges Handwerkerhaus                               | dreigeschossiger Giebelbau mit Mansard-Halbwalmdach, im Kern wohl 16./17. Jahrhundert, Umbau Ende 18. Jahrhundert, renoviert 1977 | D-1-81-130-49  | Ehemaliges Handwerkerhaus                          |
| Alte Bergstraße 491 (Standort)                                        | Kleinhaus                                               | Schmaler, dreigeschossiger Giebelbau mit seitlichem Traufüberstand, im Kern 16. Jahrhundert, Umbau zweite Hälfte 18. Jahrhundert | D-1-81-130-50  | Kleinhaus                                          |
| Alte Bergstraße 492 (Standort)                                        | Ehemalige Ökonomie                                      | zweigeschossiger Traufseitbau mit Steilsatteldach, im Kern dendrologisch datiert auf 1474, Ausbau als Wohnhaus spätestens im 18. Jahrhundert, Umnutzung als „Rindenstadel“ der Gerber Mitte 19. Jahrhundert, Umbau 1882, Purifizierung um 1950 | D-1-81-130-51  | BW                                                 |
| Alte Bergstraße 493 (Standort)                                        | Ehemaliges Handwerkerhaus                               | dreigeschossiger Eckbau mit Mansard-Schopfwalmdach, im Kern vielleicht noch spätmittelalterlich, Dachwerk um 1800, Umbau 1876 und nach 1980 | D-1-81-130-52  | weitere Bilder                                     |
| Alte Bergstraße 494 (Standort)                                        | Ehemaliges Handwerkerhaus                               | dreigeschossiger Giebelbau, im Kern wohl noch spätmittelalterlich, Erneuerung von Haus und Dachwerk im 17./18. Jahrhundert, Renovierung um 1830 und um 1990 | D-1-81-130-53  | Ehemaliges Handwerkerhaus                          |
| Alte Bergstraße 495 (Standort)                                        | Ehemaliges Hucklerhaus                                  | dreigeschossiger Giebelbau mit geschnitzter Füllungstür, im Kern dendrologisch datiert auf 1480, umgebaut im 17./18. Jahrhundert, erneuert um 1830/40, renoviert 1972; Tor, zweiflügeliges Holztor mit Schnitzdekor, um 1830/40; im Anbau | D-1-81-130-54  | Ehemaliges Hucklerhaus                             |
| Altöttinger Straße (beim Altöttinger Weiher) (Standort)               | Bildstock                                               | Sandsteinpfeiler mit rundbogigem Gehäuse und flacher Nische, im Kern 17./18. Jahrhundert | D-1-81-130-609 | Bildstock                                          |
| Altöttinger Straße (beim Altöttinger Weiher) (Standort)               | Bildstock                                               | Halbrund schließender Sandsteinpfeiler mit Rundbogennische, 18./19. Jahrhundert | D-1-81-130-610 | Bildstock                                          |
| Am Englischen Garten (Standort)                                       | Bildhäuschen                                            | Kleines ädikularartiges Gebäude, erste Hälfte 19. Jahrhundert; bei Nr. 10 | D-1-81-130-394 | Bildhäuschen                                       |
| Am Englischen Garten (im Park) (Standort)                             | Denkmal für den Gründer des Gartens Franz von Oberndorf | Tuffgesteinsbrocken mit Inschrifttafel, 1886 | D-1-81-130-494 | BW                                                 |
| Am Englischen Garten (im Park) (Standort)                             | Ruhebänke                                               | rundbogig schließende Tuffstein-Wangen, 1912/13 | D-1-81-130-494 | BW                                                 |
| Am Englischen Garten (im Park) (Standort)                             | Ständestein                                             | Würfelförmiger Tuffquader, von Joseph Bogner, 1824 | D-1-81-130-494 | BW                                                 |
| Am Englischen Garten 2 (Standort)                                     | Städtisches Forstamt                                    | Dreigeschossiger, winkelförmiger Walmdachbau im reduzierten Heimatstil, von Josef Pfeffer, 1925/26; Hirschkopf, Bronzeskulptur, von Ferdinand von Miller d. J., 1926 | D-1-81-130-495 | Städtisches Forstamt                               |
| Am Seelberg 43 a, 43 b (Standort)                                     | Wohnhaus                                                | Zweigeschossiger Eckbau mit Mansarddach, Umbau wohl über älterem Kern im späten 18. / frühen 19. Jahrhundert, erneuert im 20. Jahrhundert | D-1-81-130-340 | Wohnhaus                                           |
| Am Seelberg 44 (Standort)                                             | Wohnhaus                                                | Zweigeschossiger Traufseitbau, im Kern 17./18. Jahrhundert, mehrfach umgebaut im 19./20. Jahrhundert | D-1-81-130-341 | Wohnhaus                                           |
| Am Seelberg 46 (Standort)                                             | Wohnhaus                                                | Zweigeschossiger Eckbau über trapezförmigem Grundriss mit Satteldach, im Kern wohl 16. Jahrhundert, umgebaut 1986 | D-1-81-130-342 | Wohnhaus                                           |
| Am Seelberg 49 (Standort)                                             | Wohnhaus                                                | Zweigeschossiger Eckbau mit Satteldach, spätes 17. Jahrhundert, umgebaut in der zweiten Hälfte 19. Jahrhundert und 1929 | D-1-81-130-343 | Wohnhaus                                           |
| Am Seelberg 53 (Standort)                                             | Ehemaliges Bauernhaus                                   | dreigeschossiger Eckbau mit Satteldach, im Kern wohl spätmittelalterlich, Aufstockung 1736, Umbau als Wohnhaus im späten 19. Jahrhundert | D-1-81-130-345 | Ehemaliges Bauernhaus                              |
| Am Seelberg 54 (Standort)                                             | Kleinhaus                                               | Zweigeschossiger Traufseitbau mit Steilsatteldach und Ohrwaschlgaube, über spätmittelalterlichem Kern umgebaut dendrologisch datiert auf 1789, erneuert um 1885 | D-1-81-130-214 | Kleinhaus                                          |
| Am Seelberg 87 (Standort)                                             | Ehemalige Glockengießerei                               | zweigeschossiger Traufseitbau mit Aufzugsgaube, im Kern wohl mittelalterlich, Umbau um 1800 | D-1-81-130-346 | BW                                                 |
| Augsburger Straße 1 (Standort)                                        | Wohnhaus                                                | Zweigeschossiger Mansarddachbau, in biedermeierlichen Formen, im Kern Ende 18. Jahrhundert / Anfang 19. Jahrhundert, überformt 1864; Pendant zu Nr. 3 | D-1-81-130-58  | weitere Bilder                                     |
| Augsburger Straße 3 (Standort)                                        | Wohnhaus                                                | Zweigeschossiger Mansarddachbau, in biedermeierlichen Formen, im Kern Ende 18. Jahrhundert / Anfang 19. Jahrhundert, überformt 1864; Pendant zu Nr. 1 | D-1-81-130-59  | Wohnhaus                                           |
| Augsburger Straße 4 (Standort)                                        | Haustür                                                 | Zweiflügelige Füllungstür, um 1830/40 | D-1-81-130-60  | Haustür                                            |
| Augsburger Straße 5 (Standort)                                        | Mesnerhaus der Dreifaltigkeitskirche                    | schmaler zweigeschossiger Satteldachbau, dendrologisch datiert auf 1604 | D-1-81-130-61  | Mesnerhaus der Dreifaltigkeitskirche               |
| Augsburger Straße 7 (Standort)                                        | Dreifaltigkeitsfriedhof                                 | Weitgehend noch geschlossene Felder mit Grabanlagen des 19./20. Jahrhunderts, nicht mehr benutzt seit 1980; Friedhofsmauer, östlicher Teilabschnitt aus Ziegelmauerwerk mit flachen Nischen und pultförmiger Ziegelabdeckung, um 1565/83, der nördliche Zug aus ungegliedertem verputztem Ziegelmauerwerk, 1866; Aussegnungshalle: Kubus mit flachem Walmdach und seitlich zurückgesetzten, niederen Anbauten mit abgewalmten Pultdächern, in spätklassizistischen Formen, 1866 (Foto) | D-1-81-130-451 | Dreifaltigkeitsfriedhof                            |
| Augsburger Straße 7 (Standort)                                        | Katholische Friedhofskirche Zur Hl. Dreifaltigkeit      | Saalbau mit Chorscheitelturm, Dachwerk bezeichnet mit dem Jahr 1596, barockisiert um 1702/04, erneuert um 1863; mit Ausstattung; Ölberggehäuse, Pultdachanbau mit querrechteckiger Nische und flach segmentbogig geöffnetem Sockel, von Adam Vogt, 1604 | D-1-81-130-65  | Katholische Friedhofskirche Zur Hl. Dreifaltigkeit |
| Augsburger Straße 8 (Standort)                                        | Ehemaliges Bauernhaus                                   | langgestreckter, zweigeschossiger Satteldachbau, um 1870, Umbau als Wohnhaus 1885 und 1891, Sanierung 1987/88 | D-1-81-130-62  | Ehemaliges Bauernhaus                              |

#### B
| Lage                                                | Objekt                              | Beschreibung | Akten-Nr.      | Bild                                |
| --------------------------------------------------- | ----------------------------------- | --- | -------------- | ----------------------------------- |
| Bergleite (Standort)                                | Alter Wasserturm                    | Erste Hälfte 15. Jahrhundert, nur noch Substruktionen erhalten; unmittelbar an der Hangkante der Sandauer Leite                                                                   | D-1-81-130-16  | BW                                  |
| Bergleite (Standort)                                | Ehemaliger Wasserturm               | Backsteinbau über quadratischem Grundriss mit hohem Unterbau und Zeltdach, im Kern Ende 16. Jahrhundert / Anfang 17. Jahrhundert; oberhalb der Hinteren Malteserstiege            | D-1-81-130-519 | Ehemaliger Wasserturm               |
| Bergleite am Maltesergarten (Standort)              | Wegkapelle                          | Bildhäuschen mit auf Stützen vorgezogenem Satteldach, 18./19. Jahrhundert; an der Wegbiegung                                                                                      | D-1-81-130-506 | BW                                  |
| Blatterngasse 357 a; Blatterngasse 357 b (Standort) | Wohnhaus                            | Freistehender, zweigeschossiger Mansardhalbwalmdachbau über trapezförmigem Grundriss, um 1800, Modernisierung 20. Jahrhundert                                                     | D-1-81-130-66  | Wohnhaus                            |
| Blatterngasse 358 (Standort)                        | Ehemaliges Blatternhaus             | freistehender, zweigeschossiger Steilsatteldachbau, über älterem Kern Dachwerk dendrologisch datiert auf um 1559, erneuert im späten 18. Jahrhundert                              | D-1-81-130-67  | Ehemaliges Blatternhaus             |
| Blatterngasse 359 (Standort)                        | Ehemaliges Wohn- und Handwerkerhaus | dreigeschossiger Traufseitbau, im Kern wohl spätmittelalterlich, Dachwerk 1866 | D-1-81-130-68  | Ehemaliges Wohn- und Handwerkerhaus |
| Brudergasse 215 (Standort)                          | Ehemaliges Bruderhaus               | jetzt Haus St. Martin, zweigeschossiger Satteldachbau mit Putzgliederung und geschweiftem Zwerchhaus, im Kern 16./17. Jahrhundert, grundlegende Erneuerung als Marienheim 1905/06 | D-1-81-130-70  | BW                                  |
| Brudergasse 216 (Standort)                          | Haustür                             | Vierfeldrige Holztür mit Schnitzdekor und Oberlicht, 1846 (eingelagert bei Stadtpfarrkirchenstiftung)                                                                             | D-1-81-130-71  | BW                                  |

#### E
| Lage                               | Objekt     | Beschreibung                                                                                | Akten-Nr.      | Bild |
| ---------------------------------- | ---------- | ------------------------------------------------------------------------------------------- | -------------- | ---- |
| Nähe Epfenhauser Straße (Standort) | Bienenhaus | Eingeschossiger Walmdachbau mit seitlichen Flügeln, nach Süden verbrettert, wohl um 1920/30 | D-1-81-130-499 | BW   |

#### F
| Lage                  | Objekt      | Beschreibung | Akten-Nr.      | Bild |
| --------------------- | ----------- | --- | -------------- | ---- |
| Frauenwald (Standort) | Betonbunker | unter dem Tarnnamen „Weingut II“ angelegt, Teil eines noch im Mai 1944 von den Nationalsozialisten begonnenen Rüstungsprojektes zur Herstellung von Messerschmitt-Flugzeugen. Der Bau von heute 286 m Länge und etwa 85 m Breite ist knapp zur Hälfte unterirdisch angelegt und geht als Kreissegment etwa 10 m über dem Terrain auf, das Tonnengewölbe ist vollständig mit Bäumen bewachsen; er wurde zwischen Oktober 1944 und April 1945 nach Konstruktionsplänen von Franz Dischinger (Berlin) unter Leitung der Organisation Todt (OT) vorwiegend von jüdischen KZ-Häftlingen der Außenlager Dachau errichtet. Bei Kriegsende zu etwa zwei Dritteln fertiggestellt, wurde die Anlage nach Übernahme durch die Bundeswehr ab 1959 innen weitgehend neu ausgebaut | D-1-81-130-448 | BW   |

#### G
| Lage | Objekt                                                         | Beschreibung | Akten-Nr.      | Bild |
| --- | -------------------------------------------------------------- | --- | -------------- | --- |
| Georg-Hellmair-Platz 1 (Standort) | Katholische Stadtpfarrkirche Mariä Himmelfahrt                 | stattliche dreischiffige Pfeilerbasilika mit Polygonalchor, Langhausflankenturm und zwei Vorhallen im Nord- und Südwesten, nach Plänen Matthäus Ensingers unter Mitwirkung von Valentin Kindlin und Veit Maurer, 1458 bis 1488, Barockisierung 1680 bis 1710; mit Ausstattung | D-1-81-130-76  | weitere Bilder |
| Georg-Hellmair-Platz 169 (Standort) | Wohn- und Geschäftshaus                                        | Dreigeschossiger Traufseitbau, im Kern spätmittelalterlich, mit ausgedehnten ehemaligen Bräukellern des 17./18. Jahrhunderts, weitgehend erneuert 1866 | D-1-81-130-74  | Wohn- und Geschäftshaus |
| Georg-Hellmair-Platz 382 (Standort) | Ehemaliges Sebastiansbenefizium, jetzt Wohn- und Geschäftshaus | dreigeschossiger Traufseitbau, im Kern 14./15. Jahrhundert, erneuert 1755 | D-1-81-130-77  | Ehemaliges Sebastiansbenefizium, jetzt Wohn- und Geschäftshaus |
| Geschwister-Scholl-Straße 1; Graf-von-Stauffenberg-Straße 61; Irving-Heymont-Straße 2; Israel-Beker-Straße 16; Saarburgstraße 6; Saarburgstraße 6 a; Saarburgstraße 6 b; Saarburgstraße 6 c; Saarburgstraße 6 d; Saarburgstraße 6 e; Waldheimer Straße 2 (Standort) | Ehemalige Artilleriekaserne, sog. Saarburgkaserne              | Bauliche Anlage, unter Leitung von Ludwig von Mellinger, 1900–1920, erweitert nach Plänen von Max Schoen, 1935–1937; Ehemaliges Offizierskasino (Bau 29), zweigeschossiger, villenartiger Bau mit flachem Walmdach, Mittelrisalit und neubarocken Gliederungselementen, von Karl Göbel, 1901; Ehemaliger Familienbau (Bau 37), barockisierend gestalteter dreigeschossiger Walmdachbau, von Wilhelm Kemmler, 1904/05, erweitert nach Plänen von Adolf Meiß, 1913 und Emil Nenning, 1926; Ehemalige Mannschaftskaserne (Bau 18), stattlicher, in barockisierenden Formen errichteter Kasernenbau, dreigeschossiger Hauptflügel in Ost-West-Richtung mit flachem Mittelrisalit und Türmchen sowie zwei kurzen viergeschossigen Querflügeln, von Wilhelm Kemmler, 1904/05, Umbau 1985–1987; Ehemalige Reithalle (Bau 10), breit gelagerter Mansarddachbau mit Schopfwalm, innen stützenfrei mit Fachwerk-Gitterträgern überfangen, 1913; Ehemaliger Kantinenbau (Bau 20), schlichter Steilsatteldachbau mit traufseitigem Flacherker und darüber aufsetzendem Uhrturm, von Max Schoen, 1935–1937; Ehemalige Reithalle, jetzt Turnhalle (Bau 7), eingeschossiger, breit gelagerter Satteldachbau mit aufgeglaster Traufseite und Fresko an der Giebelseite, von Max Schoen, 1935–1937 | D-1-81-130-290 | [[Vorlage:Bilderwunsch/code!/C:48.04228,10.86713!/D:Geschwister-Scholl-Straße 1; Graf-von-Stauffenberg-Straße 61; Irving-Heymont-Straße 2; Israel-Beker-Straße 16; Saarburgstraße 6; Saarburgstraße 6 a; Saarburgstraße 6 b; Saarburgstraße 6 c; Saarburgstraße 6 d; Saarburgstraße 6 e; Waldheimer Straße 2, Ehemalige Artilleriekaserne, sog. Saarburgkaserne!/\|BW]] |
| Gogglgasse 27 (Standort) | Wohn- und Geschäftshaus                                        | Zweigeschossiger Mansardsatteldachbau, im Kern wohl 16./17. Jahrhundert, Ende 17. Jahrhundert erneuert, verändert um 1800, Umbau 1931, unterkellert 1947, entkernt um 1990 | D-1-81-130-79  | Wohn- und Geschäftshaus |
| Gogglgasse 31 (Standort) | Ehemaliger Stadel des Gasthofs Goggl                           | dreigeschossiger Traufseitbau, Umbau zum Wohnhaus Mitte 19. Jahrhundert | D-1-81-130-80  | Ehemaliger Stadel des Gasthofs Goggl |
| Gogglgasse 32 a; Gogglgasse 32 b (Standort) | Ehemaliges Seelhaus                                            | Wohnhaus, dreigeschossiger Traufseitbau, im Kern 15. Jahrhundert, aufgestockt im 19. Jahrhundert | D-1-81-130-469 | Ehemaliges Seelhaus |
| Gogglgasse 33 (Standort) | Ehemaliger Brauereistadel des Gasthofs Goggl                   | jetzt Wohnhaus, stattlicher zweigeschossiger Satteldachbau, ehemals bezeichnet mit dem Jahr 1705, entkernt 1991/92 | D-1-81-130-81  | Ehemaliger Brauereistadel des Gasthofs Goggl |

#### H
| Lage                                                                        | Objekt                                                                    | Beschreibung | Akten-Nr.      | Bild                                                                      |
| --------------------------------------------------------------------------- | ------------------------------------------------------------------------- | --- | -------------- | ------------------------------------------------------------------------- |
| Hauptplatz (Standort)                                                       | Marienbrunnen                                                             | Flache Schale aus Marmor, 1701, Marienfigur aus Kalk auf Rotmarmorpfeiler, von Joseph Streiter, 1782 | D-1-81-130-82  | Marienbrunnen                                                             |
| Hauptplatz 4 (Standort)                                                     | Ehemaliger Brauereikeller des abgebrochenen Gasthauses „Zum Donisl“       | zwei miteinander verbundene Tonnengewölbe, im Kern wohl 18. Jahrhundert, ausgebaut 1973 und 1988/89 | D-1-81-130-471 | BW                                                                        |
| Hauptplatz 7 (Standort)                                                     | Ehemaliges Handwerkerhaus                                                 | viergeschossiger Stufengiebelbau, im Kern dendrologisch datiert auf 1489/90, mehrfach umgebaut, Wetterfahne, bezeichnet mit dem Jahr 1896 | D-1-81-130-83  | Ehemaliges Handwerkerhaus                                                 |
| Hauptplatz 8 (Standort)                                                     | Ehemaliges Handwerkerhaus                                                 | viergeschossiger Giebelbau mit abgeknickter Fassade, im Kern 14./15. Jahrhundert, Dachwerk dendrologisch datiert auf 1722, Fassadenumgestaltung 1891; Abseite, viergeschossiger Pultdachbau, im Kern 18. Jahrhundert, Umbau und Erweiterung 1891 und 1906 | D-1-81-130-84  | Ehemaliges Handwerkerhaus                                                 |
| Hauptplatz 9 (Standort)                                                     | Ehemaliges Handwerkerhaus                                                 | viergeschossiger Stufengiebelbau mit Zinnenaufsätzen, im Kern dendrologisch datiert auf um 1460, umgebaut um 1950/60 | D-1-81-130-85  | Ehemaliges Handwerkerhaus                                                 |
| Hauptplatz 10 (Standort)                                                    | Wohn- und Geschäftshaus                                                   | dreigeschossiger Traufseitbau mit reich gegliederter neubarocker Fassade, im Kern 16./17. Jahrhundert, erneuert vor 1870 | D-1-81-130-86  | Wohn- und Geschäftshaus                                                   |
| Hauptplatz 11 (Standort)                                                    | Ehemaliges Handwerkerhaus                                                 | dreigeschossiger Giebelbau zwischen Kommunmauern mit zwei hölzernen Abseiten, im Kern 13./14. Jahrhundert, Dachwerk Mitte 15. Jahrhundert, Fassadengestaltung spätes 19. Jahrhundert | D-1-81-130-87  | Ehemaliges Handwerkerhaus                                                 |
| Hauptplatz 12 (Standort)                                                    | Wohn- und Geschäftshaus                                                   | viergeschossiger Giebelbau, im Kern 14.–16. Jahrhundert, umgestaltet um 1830 und 1887 | D-1-81-130-88  | Wohn- und Geschäftshaus                                                   |
| Hauptplatz 147 (Standort)                                                   | Ehemalige Stadt- und Landschaftsapotheke, jetzt Marienapotheke            | stattlicher dreigeschossiger Eckbau mit Satteldach, ursprünglich zwei Bauten des 13. Jahrhunderts, unter einem Dach zusammengefasst bezeichnet mit dem Jahr 1437; erneuert in barocken Formen von Michael Natter 1687, renoviert um 1910; mit Ausstattung | D-1-81-130-89  | Ehemalige Stadt- und Landschaftsapotheke, jetzt Marienapotheke            |
| Hauptplatz 148 (Standort)                                                   | Gasthof Zum Mohren                                                        | Viergeschossiger Traufseitbau mit Zwerchhaus und zwei Ohrwaschlgauben, im Kern drei Bauten des 14. Jahrhunderts, zusammengefasst dendrologisch datiert auf um 1430, Umbau 1696 und um 1840 | D-1-81-130-90  | Gasthof Zum Mohren                                                        |
| Hauptplatz 149 (Standort)                                                   | Wohn- und Geschäftshaus                                                   | Viergeschossiger Traufseitbau mit Stufengiebel, im Kern 14. Jahrhundert, erhöht dendrologisch datiert auf um 1440, erneuert im 17./18. Jahrhundert; Rückhaus, dreigeschossiger Bau, im Kern 18. Jahrhundert, erneuert 1890 und 1910; Remise, freistehender zweigeschossiger Mansarddachbau mit Krüppelwalmen, im Kern Mitte 18. Jahrhundert | D-1-81-130-91  | Wohn- und Geschäftshaus                                                   |
| Hauptplatz 150 (Standort)                                                   | Wohn- und Geschäftshaus                                                   | Viergeschossiger Traufseitbau, im Kern zwei Bauten des 14. Jahrhunderts, Zusammenfassung dendrologisch datiert auf um 1440, Umbau im späten 17. Jahrhundert, mehrfach erneuert im 18., 19. Jahrhundert und 1933; Rückgebäude, dreigeschossiger Satteldachbau, im Kern Mitte 15. Jahrhundert; Abseitenbau, schmaler dreigeschossiger Pultdachbau, westlich anschließend, im Kern spätes 16. Jahrhundert, mit zweigeschossigem Anbau nach Süden erweitert um 1935 | D-1-81-130-92  | Wohn- und Geschäftshaus                                                   |
| Hauptplatz 151 (Standort)                                                   | Ehemaliges Handwerker- und Geschäftshaus                                  | viergeschossiger Satteldachbau mit Schweifgiebel und rückwärtig anschließender, dreigeschossiger Abseite mit Pultdach, im Kern frühes 14. Jahrhundert, Dachwerk dendrologisch datiert auf um 1500, Fassadenneugestaltung bezeichnet mit dem Jahr 1802 | D-1-81-130-93  | Ehemaliges Handwerker- und Geschäftshaus                                  |
| Hauptplatz 152 a (Standort)                                                 | Ehemaliges Sommerhaus                                                     | turmartiger, sechsgeschossiger Mansardwalmdachbau über quadratischem Grundriss, wohl von Nikolaus Schütz, um 1774, Renovierung und Anschluss an Nr. 152 1986–1991; hinter Nr. 151 gelegen und mit diesem ehemals über dreigeschossige Abseite verbunden | D-1-81-130-472 | Ehemaliges Sommerhaus                                                     |
| Hauptplatz 152 a (Standort)                                                 | Altes Rathaus                                                             | Stattlicher viergeschossiger Satteldachbau mit lebhaft bewegter Stuckfassade und Schweifgiebel, aus zwei Bauten des 14. Jahrhunderts als städtisches Gebäude zusammengeführt, um 1509, in mehreren Bauphasen als Rathaus umgebaut und erweitert, ab 1699, Barockisierung durch Dominikus Zimmermann u. a., 1716–1721, mehrfache Renovierungen, nach 1762; mit Ausstattung | D-1-81-130-94  | weitere Bilder                                                            |
| Hauptplatz 153; Hauptplatz 154 (Standort)                                   | Wohn- und Geschäftshaus                                                   | Viergeschossiger Traufseitbau, ursprünglich zwei Bauten des 14. Jahrhunderts, Dachwerk und Fassadengestaltung 1855 | D-1-81-130-95  | Wohn- und Geschäftshaus                                                   |
| Hauptplatz 155 (Standort)                                                   | Ehemaliger Brauereigasthof Zederbräu                                      | jetzt Wohn- und Geschäftshaus, breit gelagerter, viergeschossiger Traufseitbau, ursprünglich drei Bauten des 14. Jahrhunderts, zusammengefasst im 15.–17. Jahrhundert, Fassade verändert 1841, Umbau Ende 20. Jahrhundert | D-1-81-130-96  | Ehemaliger Brauereigasthof Zederbräu                                      |
| Hauptplatz 174 (Standort)                                                   | Bürgerhaus, jetzt Wohn- und Geschäftshaus                                 | schmaler dreigeschossiger Eckbau mit abgeknickter Fassade und Walmdach, bestehend aus zwei spätmittelalterlichen Anwesen, verändert und teilerneuert im 16. Jahrhundert, Dachstuhl und Fassade 1863–1865, Umbau 1968 | D-1-81-130-473 | weitere Bilder                                                            |
| Hauptplatz 175 (Standort)                                                   | Ehemalige Herzogliche Stadtresidenz, später Gasthof zum Stern             | stattlicher dreigeschossiger Traufseitbau mit Steilsatteldach, entstanden aus zwei bis drei Vorgängerbauten des 14. Jahrhunderts um 1460, Um- und Ausbau im frühen 16. Jahrhundert, profanierte Hauskapelle 1506 | D-1-81-130-98  | Ehemalige Herzogliche Stadtresidenz, später Gasthof zum Stern             |
| Hauptplatz 176 (Standort)                                                   | Ehemaliges Handwerkerhaus                                                 | dreigeschossiger Giebelbau, im Kern 14./15. Jahrhundert, Dachwerk dendrologisch datiert auf um 1457, Umbau 1955 | D-1-81-130-99  | Ehemaliges Handwerkerhaus                                                 |
| Hauptplatz 177 (Standort)                                                   | Ehemaliges Handwerkerhaus                                                 | schmaler, fünfgeschossiger Giebelbau mit flachem Satteldach, im Kern 14./15. Jahrhundert, aufgestockt und verändert 1896 | D-1-81-130-100 | Ehemaliges Handwerkerhaus                                                 |
| Hauptplatz 178 (Standort)                                                   | Ehemaliges Stadtdienerhaus                                                | schmaler, langgestreckter Eckbau mit Pultdach und geschweiftem Halbgiebel, im Kern 16. Jahrhundert, erneuert im 18. und in der ersten Hälfte des 19. Jahrhunderts | D-1-81-130-101 | Ehemaliges Stadtdienerhaus                                                |
| Hauptplatz 180 (Standort)                                                   | Ehemaliges Handwerkerhaus                                                 | dreigeschossiger Eckbau mit Satteldach, ursprünglich zwei Bauten des 13./14. Jahrhunderts, zusammengefasst um 1420, erneuert im 18. Jahrhundert, um 1830, 1893 und 1963 | D-1-81-130-102 | Ehemaliges Handwerkerhaus                                                 |
| Hauptplatz 181 (Standort)                                                   | Ehemaliges Patrizierwohnhaus, ab 1699 kurfürstliches Salzamt              | stattlicher viergeschossiger Traufseitbau mit steilem Satteldach, im Kern zwei Bauten des 14. Jahrhunderts, Aufstockung mit Saaleinbau und Dachwerk dendrologisch datiert auf 1560, Umbauten um 1730, Ende 19. Jahrhundert und 1929 | D-1-81-130-103 | Ehemaliges Patrizierwohnhaus, ab 1699 kurfürstliches Salzamt              |
| Hauptplatz 182 (Standort)                                                   | Wohn- und Geschäftshaus                                                   | Viergeschossiger Giebelbau mit neubarockem Schweifgiebel, im Kern 14. Jahrhundert, Umbau dendrologisch datiert auf 1466, Fassadenneugestaltung 1893 | D-1-81-130-104 | Wohn- und Geschäftshaus                                                   |
| Hauptplatz 183 (Standort)                                                   | Wohn- und Geschäftshaus                                                   | Schmaler viergeschossiger Traufseitbau, nach Plänen von Josef Jais, 1876 | D-1-81-130-505 | Wohn- und Geschäftshaus                                                   |
| Herzog-Ernst-Straße 179 a (Standort)                                        | Wohnhaus                                                                  | Schmaler, dreigeschossiger Eckbau mit Walmdach, im Kern 16./17. Jahrhundert, erhöht 1925 | D-1-81-130-75  | Wohnhaus                                                                  |
| Herzog-Ernst-Straße 179 b (Standort)                                        | Ehemaliger Stadel, jetzt Wohn- und Geschäftshaus                          | stattlicher, dreigeschossiger Giebelbau mit Steilsatteldach, im Kern spätmittelalterlich, Umbau zum Wohnhaus nach 1710 | D-1-81-130-474 | Ehemaliger Stadel, jetzt Wohn- und Geschäftshaus                          |
| Herzog-Ernst-Straße 181 1/2 (Standort)                                      | Ehemalige Remise, jetzt Wohnhaus                                          | langgestreckter, dreigeschossiger Satteldachbau, im Kern 17. Jahrhundert, aufgestockt und zum Wohnhaus ausgebaut nach 1858, Fassadengestaltung und Haustür um 1925 | D-1-81-130-140 | Ehemalige Remise, jetzt Wohnhaus                                          |
| Hindenburgring 12 (Standort)                                                | Ehemalige Staatliche Gefangenenanstalt                                    | Einheitlicher Baukomplex mit Gefängnisbauten und Dienstwohnungen mehrerer Bautypen, in zurückhaltenden klassizistisch anmutenden Formen des Jugendstils; Justizvollzugsanstalt, bestehend aus Torbau mit Türmen, Vierflügeltrakt mit zentralem Verteilerturm und den Zellen, Verwaltungsgebäude, Anstaltskirche, Arbeitsgebäuden, Krankenstation und Wirtschaftsbauten; mit Ausstattung (Vollzugseinrichtung, Anstaltskirche); Gefängnismauer, verputzte Ziegelmauer in Form eines unregelmäßigen Hexagramms mit sechs segmentbogig über die Mauer geschobenen Wachtürmen; Wohngebäude, zweigeschossiger Walmdachbau mit Mittelrisalit und Zwerchhäusern (Hindenburgring 2, 18 und Pfettenstraße 3); Wohngebäude, zweigeschossiger Walmdachbau mit halbrunden Treppentürmen an den Schmalseiten (Hindenburgring 4 und Pfettenstraße 1); Wohngebäude, zweigeschossiger Walmdachbau mit Zwerchhaus (Hindenburgring 6); Wohngebäude, zweigeschossiger Walmdachbau mit zwei straßenseitigen Erkern (Hindenburgring 8); Wohngebäude, zweigeschossiger Walmdachbau mit polygonalem Bodeneckerker (Hindenburgring 10); Wohnhaus, zweigeschossiger Walmdachbau mit Bodenerker und Zwerchhäusern (Hindenburgring 14); Wohnhaus, zweigeschossiger Walmdachbau mit Zwerchhäusern (Hindenburgring 16); Holzlegen, eingeschossige Satteldachbauten, vier von einfacher und drei von doppelter Länge; Einfriedung, Holzlattenzaun zwischen Betonpfeilern, an zwei Ecken polygonale Pavillons; von Hugo Höfl, 1907/08. | D-1-81-130-449 | weitere Bilder                                                            |
| Hindenburgring 13 (Standort)                                                | Villa                                                                     | Freistehender, zweigeschossiger Krüppelwalmdachbau mit polygonalem Turmerker im Heimatstil, nach Plänen von Jakob Rusch, bezeichnet mit dem Jahr 1902 | D-1-81-130-450 | Villa                                                                     |
| Hindenburgring 15; Hindenburgring 15 a; Hindenburgring 15 b (Standort)      | Katholische Stadtpfarrkirche Zu den Hl. Engeln                            | Baugruppe bestehend aus Kirche, einem quadratischen flachen Baukörper mit zentralisierendem, kronenartig aufgesetztem Faltdach, dem Pfarrzentrum und Wohnbauten um geschlossenen Vorhof mit schlankem Campanile, von Josef Wiedemann und Rudolf Ehrmann, 1966/67; mit Ausstattung | D-1-81-130-491 | Katholische Stadtpfarrkirche Zu den Hl. Engeln                            |
| Hindenburgring 24 (Standort)                                                | Katholische Kapelle St. Ulrich in Spötting                                | Saalbau mit eingezogenem Chor und kleinem Dachreiter, von Nikolaus Schütz 1764/65; mit Ausstattung; Friedhof, teilweise umgeben von alter Friedhofsmauer mit Korbbogenblenden und Lichtnischen, einheitliche Grabkreuze von Hingerichteten der Kriegsverbrecher-Prozesse 1945–1951 und von im Staatsgefängnis Verstorbenen der NS-Herrschaft, Mauer 16./17. Jahrhundert, Grabkreuze nach 1945; Grenzstein, gerundete Kalkstele mit dem Wappen des Hochstifts Augsburg und dem Kurbayerischen Wappen, bezeichnet mit dem Jahr H. A. 1785 und PF B 1785; in der Nordostecke des Friedhofs | D-1-81-130-142 | Katholische Kapelle St. Ulrich in Spötting                                |
| Hindenburgring 24 (Standort)                                                | Ehemalige Spöttinger Tafernwirtschaft                                     | jetzt Teil der Justizvollzugsanstalt, stattlicher zweigeschossiger Steilsatteldachbau im Giebel mit Scharten- und Aufzugsöffnungen, bezeichnet mit dem Jahr 1468, umgebaut um 1982 | D-1-81-130-141 | Ehemalige Spöttinger Tafernwirtschaft                                     |
| Hintere Mühlgasse 205 (Standort)                                            | Wohnhaus                                                                  | Zweigeschossiger Traufseitbau, aus drei zum Teil wirtschaftlich genutzten Vorgängerbauten entstanden, Umbau bezeichnet mit dem Jahr 1766 und 1950, Dachwerk 1958 | D-1-81-130-145 | Wohnhaus                                                                  |
| Hintere Mühlgasse 206 (Standort)                                            | Ehemaliger Brau- und Lagerstadel                                          | großer, zweigeschossiger Giebelbau, dendrologisch datiert auf 1463, Umbau 2007 | D-1-81-130-475 | Ehemaliger Brau- und Lagerstadel                                          |
| Hinterer Anger (Standort)                                                   | Gusseiserner Schalenbrunnen                                               | in neugotischen Formen auf sechseckiger Sandsteinplatte, zweite Hälfte 19. Jahrhundert | D-1-81-130-509 | Gusseiserner Schalenbrunnen                                               |
| Hinterer Anger 298 (Standort)                                               | Ehemaliges Handwerkerhaus                                                 | viergeschossiger Giebelbau, zweite Hälfte 15. Jahrhundert, Dachwerk und Erdgeschoss um 1975 | D-1-81-130-146 | Ehemaliges Handwerkerhaus                                                 |
| Hinterer Anger 299 (Standort)                                               | Ehemaliger Stadel der Brauerei Jesenwanger                                | jetzt Wohnhaus, dreigeschossiger Traufseitbau mit Geschossgesimsen, nach Brand über alten Kellern neu erbaut 1882 | D-1-81-130-147 | Ehemaliger Stadel der Brauerei Jesenwanger                                |
| Hinterer Anger 300 (Standort)                                               | Ehemaliger Brauereigasthof Nonnen-Bräu                                    | breites, dreigeschossiges Traufseithaus über ausgedehnten Bierkellern mit Steilsatteldach, vermutlich aus vier spätmittelalterlichen Vorgängerbauten erwachsen, Umbauten 1767, Fassade 1873, Dachwerk wohl nach 1882; mit Ausstattung | D-1-81-130-148 | Ehemaliger Brauereigasthof Nonnen-Bräu                                    |
| Hinterer Anger 301 (Standort)                                               | Ehemaliges Handwerkerhaus                                                 | dreigeschossiger Traufseitbau mit Steilsatteldach, im Kern spätmittelalterlich, umgebaut um 1550, klassizistische Stuckfassade um 1800, Ladenerweiterung und Erneuerung des Außenputzes 1976 | D-1-81-130-149 | Ehemaliges Handwerkerhaus                                                 |
| Hinterer Anger 302 (Standort)                                               | Ehemaliges Bäckeranwesen                                                  | zweigeschossiger Eckbau mit Steilsatteldach, im Kern Mitte 18. Jahrhundert | D-1-81-130-150 | Ehemaliges Bäckeranwesen                                                  |
| Hinterer Anger 304 (Standort)                                               | Ehemaliges Handwerkerhaus                                                 | dreigeschossiger Eckbau mit Satteldach, im Kern spätmittelalterlich, Umbau im späten 16. Jahrhundert, erneuert im 20. Jahrhundert | D-1-81-130-478 | Ehemaliges Handwerkerhaus                                                 |
| Hinterer Anger 305 (Standort)                                               | Ehemaliges Handwerkerhaus                                                 | dreigeschossiger Giebelbau, aus zwei spätmittelalterlichen Vorgängern zusammengefasst, im Kern 15.–17. Jahrhundert, überformt im zweiten Drittel 19. Jahrhundert | D-1-81-130-151 | Ehemaliges Handwerkerhaus                                                 |
| Hinterer Anger 306 (Standort)                                               | Ehemaliges Handwerkerhaus,                                                | zweigeschossiger Traufseitbau mit Ohrwaschlgaube, im Kern spätmittelalterlich, erneuert im 18. und 19. Jahrhundert | D-1-81-130-152 | Ehemaliges Handwerkerhaus,                                                |
| Hinterer Anger 307 (Standort)                                               | Ehemaliges Handwerkerhaus,                                                | zweigeschossiger Traufseitbau, im Kern spätmittelalterlich, Dachwerk dendrologisch datiert auf nach 1661 | D-1-81-130-153 | Ehemaliges Handwerkerhaus,                                                |
| Hinterer Anger 308 (Standort)                                               | Ehemaliges Handwerkerhaus                                                 | zweigeschossiger Giebelbau, im Kern 14. /15. Jh, Dachwerk zweites Viertel 16. Jahrhundert, erneuert im späten 19. Jahrhundert | D-1-81-130-479 | Ehemaliges Handwerkerhaus                                                 |
| Hinterer Anger 309 (Standort)                                               | Ehemaliges Handwerkerhaus                                                 | zweigeschossiger Giebelbau, im Kern spätmittelalterlich, Umbau im Keller bezeichnet mit dem Jahr 1564, verändert Mitte 19. Jahrhundert und im 20. Jahrhundert | D-1-81-130-154 | Ehemaliges Handwerkerhaus                                                 |
| Hinterer Anger 310 (Standort)                                               | Ehemaliges Handwerkerhaus                                                 | zweigeschossiger Giebelbau mit Mansarddach, im Kern spätmittelalterlich, Dachwerk nach 1761 | D-1-81-130-155 | Ehemaliges Handwerkerhaus                                                 |
| Hinterer Anger 311 (Standort)                                               | Ehemaliges Handwerkerhaus                                                 | dreigeschossiger Giebelbau, wohl 17./18. Jahrhundert, aufgestockt 1844 | D-1-81-130-480 | Ehemaliges Handwerkerhaus                                                 |
| Hinterer Anger 312 (Standort)                                               | Ehemaliges Handwerkerhaus                                                 | dreigeschossiger Giebelbau, im Kern spätmittelalterlich, wohl rückwärts erweitert im 15./16. Jahrhundert, verändert Ende 18./frühes 19. Jahrhundert | D-1-81-130-481 | Ehemaliges Handwerkerhaus                                                 |
| Hinterer Anger 313 (Standort)                                               | Ehemaliges Handwerkerhaus                                                 | dreigeschossiger Giebelbau, im Kern spätmittelalterlich, zusammen mit dem Nachbarhaus Nr. 314 überformt um 1560, grundlegend verändert 1965/66 | D-1-81-130-482 | Ehemaliges Handwerkerhaus                                                 |
| Hinterer Anger 314 (Standort)                                               | Ehemaliges Handwerkerhaus                                                 | dreigeschossiger Giebelbau, im Kern spätmittelalterlich, zusammen mit dem Nachbarhaus Nr. 313 überformt um 1560, grundlegend verändert 1965/66 | D-1-81-130-483 | Ehemaliges Handwerkerhaus                                                 |
| Hinterer Anger 315 a; Hinterer Anger 315 b (Standort)                       | Ehemaliges Handwerkerhaus                                                 | zweigeschossiger Traufseitbau, im Kern spätmittelalterlich, überformt im 17./18. Jahrhundert | D-1-81-130-156 | Ehemaliges Handwerkerhaus                                                 |
| Hinterer Anger 316 (Standort)                                               | Ehemaliges Handwerkerhaus                                                 | zweigeschossiger Traufseitbau, im Kern spätmittelalterlich, Dachwerk nach 1673, Umbau 1982 | D-1-81-130-157 | Ehemaliges Handwerkerhaus                                                 |
| Hinterer Anger 317 (Standort)                                               | Ehemaliges Handwerkerhaus                                                 | zweigeschossiger Traufseitbau mit Ohrwaschlgaube, im Kern wohl spätmittelalterlich, später mehrfach verändert, Dachwerk 19. Jahrhundert | D-1-81-130-158 | Ehemaliges Handwerkerhaus                                                 |
| Hinterer Anger 318 (Standort)                                               | Ehemaliges Handwerkerhaus                                                 | zweigeschossiger Traufseitbau mit Ohrwaschlgaube, im Kern wohl spätmittelalterlich, Umbau 16. Jh. | D-1-81-130-159 | Ehemaliges Handwerkerhaus                                                 |
| Hinterer Anger 319 (Standort)                                               | Wohnhaus                                                                  | Dreigeschossiger Traufseitbau mit Ohrwaschlgaube, im Kern spätmittelalterlich, später erhöht, Dachwerk Mitte 19. Jahrhundert | D-1-81-130-160 | Wohnhaus                                                                  |
| Hinterer Anger 320 (Standort)                                               | Ehemaliges Handwerkerhaus                                                 | zweigeschossiger Traufseitbau mit Mansarddach und Standgaube, im Kern spätmittelalterlich, umgebaut im späten 18. Jahrhundert und im späten 19. Jahrhundert | D-1-81-130-161 | Ehemaliges Handwerkerhaus                                                 |
| Hinterer Anger 323 (Standort)                                               | Ehemaliges Handwerkerhaus                                                 | freistehender dreigeschossiger Satteldachbau mit Schwibbögen zum Nachbarhaus, wohl mit spätmittelalterlichem Kern, erneuert im letzten Drittel 19. Jahrhundert | D-1-81-130-162 | Ehemaliges Handwerkerhaus                                                 |
| Hinterer Anger 324 (Standort)                                               | Ehemalige sog. Alte Kaserne                                               | dreigeschossiger Traufseitbau mit Steilsatteldach, Mitte 16. Jahrhundert, Abtrennung vom Nachbarhaus Nr. 325 im 17. Jahrhundert, renoviert 1830/40 und 1902 | D-1-81-130-163 | Ehemalige sog. Alte Kaserne                                               |
| Hinterer Anger 325 (Standort)                                               | Wohn- und Geschäftshaus                                                   | Dreigeschossiger Traufseitbau, Mitte 16. Jahrhundert, abgetrennt vom Nachbarhaus Nr. 324 im 17. Jahrhundert | D-1-81-130-485 | Wohn- und Geschäftshaus                                                   |
| Hinterer Anger 326 (Standort)                                               | Ehemaliges Handwerkerhaus                                                 | schmaler dreigeschossiger Traufseitbau mit Ohrwaschlgaube, im Kern 16./17. Jahrhundert | D-1-81-130-164 | Ehemaliges Handwerkerhaus                                                 |
| Hinterer Anger 327 (Standort)                                               | Ehemaliges Handwerkerhaus                                                 | dreigeschossiger Traufseitbau, im Kern spätmittelalterlich, Dachwerk 1862 | D-1-81-130-165 | Ehemaliges Handwerkerhaus                                                 |
| Hinterer Anger 328 (Standort)                                               | Wohn- und Geschäftshaus                                                   | Dreigeschossiger Traufseitbau mit rustiziertem Erdgeschoss und Zwerchhaus, in neubarocken Formen mit Jugendstilelementen, von Alex Schmitt, 1924 | D-1-81-130-486 | Wohn- und Geschäftshaus                                                   |
| Hinterer Anger 329 (Standort)                                               | Ehemaliges Handwerkerhaus                                                 | dreigeschossiger Traufseitbau mit Kastenerker, im Kern 16. Jahrhundert, überformt im 18. Jahrhundert, Dachwerk 1896 | D-1-81-130-487 | Ehemaliges Handwerkerhaus                                                 |
| Hinterer Anger 330 (Standort)                                               | Ehemaliges Handwerkerhaus                                                 | dreigeschossiger Traufseitbau, im Kern spätmittelalterlich, Dachwerk um 1588 | D-1-81-130-166 | Ehemaliges Handwerkerhaus                                                 |
| Hinterer Anger 331 (Standort)                                               | Ehemaliges Handwerkerhaus                                                 | zweigeschossiger Traufseitbau mit steilem Satteldach, im Kern spätmittelalterlich, Dachwerk um 1600 | D-1-81-130-167 | Ehemaliges Handwerkerhaus                                                 |
| Hinterer Anger 332 (Standort)                                               | Wohnhaus                                                                  | Repräsentativer dreigeschossiger Traufseitbau, über zwei spätmittelalterlichen Vorgängern wohl weitgehend neu errichtet, dendrologisch datiert auf um 1762, mehrfach umgebaut und renoviert 19./20. Jahrhundert | D-1-81-130-168 | Wohnhaus                                                                  |
| Hinterer Anger 333 (Standort)                                               | Ehemaliges Handwerkerhaus                                                 | dreigeschossiger Traufseitbau mit Ohrwaschlgaube, im Kern spätmittelalterlich, Dachwerk 18. Jahrhundert | D-1-81-130-484 | Ehemaliges Handwerkerhaus                                                 |
| Hinterer Anger 337 (Standort)                                               | Wohn- und Geschäftshaus                                                   | Dreigeschossiger Traufseitbau, im Kern 16./17. Jahrhundert, weitgehend neu errichtet von Carl Maurer, 1902 | D-1-81-130-488 | Wohn- und Geschäftshaus                                                   |
| Hinterer Anger 338 (Standort)                                               | Gasthof Schafbräu                                                         | Stattlicher dreigeschossiger Traufseitbau mit neubarocker Putzgliederung, Erkern und Mansarddach, im Kern 16./17. Jahrhundert, weitgehend neu errichtet von Carl Maurer, 1902 | D-1-81-130-489 | Gasthof Schafbräu                                                         |
| Hinterer Anger 339 (Standort)                                               | Ehemaliges Wirtshaus                                                      | dreigeschossiger Traufseitbau, im Kern 17. Jahrhundert, Umbau 1906 | D-1-81-130-169 | Ehemaliges Wirtshaus                                                      |
| Hinterer Anger 340 (Standort)                                               | Ehemaliges Handwerkerhaus                                                 | dreigeschossiger Traufseitbau, aus zwei spätmittelalterlichen Vorgängerbauten entstanden um 1800, Dachwerk teilweise dendrologisch datiert auf 1683 | D-1-81-130-170 | Ehemaliges Handwerkerhaus                                                 |
| Hinterer Anger 341 (Standort)                                               | Bäckereianwesen                                                           | Stattlicher dreigeschossiger Eckbau mit Steilsatteldach und Aufzugsöffnungen, aus zwei spätmittelalterlichen Vorgängerbauten entstanden um dendrologisch datiert auf 1564, Umgestaltung 18. Jahrhundert | D-1-81-130-171 | Bäckereianwesen                                                           |
| Hinterer Anger 342 (Standort)                                               | Ehemaliges Handwerkerhaus                                                 | dreigeschossiger Eckbau mit Satteldach und Stützbögen über die Blattnergasse zu Nr. 341, dendrologisch datiert auf um 1443, Umbau Anfang 19. Jahrhundert | D-1-81-130-172 | Ehemaliges Handwerkerhaus                                                 |
| Hinterer Anger 343 (Standort)                                               | Ehemaliges Benefiziatenhaus                                               | schmaler dreigeschossiger Giebelbau mit Mansardkrüppelwalmdach, 1788/89, Umbau zweite Hälfte 19. Jahrhundert | D-1-81-130-173 | Ehemaliges Benefiziatenhaus                                               |
| Hinterer Anger 344 (Standort)                                               | Ehemaliges Pfründehaus                                                    | dreigeschossiger Giebelbau, im Kern spätmittelalterlich, Dachwerk 17./18. Jahrhundert | D-1-81-130-174 | Ehemaliges Pfründehaus                                                    |
| Hinterer Anger 345 a (Standort)                                             | Wohn- und Geschäftshaus                                                   | Teil des ehemaligen Jesenwanger-Bräus zusammen mit Nr. 345 b und c, dreigeschossiger Traufseitbau mit Ohrwaschlgaube, im Kern spätmittelalterlich, Dachwerk wohl 17./18. Jahrhundert | D-1-81-130-175 | Wohn- und Geschäftshaus                                                   |
| Hinterer Anger 345 b (Standort)                                             | Wohn- und Geschäftshaus                                                   | Teil des ehemaligen Jesenwanger-Bräus zusammen mit Nr. 345 a und c, dreigeschossiger Traufseitbau mit Ohrwaschlgaube, im Kern spätmittelalterlich, erneuert von Josepf Köpfle, 1820–1822 | D-1-81-130-176 | Wohn- und Geschäftshaus                                                   |
| Hinterer Anger 345 c (Standort)                                             | Wohn- und Geschäftshaus                                                   | Teil des ehemaligen Jesenwanger-Bräus zusammen mit Nr. 345 a und b, dreigeschossiger Traufseitbau mit Ohrwaschlgaube, im Kern spätmittelalterlich, erneuert von Josepf Köpfle, 1820–1822, mehrfach umgebaut im 19. und 20. Jahrhundert | D-1-81-130-177 | Wohn- und Geschäftshaus                                                   |
| Hinterer Anger 346 (Standort)                                               | Ehemaliges Handwerkerhaus                                                 | viergeschossiger Traufseitbau, zwischen spätmittelalterlichen Kommunmauern wohl Mitte 18. Jahrhundert, Aufstockung 1959 | D-1-81-130-178 | Ehemaliges Handwerkerhaus                                                 |
| Hinterer Anger 347; Hinterer Anger 348 (Standort)                           | Wohn- und Geschäftshaus                                                   | Dreigeschossiger Eckbau mit Mansardhalbwalmdach, im Kern wohl spätmittelalterlich, überformt im späten 18./frühen 19. Jahrhundert, Fassaden vereinfacht 1953 | D-1-81-130-179 | Wohn- und Geschäftshaus                                                   |
| Hintere Salzgasse 1 bis 31 (ungerade Nr.); Vordere Mühlgasse 140 (Standort) | Ehemaliger Salzstadel, jetzt Wohn- und Geschäftshaus                      | langgestreckter eingeschossiger Satteldachbau, bezeichnet mit dem Jahr 1754, Ausbau 1980–1982 | D-1-81-130-182 | weitere Bilder                                                            |
| Hintere Salzgasse 10 (Standort)                                             | Ehemaliger Bräustadel des Gasthofs zum Oberfeigerl                        | dreigeschossiger Satteldachbau, über älterem Kern um 1490, mit Haustafel bezeichnet mit dem Jahr 1681 | D-1-81-130-181 | Ehemaliger Bräustadel des Gasthofs zum Oberfeigerl                        |
| Hintere Salzgasse 128 (Standort)                                            | Ehemalige Seilerei                                                        | schmaler, zweigeschossiger Pultdachbau, im Kern vor Mitte 16. Jahrhundert, umgebaut dendrologisch datiert auf um 1681 und 1851, erneuert im 20. Jahrhundert | D-1-81-130-539 | Ehemalige Seilerei                                                        |
| Hintere Salzgasse 139 (Standort)                                            | Wohnhaus                                                                  | Zweigeschossiger kubischer Bau mit Zeltdach und Aufzugsgaube, über älterem Kern aufgestockt und umgebaut im späten 18. Jh. / frühen 19. Jahrhundert | D-1-81-130-299 | Wohnhaus                                                                  |
| Hintere Salzgasse 140 c (Standort)                                          | Ehemaliger Stadel, jetzt Wohnhaus                                         | dreigeschossiger Satteldachbau, im Kern wohl 17./18. Jahrhundert | D-1-81-130-300 | Ehemaliger Stadel, jetzt Wohnhaus                                         |
| Hintere Salzgasse 141 (Standort)                                            | Ehemaliges Handwerkerhaus, seit 1855 Gasthaus                             | zweigeschossiger Eckbau mit Satteldach und klassizistischem Ausleger, wohl über älterem Kern spätes 18./frühes 19. Jahrhundert, Ausleger Mitte 19. Jahrhundert, erneuert im 20. Jahrhundert | D-1-81-130-301 | Ehemaliges Handwerkerhaus, seit 1855 Gasthaus                             |
| Hofgraben 456 (Standort)                                                    | Doppelhaus aus zwei ehemaligen Ackerbürgeranwesen                         | zweigeschossiger Krüppelwalmdachbau, im Kern wohl 17. Jahrhundert, erneuert 1835; geschnitzte Füllungstür, bezeichnet mit dem Jahr 1835 | D-1-81-130-467 | weitere Bilder                                                            |
| Hofgraben 458; Hofgraben 459 (Standort)                                     | Doppelhaus aus zwei ehemaligen Ackerbürgeranwesen                         | Ehemaliges Bauernhaus, jetzt Doppelhaus, stattlicher zweigeschossiger Steilsatteldachbau, im Kern wohl 17. Jahrhundert, Trennung in zwei Hausteile 1728, Umbau 1906 | D-1-81-130-185 | Doppelhaus aus zwei ehemaligen Ackerbürgeranwesen                         |
| Hofgraben 460; Hofgraben 461 (Standort)                                     | Ehemaliges Bauernhaus, jetzt Doppelhaus                                   | zweigeschossiger Giebelbau, im Kern wohl 17. Jahrhundert, Trennung in zwei Hausteile im späten 17. Jahrhundert, erneuert im 20. Jahrhundert | D-1-81-130-511 | Ehemaliges Bauernhaus, jetzt Doppelhaus                                   |
| Hofgraben 462 (Standort)                                                    | Ehemaliger Stadel, jetzt Wohnhaus                                         | zweigeschossiger Giebelbau mit steilem Satteldach, im Kern wohl spätmittelalterlich, Umbau um 1785, verändert in der zweiten Hälfte 19. Jahrhundert und 20. Jahrhundert | D-1-81-130-512 | Ehemaliger Stadel, jetzt Wohnhaus                                         |
| Hofgraben 464 (Standort)                                                    | Ehemaliges Handwerkerhaus                                                 | zweigeschossiger Traufseitbau, über älterem Kern weitgehend neu errichtet, bezeichnet mit dem Jahr 1692 | D-1-81-130-186 | Ehemaliges Handwerkerhaus                                                 |
| Hofgraben 465 (Standort)                                                    | Ehemaliges Handwerkerhaus                                                 | breiter, wenig tiefer zweigeschossiger Eckbau mit Satteldach, zweite Hälfte 18. Jahrhundert, verändert im 19. Jahrhundert | D-1-81-130-187 | BW                                                                        |
| Hofgraben 468 (Standort)                                                    | Ehemaliges Ackerbürgerhaus                                                | dreigeschossiger Eckbau mit Satteldach, im Kern 17./18. Jahrhundert, Dachwerk 1891 | D-1-81-130-188 | Ehemaliges Ackerbürgerhaus                                                |
| Hofgraben 469 (Standort)                                                    | Ehemalige Remise, jetzt Wohnhaus                                          | schmaler zweigeschossiger Satteldachbau, im Kern 17./18. Jahrhundert, Umbau als Kleinhaus 18. Jahrhundert, erneuert 20. Jahrhundert | D-1-81-130-189 | Ehemalige Remise, jetzt Wohnhaus                                          |
| Hofgraben 473 b (Standort)                                                  | Ehemaliger Schlossbergkeller                                              | große ziegelgemauerte, tonnengewölbte Bierkelleranlage im einstigen Halsgraben der Burg, 1825 | D-1-81-130-191 | BW                                                                        |
| Hofgraben 473 c (Standort)                                                  | Ehemaliger Stadel, jetzt Wohnhaus                                         | eingeschossiger Mansarddachbau, um 1830, Um- und Ausbau um 1900; Werkstatt, zweigeschossiger Flachdachbau, wohl Ende 19. Jahrhundert | D-1-81-130-513 | BW                                                                        |
| Hofgraben 474 (Standort)                                                    | Ehemaliges Realschulpensionat, heute Hauptschule                          | stattlicher zwei- bis dreigeschossiger Gruppenbau, reich gegliedert durch Erker und Satteldächer mit Schmuckgiebeln und Gauben, in Formen der Neurenaissance mit Jugendstilanklängen, von Carl Jäger, 1905, Um- und Anbau 1967 | D-1-81-130-515 | weitere Bilder                                                            |
| Hofgraben 474 b (Standort)                                                  | Brunnenkapelle                                                            | Einschiffiger barocker Satteldachbau mit Dachreiter, von Nikolaus Schütz, 1756; mit Ausstattung. | D-1-81-130-514 | weitere Bilder                                                            |
| Hofgraben 476 (Standort)                                                    | Wohnhaus                                                                  | Dreigeschossiger Giebelbau, im Kern wohl noch spätmittelalterlich, Umbau 18./19. Jahrhundert | D-1-81-130-192 | Wohnhaus                                                                  |
| Hofgraben 477 1/2 (Standort)                                                | Ehemaliges Gerberhaus                                                     | viergeschossiger Schopfwalmdachbau mit Lauben, wohl über älterem Kern mehrfach umgebaut im 18./19. Jahrhundert | D-1-81-130-516 | Ehemaliges Gerberhaus                                                     |
| Hofgraben 479 (Standort)                                                    | Ehemaliges Ackerbürgerhaus                                                | viergeschossiger Giebelbau, im Kern 16./17. Jahrhundert, Umbau 1899 | D-1-81-130-193 | Ehemaliges Ackerbürgerhaus                                                |
| Hofgraben 480 (Standort)                                                    | Wohnhaus                                                                  | Freistehender, eingeschossiger Satteldachbau, wohl über älterem Kern neu errichtet im 18. Jahrhundert, mehrfach umgestaltet im 19./20. Jahrhundert | D-1-81-130-194 | BW                                                                        |
| Hofgraben 484 (Standort)                                                    | Wohnhaus                                                                  | Schmaler, zweigeschossiger Eckbau mit Satteldach, zweite Hälfte 18. Jahrhundert, aufgestockt 1862, erneuert im 20. Jahrhundert | D-1-81-130-195 | Wohnhaus                                                                  |
| Hofgraben 485 (Standort)                                                    | Wohnhaus                                                                  | Zweigeschossiger Eckbau mit Satteldach, im Kern 18. Jahrhundert, Dachstuhl 1875 | D-1-81-130-196 | Wohnhaus                                                                  |
| Hofgraben 486 (Standort)                                                    | Mietvilla                                                                 | Zweigeschossiger Gruppenbau, reich gegliedert mit gekuppeltem Eckturm, Loggien, Balkonen und bewegter Dachform, von Carl Maurer, 1906 | D-1-81-130-468 | weitere Bilder                                                            |
| Hofgraben 496 (Standort)                                                    | Ehemaliges Handwerkerhaus                                                 | dreigeschossiger Satteldachbau, im Kern 15. /16. Jahrhundert, erweitert 17. Jahrhundert | D-1-81-130-55  | Ehemaliges Handwerkerhaus                                                 |
| Hubert-von-Herkomer-Straße 13 (Standort)                                    | Ehemaliges Handwerkerhaus                                                 | dreigeschossiger Giebelbau mit Kastenerker, im Kern 14. Jahrhundert, Umbau und Dachwerk dendrologisch datiert auf um 1676, weitere Umbauten und Ausstattung 18./19. Jahrhundert | D-1-81-130-113 | Ehemaliges Handwerkerhaus                                                 |
| Hubert-von-Herkomer-Straße 14 (Standort)                                    | Ehemaliges Bürgerhaus                                                     | viergeschossiger Giebelbau, im Kern 14./15. Jahrhundert, Dachwerk spätes 17. Jahrhundert/frühes 18. Jahrhundert, mehrfach tiefgreifend verändert; Gedenktafel, zur Erinnerung an den in diesem Haus geborenen Jesuitenpater Ignatius Kögler, 1860; Rückgebäude, viergeschossiger Pultdachbau, von Carl Maurer, 1876 | D-1-81-130-114 | Ehemaliges Bürgerhaus                                                     |
| Hubert-von-Herkomer-Straße 16 (Standort)                                    | Ehemaliges Bürgerhaus, jetzt Wohn- und Geschäftshaus                      | viergeschossiger Traufseitbau mit Ohrwaschlgaube, im Kern 14. Jahrhundert, Umbau und Dacherneuerung dendrologisch datiert auf 1556, später mehrfach tiefgreifend verändert | D-1-81-130-115 | Ehemaliges Bürgerhaus, jetzt Wohn- und Geschäftshaus                      |
| Hubert-von-Herkomer-Straße 21 (Standort)                                    | Ehemaliges Handwerkerhaus                                                 | viergeschossiger Traufseitbau, im Kern 14./15. Jahrhundert, aufgestockt Mitte 19. Jahrhundert, Haustür um 1830/40 | D-1-81-130-117 | Ehemaliges Handwerkerhaus                                                 |
| Hubert-von-Herkomer-Straße 22 (Standort)                                    | Wohn- und Geschäftshaus                                                   | Viergeschossiger Traufseitbau, im Kern 14./15. Jahrhundert, aufgestockt Mitte 19. Jahrhundert. | D-1-81-130-118 | Wohn- und Geschäftshaus                                                   |
| Hubert-von-Herkomer-Straße 23 (Standort)                                    | Wohn- und Geschäftshaus                                                   | Dreigeschossiger Traufseitbau, zwischen spätmittelalterlichen Kommunmauern neu errichtet 1845/46, erneuert im 20. Jahrhundert | D-1-81-130-119 | Wohn- und Geschäftshaus                                                   |
| Hubert-von-Herkomer-Straße 24 (Standort)                                    | Ehemaliges Bäckeranwesen                                                  | dreigeschossiger Traufseitbau mit Mansarddach, im Kern 14./15. Jahrhundert, verändert um 1800 und 1928 | D-1-81-130-120 | Ehemaliges Bäckeranwesen                                                  |
| Hubert-von-Herkomer-Straße 74 (Standort)                                    | Ehemaliger Brauereigasthof                                                | stattlicher dreigeschossiger Eckbau mit Satteldach und Putzbandgliederung, Ausleger und Ädikulagliederung im Giebelfeld in klassizistischen Formen, aus mehreren Bauten des 14./15. Jahrhunderts entstanden, Dachwerk bezeichnet mit dem Jahr 1800, Umbau 1987 | D-1-81-130-121 | Ehemaliger Brauereigasthof                                                |
| Hubert-von-Herkomer-Straße 78 (Standort)                                    | Ehemaliges Bäckeranwesen                                                  | dreigeschossiger Eckbau mit Satteldach, im Kern spätmittelalterlich, Umbauten im 18. und 19. Jahrhundert, tiefgreifend verändert im 20. Jahrhundert | D-1-81-130-122 | Ehemaliges Bäckeranwesen                                                  |
| Hubert-von-Herkomer-Straße 80 (Standort)                                    | Wohn- und Geschäftshaus                                                   | Schmaler dreigeschossiger Giebelbau mit Krüppelwalmdach, im Kern wohl spätmittelalterlich, mehrfach umgebaut | D-1-81-130-124 | Wohn- und Geschäftshaus                                                   |
| Hubert-von-Herkomer-Straße 81 (Standort)                                    | Ehemaliges Handwerkerhaus                                                 | viergeschossiger Giebelbau, im Kern wohl spätmittelalterlich, aufgestockt 1879, Umbau 1891 und 1962/63 | D-1-81-130-125 | Ehemaliges Handwerkerhaus                                                 |
| Hubert-von-Herkomer-Straße 82 (Standort)                                    | Wohn- und Geschäftshaus                                                   | Dreigeschossiger Giebelbau mit Krüppelwalmdach, wohl zweite Hälfte 18. Jahrhundert, Umbau 1929 und 1962 | D-1-81-130-126 | Wohn- und Geschäftshaus                                                   |
| Hubert-von-Herkomer-Straße 83 (Standort)                                    | Wohn- und Geschäftshaus                                                   | Dreigeschossiger Giebelbau mit Ortganggesims und Windfahne, im Kern wohl 16./17. Jahrhundert, Umbau 1889, mehrfach erneuert im 20. Jahrhundert | D-1-81-130-127 | Wohn- und Geschäftshaus                                                   |
| Hubert-von-Herkomer-Straße 84 (Standort)                                    | Wohn- und Geschäftshaus                                                   | Dreigeschossiger Eckbau mit Mansardhalbwalmdach, über älterem Kern dendrologisch datiert auf 1790, erneuert um 1830/40 und im letzten Drittel des 19. Jahrhunderts | D-1-81-130-128 | Wohn- und Geschäftshaus                                                   |
| Hubert-von-Herkomer-Straße 88 (Standort)                                    | Wohn- und Geschäftshaus                                                   | Stattlicher dreigeschossiger Eckbau mit Satteldach, wohl an Stelle zweier Vorgänger um 1620, Umbau 18./19. Jahrhundert, Ladeneinbau 1929, Umbau 1989 | D-1-81-130-130 | Wohn- und Geschäftshaus                                                   |
| Hubert-von-Herkomer-Straße 89 (Standort)                                    | Wohn- und Geschäftshaus                                                   | Viergeschossiger Eckbau mit Satteldach, im Kern wohl spätmittelalterlich, Umbau dendrologisch datiert auf kurz nach 1622 und 1875 | D-1-81-130-131 | Wohn- und Geschäftshaus                                                   |
| Hubert-von-Herkomer-Straße 109 (Standort)                                   | Ehemalige Städtische Mädchenschule, jetzt Städtische Musikschule          | stattlicher dreigeschossiger Walmdachbau mit Dachreitern, Treppenturm und niedrigeren Anbauten nach Norden und Süden, Fassaden und Portal mit Jugendstilelementen, von Karl Jäger, 1904/05 | D-1-81-130-132 | Ehemalige Städtische Mädchenschule, jetzt Städtische Musikschule          |
| Hubert-von-Herkomer-Straße 110 (Standort)                                   | Ehemaliges Kloster der Ursulinen mit Klosterkirche zur Hl. Dreifaltigkeit | ab 1848 Dominikanerinnenkloster, jetzt Volkshochschule und Altenheim; Ehemaliges Klostergebäude mit Klosterkirche und profanierter Leonhardskapelle, mächtiger, langgestreckter Walmdachbau mit drei Dachreitern, unter Einbezug der Leonhardskapelle von um 1500, durch Dominikus Zimmermann, 1719–1725, Umgestaltung mit Neubau der Kirche und Fassadenmalereien 1764–1766; Ehemaliger Konventbau, viergeschossiger Satteldachbau, um 1740; mit Ausstattung | D-1-81-130-133 | Ehemaliges Kloster der Ursulinen mit Klosterkirche zur Hl. Dreifaltigkeit |
| Hubert-von-Herkomer-Straße 113 (Standort)                                   | Wohn- und Geschäftshaus                                                   | Dreigeschossiger Traufseitbau, im Kern spätmittelalterlich, erweitert im 17. Jahrhundert, erneuert im 18. Jahrhundert, grundlegend umgebaut im 20. Jahrhundert | D-1-81-130-134 | Wohn- und Geschäftshaus                                                   |
| Hubert-von-Herkomer-Straße 114 (Standort)                                   | Ehemaliger Gasthof, dann kgl. Rentamt, jetzt Wohn- und Geschäftshaus      | dreigeschossiger Traufseitbau mit Fenstererker Putzgliederung, im Kern dendrologisch datiert auf kurz nach 1432, Fassadengestaltung in Formen des Klassizismus Ende des 18. Jahrhunderts, Umbau mit Zwerchhaus in neuklassizistischer Form, von Franz Zell, 1908/09; Abseite, dreigeschossiger Pultdachbau mit Arkadengliederung, im Kern 15. Jahrhundert, Umbau 18. Jahrhundert | D-1-81-130-135 | Ehemaliger Gasthof, dann kgl. Rentamt, jetzt Wohn- und Geschäftshaus      |
| Hubert-von-Herkomer-Straße 115 (Standort)                                   | Wohn- und Geschäftshaus                                                   | Dreigeschossiger Pultdachbau, im Kern 14./15. Jahrhundert, umgebaut Ende 19. Jahrhundert und 2005 | D-1-81-130-136 | Wohn- und Geschäftshaus                                                   |
| Hubert-von-Herkomer-Straße 116 (Standort)                                   | Ehemaliges Bäckeranwesen                                                  | dreigeschossiger Pultdachbau, im Kern 14. Jahrhundert, Dachwerk dendrologisch datiert auf 1697, mehrfach umgebaut im 19. /20. Jahrhundert | D-1-81-130-137 | Ehemaliges Bäckeranwesen                                                  |
| Hubert-von-Herkomer-Straße 117 (Standort)                                   | Ehemaliges Handwerkerhaus                                                 | viergeschossiger Giebelbau, im Kern spätmittelalterlich, umgebaut und aufgestockt 16. Jahrhundert, erneuert 19./20. Jahrhundert | D-1-81-130-138 | Ehemaliges Handwerkerhaus                                                 |
| Hubert-von-Herkomer-Straße 118 (Standort)                                   | Ehemaliges Handwerkerhaus                                                 | dreigeschossiger Eckbau mit steigender Blendarkade am Ostgiebel, im Kern wohl 14. Jahrhundert, Dachwerk um 1440 | D-1-81-130-139 | Ehemaliges Handwerkerhaus                                                 |

#### J
| Lage                           | Objekt                                 | Beschreibung | Akten-Nr.      | Bild                     |
| ------------------------------ | -------------------------------------- | --- | -------------- | ------------------------ |
| Jesuitengasse 438 a (Standort) | Ehemalige Ökonomie des Jesuitenkollegs | Mitterstallhaus, zweigeschossiger Satteldachbau an der Nordseite, über älterem Kern 1734, nach Brand erneuert 1894; Stadel, stattlicher Satteldachbau an der Westseite, bezeichnet mit dem Jahr mit wiederverwendeter Tontafel 1586, über älterem Kern 1734, erneuert Mitte 19. Jahrhundert; Ehemaliges Arbeiterhaus, schmaler eingeschossiger Satteldachbau an der Südseite, im Kern vor 1811, weitgehend neu errichtet um 1820/30; Ehemaliges Backhaus, eingeschossiger Satteldachbau, 19. Jahrhundert; Torbogen, Einfahrt zwischen ehemaligem Arbeiterhaus und Backhaus, 19. Jahrhundert | D-1-81-130-199 | weitere Bilder           |
| Jesuitengasse 439 (Standort)   | Ehemaliges Wohnstallhaus               | zweigeschossiger Satteldachbau mit Aufzugsluken, im Kern wohl frühes 17. Jahrhundert, Dachwerk dendrologisch datiert auf 1680, erneuert 20. Jahrhundert | D-1-81-130-518 | Ehemaliges Wohnstallhaus |
| Jesuitengasse 440 (Standort)   | Ehemaliges Wohnstallhaus               | stattlicher zweigeschossiger Giebelbau mit Satteldach und Aufzugsluken, im Kern wohl 17. Jahrhundert, Umbau 1802 und Anfang 20. Jahrhundert; Stadel, Traufseitbau mit hohem Satteldach, 18. Jahrhundert | D-1-81-130-200 | Ehemaliges Wohnstallhaus |
| Jesuitengasse 441 (Standort)   | Ehemaliges Bauernhaus                  | breiter zweigeschossiger Giebelbau, im Kern 18. Jahrhundert | D-1-81-130-201 | Ehemaliges Bauernhaus    |

#### K
| Lage                                                                          | Objekt                                                              | Beschreibung | Akten-Nr.      | Bild |
| ----------------------------------------------------------------------------- | ------------------------------------------------------------------- | --- | -------------- | --- |
| Nähe Katharinenstraße (Standort)                                              | Alte Katholische Pfarrkirche St. Ulrich und Katharina               | neugotischer Saalbau mit eingezogenem Polygonalchor und Chorflankenturm in Sichtziegelmauerwerk, von Johann Baptist Maurer, 1890–1892; mit Ausstattung | D-1-81-130-204 | weitere Bilder |
| Katharinenstraße 2; Von-Kühlmann-Straße 1 (Standort)                          | Ehemalige Mietshausgruppe, seit 1921 Postdienstgebäude              | stattlicher, mit verschiedenen Dachformen, Erkern und Loggien aufgelockerter Baukörper über hakenförmigem Grundriss, mit Jugendstildekor, von Fritz Hessemer und Johannes Schmidt, 1905 | D-1-81-130-202 | weitere Bilder |
| Katharinenstraße 6 (Standort)                                                 | Ehemalige Villa, jetzt Wohn- und Geschäftshaus                      | stattlicher zweigeschossiger Walmdachbau, spätbiedermeierlich, von Josef Danzer, 1870, entkernt 1989; Ehemaliges Ökonomiegebäude, erdgeschossiger Satteldachbau mit Zwerchhaus, von Carl Maurer, 1885 | D-1-81-130-203 | weitere Bilder |
| Katharinenstraße 13 (Standort)                                                | Ehemaliges Mesnerhaus zur Katharinenkapelle                         | eingeschossiger Satteldachbau, zweite Hälfte 18. Jahrhundert über älterem Kern weitgehend neu erbaut, Umbau 1993/94 | D-1-81-130-205 | Ehemaliges Mesnerhaus zur Katharinenkapelle |
| Katharinenstraße 15 (Standort)                                                | Ehemalige Leprosenkapelle, jetzt Kriegergedächtniskapelle           | querriegelartiger Bau mit eingezogenem Polygonalchor und anschließender, turmüberbauter Apsis, Apsis romanisch, Kapellenbau spätes 15./frühes 16. Jahrhundert; mit Ausstattung; Friedhof, ummauerte Fläche mit Grabdenkmäler aus Sandstein und schmiedeeisernen Grabkreuzen, im Kern wohl spätmittelalterlich, Grabdenkmäler und -kreuze 18. und 19. Jahrhundert, aufgelassen 1866; Beinhaus, kleiner Pultdachbau, 17. Jahrhundert | D-1-81-130-206 | weitere Bilder |
| Katharinenstraße 21 (Standort)                                                | Ehemaliger Teil eines Bauernhauses, jetzt Doppelhaus mit Nr. 23     | zweigeschossiger Traufseitbau mit Putzgliederung, erste Hälfte 19. Jahrhundert | D-1-81-130-207 | Ehemaliger Teil eines Bauernhauses, jetzt Doppelhaus mit Nr. 23                                                                                 |
| Katharinenstraße 23 (Standort)                                                | Ehemaliger Teil eines Bauernhauses, jetzt Doppelhaus mit Nr. 21     | zweigeschossiger Traufseitbau mit Putzgliederung, erste Hälfte 19. Jahrhundert | D-1-81-130-208 | Ehemaliger Teil eines Bauernhauses, jetzt Doppelhaus mit Nr. 21                                                                                 |
| Katharinenstraße 25 (Standort)                                                | Wohnhaus                                                            | Zweigeschossiger Traufseitbau mit Zwerchhaus, erste Hälfte 19. Jahrhundert | D-1-81-130-209 | Wohnhaus |
| Katharinenstraße 28 (Standort)                                                | Ehemaliges Kleinbauernhaus                                          | zweigeschossiger Satteldachbau, um 1870 | D-1-81-130-211 | Ehemaliges Kleinbauernhaus |
| Katharinenstraße 35 (Standort)                                                | Ehemaliges Mitterstallhaus                                          | zweigeschossiger Satteldachbau mit Wiederkehr, um 1850, erweitert und aufgestockt 1859 | D-1-81-130-213 | Ehemaliges Mitterstallhaus |
| Katharinenstraße 45 (Standort)                                                | Mietetagenvilla                                                     | Freistehender zweigeschossiger Eckbau mit flachen Risaliten und Mansarddach in Formen der Neurenaissance, von Carl Maurer, 1901, Fassaden später vereinfacht | D-1-81-130-520 | weitere Bilder |
| Katharinenstraße 49 (Standort)                                                | Villa                                                               | Zweigeschossiger Walmdachbau mit Eckerker in reduzierten Formen des Heimatstils, von Carl Maurer, 1906 | D-1-81-130-453 | weitere Bilder |
| Katharinenstraße 59 (Standort)                                                | Ehemaliger Sommerkeller der Kratzer-Brauerei                        | gewölbter Keller, 2. Jahrzehnt des 19. Jahrhunderts | D-1-81-130-522 | weitere Bilder |
| Kauferinger Leiten (bei Sandau, an der Einmündung zum Ettmayerhof) (Standort) | Burgfriedenssäule                                                   | Reliefierte Sandsteinstele mit geschweifter Verdachung, bezeichnet mit „SL 1786“ | D-1-81-130-497 | [[Vorlage:Bilderwunsch/code!/C:48.065,10.88293!/D:Kauferinger Leiten (bei Sandau, an der Einmündung zum Ettmayerhof), Burgfriedenssäule!/\|BW]] |
| Kirchenplatz 296 c (Standort)                                                 | Paramentenhaus der Stadtpfarrkirche                                 | Zweigeschossiger Traufseitbau, um 1840/50 | D-1-81-130-338 | Paramentenhaus der Stadtpfarrkirche |
| Klösterl 56 (Standort)                                                        | Wohnhaus                                                            | Zweigeschossiger Eckbau mit Satteldach, im Kern spätmittelalterlich, überformt 17./18. Jahrhundert, erneuert 20. Jahrhundert | D-1-81-130-524 | Wohnhaus |
| Klösterl 57 (Standort)                                                        | Wohnhaus                                                            | Zweigeschossiger Eckbau mit steilem Satteldach, über älterem Kern neu errichtet, Dachwerk dendrologisch datiert auf 1464, erneuert im späten 19. Jahrhundert/frühen 20. Jahrhundert | D-1-81-130-215 | Wohnhaus |
| Klösterl 58 (Standort)                                                        | Wohnhaus                                                            | Zweigeschossiger Satteldachbau, über älterem Kern wohl zweite Hälfte 15. Jahrhundert, erneuert 1936 und 1968 | D-1-81-130-216 | Wohnhaus |
| Klösterl 62 (Standort)                                                        | Ehemaliger Stadel                                                   | dreigeschossiger Giebelbau, im Kern 15./16. Jahrhundert, Umbau zum Wohnhaus Mitte 18. Jahrhundert, aufgestockt 1878 | D-1-81-130-218 | Ehemaliger Stadel |
| Klösterl 63 (Standort)                                                        | Wohnhaus                                                            | Schmaler dreigeschossiger Eckbau mit Satteldach, im Kern 16. Jahrhundert, Umbau 1904 und 1964 | D-1-81-130-219 | Wohnhaus |
| Klösterl 64 c (Standort)                                                      | Ehemaliges städtisches Wasser- und Pumphaus                         | jetzt Wohn- und Geschäftshaus, zweigeschossiger Bau in neugotischen Formen mit asymmetrischen Anbauten, 1901, später mehrfach umgebaut | D-1-81-130-221 | Ehemaliges städtisches Wasser- und Pumphaus |
| Klösterl 65 b (Standort)                                                      | Wohnhaus                                                            | Zweigeschossiger Traufseitbau, im Kern 16. Jahrhundert, durchgreifend erneuert Anfang 19. Jahrhundert, Umbau 1924 und 1960 | D-1-81-130-526 | Wohnhaus |
| Klösterl 66 (Standort)                                                        | Wohnhaus                                                            | Zweigeschossiger Traufseitbau mit Ohrwaschlgaube, im Kern 16. Jahrhundert, Umbau zweite Hälfte 19. Jahrhundert und 1959 | D-1-81-130-222 | Wohnhaus |
| Klösterl 67 (Standort)                                                        | Wohnhaus                                                            | Zweigeschossiger Traufseitbau mit steilem Satteldach und Aufzugsgaube, bezeichnet mit dem Jahr 1575, erneuert Mitte 18. Jahrhundert, verändert 19./20. Jahrhundert | D-1-81-130-223 | Wohnhaus |
| Klösterl 68 a; Klösterl 68 b (Standort)                                       | Wohnhaus                                                            | Zweigeschossiger Traufseitbau, im Kern wohl 16. Jahrhundert, Umbau um 1840/60 und 1963 | D-1-81-130-224 | Wohnhaus |
| Klösterl 69 a; Klösterl 69 b (Standort)                                       | Wohnhaus                                                            | Zweigeschossiger Traufseitbau, Dachwerk dendrologisch datiert auf kurz nach 1488, erneuert um 1840/60 | D-1-81-130-225 | Wohnhaus |
| Klösterl 70 (Standort)                                                        | Wohnhaus                                                            | Zweigeschossiger Traufseitbau, im Kern wohl 16. Jahrhundert, Umbau 17./18. Jahrhundert, um 1840/60 und 1906 | D-1-81-130-226 | Wohnhaus |
| Klösterl 71 a; Klösterl 71 b; Klösterl 72 (Standort)                          | Doppelwohnhaus                                                      | Zweigeschossiger Traufseitbau mit mächtigem Dachwerk, im Kern um 1570, Umbau und Erneuerung 20. Jahrhundert | D-1-81-130-227 | Doppelwohnhaus |
| Klösterl 75 a; Klösterl 75 b (Standort)                                       | Wohnhaus                                                            | Zweigeschossiger Eckbau mit Satteldach, im Kern 17./18. Jahrhundert, Dachwerk 1867, Umbau 1978. | D-1-81-130-229 | Wohnhaus |
| Kochgasse 350 a; Kochgasse 350 b; Kochgasse 350 c (Standort)                  | Ehemaliges Handwerkerhaus                                           | dreigeschossiger Satteldachbau mit hölzerner Laube an der Ostseite, im Kern wohl spätmittelalterlich, Umbau 1929 | D-1-81-130-238 | Ehemaliges Handwerkerhaus |
| Kochgasse 369 (Standort)                                                      | Ehemaliges Wohnhaus des Bildhauers Lorenz Luidl                     | zweigeschossiger Satteldachbau, im Kern zweite Hälfte 17. Jahrhundert, mehrfach verändert 19./20. Jahrhundert | D-1-81-130-231 | Ehemaliges Wohnhaus des Bildhauers Lorenz Luidl                                                                                                 |
| Kochgasse 370 (Standort)                                                      | Wohnhaus                                                            | Zweigeschossiger Walmdachbau, erste Hälfte 18. Jahrhundert, erneuert 1990 | D-1-81-130-232 | Wohnhaus |
| Kochgasse 371 (Standort)                                                      | Wohnhaus                                                            | Dreigeschossiger Satteldachbau mit Fachwerk, im Kern 17./18. Jahrhundert | D-1-81-130-233 | Wohnhaus |
| Kochgasse 373 (Standort)                                                      | Wohnhaus                                                            | Dreigeschossiger Eckbau mit Satteldach, im Kern dendrologisch datiert auf 1459/60, mehrfacher Umbau 19./20. Jahrhundert | D-1-81-130-234 | Wohnhaus |
| Kochgasse 374 (Standort)                                                      | Wohnhaus                                                            | Dreigeschossiger Traufseitbau mit Zwerchhaus, im Kern dendrologisch datiert auf 1608, erneuert um 1750, Umbau 1950 und 1974 | D-1-81-130-235 | Wohnhaus |
| Kommerzienrat-Winklhofer-Platz 3 (Standort)                                   | Ehemalige Kollegsbauten der Jesuiten, Altes Kolleg, jetzt Altenheim | Komplex um querrechteckigen Arkadenhof mit Kollegskirche Hl. Kreuz als südlicher Abschluss, in mehreren Bauabschnitten 1575–1612/15, südwestlicher Kopfbau 1624, nordwestlicher Kopfbau 1749/50; Ehemaliger Novizentrakt, sogenannter Neubau, jetzt Agrarbildungszentrum, dreigeschossiger Satteldachbau, Nordflügel am oberen Hof, 1612–1614, Umbau als Lehranstalt nach Plänen von Josef Wolf, 1872; Ehemaliger Ökonomiebau, zweigeschossiger Satteldachbau, Teil des Ostflügels am oberen Hof, 1597/98, Umbau als Teil der Lehranstalt 1927; Ehemalige Zehentscheuer, zweigeschossige Steilsatteldachbau als Kopfbau des Ostflügels, dendrologisch datiert auf 1554, Umbau als Teil der Lehranstalt 1927; mit Ausstattung; Einfriedung, Ziegelmauer um den ehemaligen Garten des Jesuitenkollegs, wohl 17. Jahrhundert | D-1-81-130-269 | weitere Bilder |

#### L
| Lage                                          | Objekt                                                                                   | Beschreibung | Akten-Nr.      | Bild                                                                                     |
| --------------------------------------------- | ---------------------------------------------------------------------------------------- | --- | -------------- | ---------------------------------------------------------------------------------------- |
| Lech (Standort)                               | Lechwehr                                                                                 | 210 Meter lange, vierstufige Anlage schräg zum Flusslauf, im Kern 18. Jahrhundert, Ergänzung des dritten Wehrbodens 1883, Ergänzung des vierten Wehrbodens 1935, häufige Erneuerungen, zuletzt 1994; nördlich der Karolinenbrücke. | D-1-81-130-237 | weitere Bilder                                                                           |
| Lechstraße 7 (Standort)                       | Amtsgericht und ehemaliges staatliches Gefängnis                                         | westlicher zweigeschossiger Mansardwalmdachbau mit neubarocker Fassadengliederung durch nördlichen eingeschossigen Satteldachbau mit östlichem zweigeschossigen Walmdachbau U-förmig um einen Hof verbunden, nach Plänen von Karl Voit und Sigmund von Schab, 1898/99, Umgestaltung 1957                                                                             | D-1-81-130-236 | Amtsgericht und ehemaliges staatliches Gefängnis                                         |
| Lechstraße 8 (Standort)                       | Turnhalle der ehemaligen Oberrealschule                                                  | jetzt Ignaz-Kögler-Gymnasium, zweigeschossiger Satteldachbau mit Mittelrisalit, von Franz Dengler, 1949/50 | D-1-81-130-490 | BW                                                                                       |
| Lechstraße 132 1/2 (Standort)                 | Ehemaliger Lechsalzstadel, dann städtischer Baustadel, jetzt Stadtbibliothek und -archiv | langgestreckter, zweigeschossiger Satteldachbau mit mächtigem Dachstuhl, Dendrologisch datiert auf kurz nach 1630/31, Reparaturen um 1770 und 1833, Umbau als Baustadel nach Plänen von Johann Wolf, 1849/50, Ausbau als Bibliothek und Archiv 1991/92 | D-1-81-130-281 | Ehemaliger Lechsalzstadel, dann städtischer Baustadel, jetzt Stadtbibliothek und -archiv |
| Lechwiesen (Standort)                         | Drei Grenzsteine                                                                         | Sandstein, mit Stadtwappen und Initialen SL, bezeichnet mit dem Jahr 1791, ein weiterer Grenzstein, Tuff, bezeichnet mit dem Jahr mit Nr. 3; südwestlich des Kauferinger Bahnhofes | D-1-81-130-504 | BW                                                                                       |
| Ledergasse 351 (Standort)                     | Wohnhaus                                                                                 | Dreigeschossiger Traufseitbau, weitgehend umgebaut und erneuert zweite Hälfte 18. Jahrhundert | D-1-81-130-239 | Wohnhaus                                                                                 |
| Ledergasse 352 a; Ledergasse 352 b (Standort) | Ehemaliges Handwerkerhaus                                                                | dreigeschossiger Giebelbau, über älterem Kern 17./18. Jahrhundert, mehrfach erneuert 19. Jahrhundert und 20. Jahrhundert | D-1-81-130-240 | Ehemaliges Handwerkerhaus                                                                |
| Ledergasse 353 (Standort)                     | Wohnhaus                                                                                 | Dreigeschossiger Traufseitbau mit Ohrwaschlgaube, im Kern bezeichnet mit dem Jahr 1470, überformt im 18. Jahrhundert, umgebaut 1959 | D-1-81-130-241 | Wohnhaus                                                                                 |
| Ledergasse 354 (Standort)                     | Wohnhaus                                                                                 | Viergeschossiger Giebelbau, im Kern spätmittelalterlich, Umbau um 1820, Renovierung 1963 | D-1-81-130-242 | Wohnhaus                                                                                 |
| Ledergasse 355 (Standort)                     | Wohnhaus                                                                                 | Dreigeschossiger Traufseitbau mit Ohrwaschlgaube, im Kern Mitte 18. Jahrhundert | D-1-81-130-243 | Wohnhaus                                                                                 |
| Ledergasse 360 (Standort)                     | Mietshaus                                                                                | Dreigeschossiger Eckbau mit Satteldach, von Ignaz Zimmermann und Hermann Spring, 1908 | D-1-81-130-69  | Mietshaus                                                                                |
| Ledergasse 361 a (Standort)                   | Ehemals wohl Kapelle, jetzt Wohnhaus                                                     | zweigeschossiger Satteldachbau mit Spitzbogenfriesen an der Nordseite, im Kern 14./15. Jahrhundert, stark erneuert im 19. Jahrhundert, umgebaut 1954 | D-1-81-130-245 | Ehemals wohl Kapelle, jetzt Wohnhaus                                                     |
| Ledergasse 362 a; Ledergasse 362 b (Standort) | Wohnhaus                                                                                 | Dreigeschossiger Eckbau mit Satteldach, im Kern wohl 16. Jahrhundert, umgebaut im 17./18. Jahrhundert, mehrfach erneuert im 20. Jahrhundert | D-1-81-130-247 | Wohnhaus                                                                                 |
| Ledergasse 363 (Standort)                     | Wohnhaus                                                                                 | Dreigeschossiger Pultdachbau mit Ohrwaschlgaube, über älterem Kern umgebaut um 1850 und 1995 | D-1-81-130-248 | Wohnhaus                                                                                 |
| Ledergasse 364 (Standort)                     | Wohnhaus                                                                                 | Zweigeschossiger Eckbau mit Satteldach, Dachwerk dendrologisch datiert auf nach 1668, bezeichnet mit dem Jahr 1691, renoviert 1987 | D-1-81-130-249 | Wohnhaus                                                                                 |
| Ledergasse 365 (Standort)                     | Wohnhaus                                                                                 | Viergeschossiger Giebelbau, um 1750, grundlegend erneuert im 20. Jahrhundert | D-1-81-130-250 | Wohnhaus                                                                                 |
| Ledergasse 366 (Standort)                     | Wohnhaus                                                                                 | Viergeschossiger Giebelbau, über älterem Kern erneuert 1718, umgebaut 1920 | D-1-81-130-251 | Wohnhaus                                                                                 |
| Ledergasse 367 (Standort)                     | Wohnhaus                                                                                 | Dreigeschossiger Eckbau mit traufseitiger Laube und nach Süden weit überstehendem Satteldach, dendrologisch datiert auf um 1575, erneuert im zweiten Drittel 19. Jahrhundert, umgebaut um 1930, saniert 1954 | D-1-81-130-252 | Wohnhaus                                                                                 |
| Limonigasse 278 (Standort)                    | Wohnhaus                                                                                 | Zweigeschossiger Giebelbau, im Kern wohl spätmittelalterlich, Umbau mit Erneuerung des Dachwerks dendrologisch datiert auf 1725, Einbau eines Eiskellers 1915, verändert 1934 und 1978 | D-1-81-130-528 | Wohnhaus                                                                                 |
| Ludwigstraße 156 (Standort)                   | Wohn- und Geschäftshaus                                                                  | Viergeschossiger Traufseitbau, im Kern 14. Jahrhundert, verändert und aufgestockt im Spätmittelalter, erneuert im späten 18. Jahrhundert erneuert, Aufstockung und Firstdrehung 1893, mehrfacher Umbau im 20. Jahrhundert | D-1-81-130-253 | Wohn- und Geschäftshaus                                                                  |
| Ludwigstraße 157 (Standort)                   | Ehemaliges Handwerkerhaus                                                                | dreigeschossiger Traufseitbau mit Mansarddach, wohl über zwei im Kern älteren Anwesen weitgehend neu errichtet Mitte 19. Jahrhundert, umgebaut 1968 | D-1-81-130-254 | Ehemaliges Handwerkerhaus                                                                |
| Ludwigstraße 158 (Standort)                   | Wohn- und Geschäftshaus                                                                  | Viergeschossiger Giebelbau, über älterem Kern im späten 15. Jahrhundert erneuert, Dachwerk dendrologisch datiert auf 1485, Umbau um 1920, 1956 und 1967 | D-1-81-130-255 | Wohn- und Geschäftshaus                                                                  |
| Ludwigstraße 159 (Standort)                   | Wohn- und Geschäftshaus                                                                  | Dreigeschossiger Giebelbau mit Mansarddach, im Kern spätmittelalterlich, erneuert Mitte 18. Jahrhundert und um 1820/30, Ladeneinbau 1935 | D-1-81-130-256 | Wohn- und Geschäftshaus                                                                  |
| Ludwigstraße 160 (Standort)                   | Wohn- und Geschäftshaus                                                                  | Dreigeschossiger Satteldachbau mit spätgotischem Giebel und Kastenerker, Dachwerk dendrologisch datiert auf 1433, umfassend erneuert im 17./18. Jahrhundert, umgebaut um 1880/90 und mehrfach im 20. Jahrhundert; zwei Grenzsteine, gerundete Sandsteinquader bezeichnet mit dem Jahr SL 178 und SL 38, 1787–1791                                                    | D-1-81-130-257 | Wohn- und Geschäftshaus                                                                  |
| Ludwigstraße 161 (Standort)                   | Ehemaliges Bäckeranwesen, jetzt Wohn- und Geschäftshaus                                  | dreigeschossiger Satteldachbau mit neugotischer Fassadengestaltung und getrepptem Zinnengiebel, Dachwerk dendrologisch datiert auf 1446, Fassadengestaltung um 1870 | D-1-81-130-258 | Ehemaliges Bäckeranwesen, jetzt Wohn- und Geschäftshaus                                  |
| Ludwigstraße 162 (Standort)                   | Ehemaliger Gasthof Zum Oberfeigerl, jetzt Wohn- und Geschäftshaus                        | dreigeschossiger Giebelbau mit Erker, im Kern wohl spätmittelalterlich, überformt Mitte 16. Jahrhundert und bezeichnet mit dem Jahr 1695, umgebaut 1910 und 1964/65 | D-1-81-130-259 | Ehemaliger Gasthof Zum Oberfeigerl, jetzt Wohn- und Geschäftshaus                        |
| Ludwigstraße 163 (Standort)                   | Ehemaliger Gasthof und Posthalterei Zur Post, jetzt Wohn- und Geschäftshaus              | dreigeschossiger Giebelbau, über älterem Kern neu erbaut im 15. Jahrhundert, entkernt 1984 | D-1-81-130-260 | Ehemaliger Gasthof und Posthalterei Zur Post, jetzt Wohn- und Geschäftshaus              |
| Ludwigstraße 164 (Standort)                   | Wohn- und Geschäftshaus                                                                  | Dreigeschossiger Satteldachbau mit spitzbogigen Ladeluken und Fenstern im Giebelfeld, Dachwerk dendrologisch datiert auf 1440, weitgehend entkernt 1984/85 | D-1-81-130-261 | Wohn- und Geschäftshaus                                                                  |
| Ludwigstraße 165 (Standort)                   | Ehemaliges Handwerkerhaus                                                                | viergeschossiger Giebelbau, im Kern um 1420, Aufstockung dendrologisch datiert auf 1440, mehrfach umgebaut im 19./20. Jahrhundert | D-1-81-130-262 | Ehemaliges Handwerkerhaus                                                                |
| Ludwigstraße 166 (Standort)                   | Wohnhaus mit Druckereiwerkstatt                                                          | viergeschossiger Giebelbau, im Kern 14. Jahrhundert, Aufstockung dendrologisch datiert auf 1451, erneuert im späten 18. Jahrhundert, mehrfach umgebaut im 20. Jahrhundert | D-1-81-130-263 | Wohnhaus mit Druckereiwerkstatt                                                          |
| Ludwigstraße 167 (Standort)                   | Pfarrhaus                                                                                | Dreigeschossiger, einseitig abgewalmter Traufseitbau mit neubarocker Fassadengestaltung und dreigeschossiger Abseite mit Arkaden, im Kern um 1380, über zwei mittelalterlichen Anwesen mit Abseite neu errichtet 1694/95, Fassadengestaltung Anfang 20. Jahrhundert, Umbau 1986/87; mit Ausstattung; Hausfigur, Holzfigur des Hl. Florian, um 1750, Farbfassung 1986 | D-1-81-130-264 | weitere Bilder                                                                           |
| Ludwigstraße 170 (Standort)                   | Wohn- und Geschäftshaus                                                                  | Dreigeschossiger Eckbau mit Mansardhalbwalmdach, wohl über spätmittelalterlichem Kern, um 1800, Ladeneinbau 1885, grundlegender Umbau 1986 | D-1-81-130-265 | Wohn- und Geschäftshaus                                                                  |
| Ludwigstraße 171 (Standort)                   | Wohn- und Geschäftshaus                                                                  | Dreigeschossiger Traufseitbau mit Ohrwaschlgaube, 16./17. Jahrhundert, erneuert 1972 | D-1-81-130-266 | Wohn- und Geschäftshaus                                                                  |
| Ludwigstraße 172 (Standort)                   | Ehemaliges Handwerkerhaus, jetzt Wohn- und Geschäftshaus                                 | dreigeschossiger Traufseitbau mit Ohrwaschlgaube, zweite Hälfte 16. Jahrhundert, umgebaut Ende 19. Jahrhundert und 1934 | D-1-81-130-267 | Ehemaliges Handwerkerhaus, jetzt Wohn- und Geschäftshaus                                 |
| Ludwigstraße 173 (Standort)                   | Ehemaliges Handwerkerhaus                                                                | viergeschossiger Traufseitbau mit Ohrwaschlgaube, im Kern spätmittelalterlich, Dachwerk erneuert 1708, umgebaut Mitte 18. Jahrhundert, entkernt 1988/89 | D-1-81-130-268 | Ehemaliges Handwerkerhaus                                                                |

#### M
| Lage                              | Objekt                                                       | Beschreibung | Akten-Nr.      | Bild                    |
| --------------------------------- | ------------------------------------------------------------ | --- | -------------- | ----------------------- |
| Malteserstraße 425 c (Standort)   | Ehemalige Jesuiten-, dann Malteserkirche Heiliges Kreuz      | Wandpfeilerbasilika mit eingezogenem Chor und beherrschender Doppelturmfassade, von Ignatius Merani wohl unter Mitarbeit von Dominikus Zimmermann, 1752–1756; mit Ausstattung                                                                      | D-1-81-130-270 | weitere Bilder          |
| Malteserstraße 443 a (Standort)   | Ehemaliger Zehentstadel                                      | traufseitiger, zweigeschossiger Walmdachbau mit flachem Mittelrisalit und formenreichem Dachaufbau, über mittelalterlichem Kern Umbau als Wohnhaus 1886, Erweiterung des Zwerchhauses in neugotischen Formen 1894                                  | D-1-81-130-271 | Ehemaliger Zehentstadel |
| Malteserstraße 445 (Standort)     | Wohnhaus                                                     | Dreigeschossiger Walmdachbau, im Kern wohl 16./17. Jahrhundert, aufgestockt 1895, mehrfach modernisiert im 20. Jahrhundert | D-1-81-130-272 | BW                      |
| Malteserstraße 445 1/2 (Standort) | Ehemaliges Ökonomiegebäude, jetzt Wohn- und Werkstattgebäude | zweigeschossiger Traufseitbau, 1862, Umbau 1874 und mehrfach im 20. Jahrhundert | D-1-81-130-273 | BW                      |
| Malteserstraße 446 a (Standort)   | Ehemaliger Stadel, jetzt Wohnhaus,                           | zurückgesetzter, zweigeschossiger Traufseitbau mit Steilsatteldach, dendrologisch datiert auf 1575, Umnutzung zu Wohnzwecken erste Hälfte 18. Jahrhundert                                                                                          | D-1-81-130-274 | BW                      |
| Malteserstraße 447 (Standort)     | Ehemaliges Bauernhaus                                        | zweigeschossiger Wohnstallbau, nach Plänen von Josef Lichtenstern, 1893–1895, Um- und Ausbau 1998 | D-1-81-130-276 | Ehemaliges Bauernhaus   |
| Max-von-Eyth-Straße 8 (Standort)  | KZ-Friedhof, Gedenkmonument                                  | zum ehemaligen KZ-Außenlager Kaufering I – Landsberg gehörend, von niederer, ziegelgedeckter Mauer umgebene Anlage mit Muschelkalkstele als Gedenkmonument, mehreren Grabsteinen und Andachtsraum, angelegt 1950; nördlich der Max-von-Eyth-Straße | D-1-81-130-447 | weitere Bilder          |
| Mühlbach (Standort)               | Mühlrad                                                      | Zugehöriges Mühlrad der ehemaligen hinteren Mühle, 1894, später erneuert | D-1-81-130-538 | Mühlrad                 |
| Münchener Straße 30 ()            | Landhaus                                                     | zweigeschossiger Walmdachbau mit Geschossgesims, Fenstererker, Loggia und Walmgauben, im Heimatstil, für Klostergutsverwalter Leonhard Hauber, von Johann Sedlmayr, 1911                                                                           | D-1-81-130-633 |                         |
| Museumstraße 6 (Standort)         | Wohnhaus                                                     | Zweigeschossiger Satteldachbau mit kräftiger Eckquaderung, stark profilierten Gesimsen und Giebelaufsätzen, in gründerzeitlichem Villenstil, von Josef Danzer, 1897                                                                                | D-1-81-130-277 | Wohnhaus                |

#### P
| Lage                                                | Objekt                                         | Beschreibung | Akten-Nr.      | Bild                                           |
| --------------------------------------------------- | ---------------------------------------------- | --- | -------------- | ---------------------------------------------- |
| Peter-Dörfler-Weg 123 b; Salzgasse 123 a (Standort) | Wohnhaus                                       | Dreigeschossiger Satteldachbau, im Kern 16. Jahrhundert, Dachwerk dendrologisch datiert auf 1531 | D-1-81-130-295 | Wohnhaus                                       |
| Pössing 5 (Standort)                                | Pumpwerk Pössinger Au                          | Kleiner Backsteinbau mit oberschlächtigem Wasserrad und Druckkolben, 1858 | D-1-81-130-446 | Pumpwerk Pössinger Au                          |
| Pössinger Au 4 (Standort)                           | Feldkreuz                                      | Holzkreuz mit gusseisernem Kruzifixus, seitlich begleitet von neugotischen Tuffsteinstelen mit Ampelaufsätzen, Ende 19. Jahrhundert; an der Stichstraße nach Pössing, an der Kreuzung zweier Feldwege                           | D-1-81-130-501 | weitere Bilder                                 |
| Pössinger Au 4 (Standort)                           | Gutshof Pössing                                | Ehemals wohl Pfarrhaus, zweigeschossiger Satteldachbau, bezeichnet mit dem Jahr 1563, Dachwerk dendrologisch datiert auf 1639, teilentkernt und saniert 1971–1973                                                               | D-1-81-130-278 | weitere Bilder                                 |
| Pössinger Straße 2 (Standort)                       | Ehemalige Präparandenschule, jetzt Grundschule | zweigeschossiger Steilsatteldachbau mit Stufengiebeln und erdgeschossigem Anbau mit Krüppelwalmdach, Eckerker und Eingangsvorbau, Jugendstil mit historisierenden Anklängen, von Carl Jäger, 1903, Erweiterung nach Westen 1988 | D-1-81-130-537 | Ehemalige Präparandenschule, jetzt Grundschule |

#### R
| Lage                                    | Objekt                                                                       | Beschreibung | Akten-Nr.      | Bild                                                                         |
| --------------------------------------- | ---------------------------------------------------------------------------- | --- | -------------- | ---------------------------------------------------------------------------- |
| Rankinestraße (Standort)                | Fabrikgebäude                                                                | Teile der ehemaligen Nitrozellulose-Fabrik, ehemaliges Mischergebäude (Nr. 250), dreigeschossiger Stahlbetonskelettbau mit Ziegelausfachung und weit überstehendem, begrüntem Flachdach; Ehemaliges Filtergebäude (Nr. 245), dreigeschossiger turmartiger Rundbau als Stahlbetonskelett mit Ziegelummantelung; nach Typenplänen der Dynamit-Actien-Gesellschaft, 1939/40 | D-1-81-130-500 | weitere Bilder                                                               |
| Roßmarkt 192; Roßmarkt 192 a (Standort) | Ehemaliger städtischer Bau- oder Zimmerstadel, jetzt Wohn- und Geschäftshaus | drei- bzw. zweigeschossiger Satteldachbau, im Kern wohl 16. Jahrhundert, grundlegend erneuert Ende 18. Jahrhundert, im Süden aufgestockt 1896 | D-1-81-130-284 | Ehemaliger städtischer Bau- oder Zimmerstadel, jetzt Wohn- und Geschäftshaus |
| Roßmarkt 193 (Standort)                 | Haustüre                                                                     | Holztür mit reichem Schnitzdekor in klassizistischen Formen, bezeichnet mit dem Jahr 1795 | D-1-81-130-285 | BW                                                                           |
| Roßmarkt 194 (Standort)                 | Ehemaliges Handwerker- und Wohnhaus                                          | zweigeschossiger Satteldachbau, im Kern um 1540, Umbau Mitte des 19. Jahrhunderts | D-1-81-130-286 | Ehemaliges Handwerker- und Wohnhaus                                          |
| Roßmarkt 197 (Standort)                 | Ehemaliges Stadtpropsthaus, dann Gasthaus                                    | zweigeschossiger Eckbau mit Satteldach und hölzerner Laube zum Mühlbach, im Kern dendrologisch datiert auf 1569, verändert für Umnutzung 1873, modernisiert im 20. Jahrhundert | D-1-81-130-287 | Ehemaliges Stadtpropsthaus, dann Gasthaus                                    |
| Roßmarkt 198 (Standort)                 | Ehemaliges Rentamt, jetzt Vermessungsamt                                     | dreigeschossiger Walmdachbau über L-förmigem Grundriss mit neubarocker Fassadengestaltung und geschweiften Zwerchhausgiebeln, nach Plänen des Kgl. Landbauamtes Weilheim, 1906–1907; Einfriedung, verputzte Mauer mit Pfeilern und zweigeschossigem Eckpavillon, bauzeitlich                                                                                             | D-1-81-130-444 | Ehemaliges Rentamt, jetzt Vermessungsamt                                     |
| Roßmarkt 199 b (Standort)               | Wohnhaus                                                                     | Kleiner zweigeschossiger Traufseitbau, frühes 19. Jahrhundert | D-1-81-130-289 | Wohnhaus                                                                     |

#### S
| Lage | Objekt                                                                                      | Beschreibung | Akten-Nr.      | Bild |
| --- | ------------------------------------------------------------------------------------------- | --- | -------------- | --- |
| Salzgasse 119 (Standort) | Wohnhaus                                                                                    | Viergeschossiger Traufseitbau mit Erker und flachem Pultdach, im Kern spätmittelalterlich, zweiflügelige Haustür um 1830/40, aufgestockt 1870 | D-1-81-130-291 | Wohnhaus |
| Salzgasse 120 (Standort) | Ehemaliges Handwerkerhaus                                                                   | dreigeschossiger Traufseitbau mit Ohrwaschlgaube, im Kern spätmittelalterlich, umfangreich umgebaut in der zweiten Hälfte 18. Jahrhundert, erneuert im 19./20. Jahrhundert | D-1-81-130-292 | Ehemaliges Handwerkerhaus |
| Salzgasse 121 a (Standort) | Wohn- und Geschäftshaus                                                                     | Dreigeschossiger Traufseitbau mit barocker Zweifeldertüre und Ohrwaschlgaube, wohl über älterem Kern umfassend umgebaut letztes Drittel 17. Jahrhundert, Tür um 1760, erneuert 20. Jahrhundert; Ehemaliger Stadel, zweigeschossiger Satteldachbau, bestimmt durch Umbau des späten 19. Jahrhunderts                                                                    | D-1-81-130-293 | Wohn- und Geschäftshaus |
| Salzgasse 122 (Standort) | Ehemaliges Handwerkerhaus                                                                   | dreigeschossiger Eckbau mit einseitigem Halbwalmdach und Standgaube, Mitte 16. Jahrhundert, verändert in der zweiten Hälfte des 18. Jahrhunderts, teilweise entkernt 1991/92 | D-1-81-130-294 | Ehemaliges Handwerkerhaus |
| Salzgasse 124 a, 124 b, 124 c (Standort) | Wohnhaus                                                                                    | Viergeschossiger Satteldachbau, im Kern spätes 15. Jh. / frühes 16. Jahrhundert, erneuert im 20. Jahrhundert | D-1-81-130-296 | Wohnhaus |
| Salzgasse 125; Salzgasse 126 (Standort) | Wohnhaus                                                                                    | Viergeschossiger Satteldachbau, im Kern spätes 15. Jh. / frühes 16. Jahrhundert, mehrfach erneuert im 20. Jahrhundert | D-1-81-130-297 | Wohnhaus |
| Salzgasse 127 (Standort) | Wohn- und Geschäftshaus                                                                     | Viergeschossiger Satteldachbau, im Kern spätes 15. Jh. / frühes 16. Jahrhundert, aufgestockt 1876, erneuert 1907 und später | D-1-81-130-298 | Wohn- und Geschäftshaus |
| Salzgasse 144 (Standort) | Wohn- und Geschäftshaus                                                                     | Fünfgeschossiger Traufseitbau, im Kern spätmittelalterlich, um viertes und zurückliegendes fünftes Obergeschoss aufgestockt 1934 | D-1-81-130-541 | Wohn- und Geschäftshaus |
| Salzgasse 145 (Standort) | Wohnhaus                                                                                    | Viergeschossiger Traufseitbau mit Ohrwaschlgaube, im Kern spätmittelalterlich, mehrfach umgebaut seit dem 17. Jahrhundert | D-1-81-130-303 | Wohnhaus |
| Sandau 2 (Standort) | Ehemaliger Pfarrstadel, jetzt Wohnhaus                                                      | zweigeschossiger Satteldachbau, über älterem Kern Umbau als Mittertennhaus 1861, Um- und Ausbau 1984 | D-1-81-130-306 | BW |
| Sandau 3 (Standort) | Katholische Filialkirche St. Benedikt in Sandau                                             | flachgedeckter Saalbau mit eingezogenem, fünfseitig geschlossenem Chor, im Kern karolingisch 9. Jahrhundert, romanisch umgebaut, wiederhergestellt nach Brand im späten 14. Jahrhundert, Umbau dendrologisch datiert auf 1468, instand gesetzt und verändert im 18. Jahrhundert, wiederhergestellt 1982–1985; mit Ausstattung                                          | D-1-81-130-304 | weitere Bilder |
| Sandauer Halde (an der Hangkante des sogenannten Sandauer Berges, westlich der Epfenhauser Straße) (Standort)                                                | Kreuzigungsgruppe                                                                           | Farbig gefasste Figuren aus Gusseisen, 1857 | D-1-81-130-396 | [[Vorlage:Bilderwunsch/code!/C:48.05457,10.87844!/D:Sandauer Halde (an der Hangkante des sogenannten Sandauer Berges, westlich der Epfenhauser Straße), Kreuzigungsgruppe!/\|BW]] |
| Sandauer Leiten (am Hang des Berges südöstlich von Sandau) (Standort)                                                                                        | Ehemaliger Späh- oder Wasserturm, sog. Lueginsland oder Hexenturm                           | schlanker, ziegelgemauerter Turm mit quadratischem Sockel und oktogonalem bzw. zylinderförmigem Aufsatz, spätes 15. Jahrhundert/frühes 16. Jahrhundert, transloziert | D-1-81-130-305 | weitere Bilder |
| Sandauer Straße 253 (Standort) | Wohnhaus                                                                                    | Freistehender zweigeschossiger Walmdachbau in neuklassizistischen Formen, von Carl Maurer, 1888, umgebaut im 20. Jahrhundert | D-1-81-130-308 | Wohnhaus |
| Schloßberg (Standort) | Ehemalige Substruktionsmauern                                                               | Reste der Ummauerung des Schlossberges aus Tuffquadern teils mit Strebepfeilern, 15. Jahrhundert, am Ost- und Nordosthang | D-1-81-130-312 | BW |
| Schlossergasse 349 (Standort) | Ehemaliges Handwerkerhaus                                                                   | dreigeschossiger Giebelbau mit Aufzugsluke, im Kern spätmittelalterlich, Dachwerk dendrologisch datiert auf 1485, erneuert im 20. Jahrhundert | D-1-81-130-313 | Ehemaliges Handwerkerhaus |
| Schlossergasse 375 (Standort) | Wohn- und Geschäftshaus                                                                     | Dreigeschossiger Eckbau mit Satteldach, im Kern 14./15. Jahrhundert, umgebaut zweite Hälfte 16. Jahrhundert, Dachwerk dendrologisch datiert auf 1784 | D-1-81-130-314 | Wohn- und Geschäftshaus |
| Schlossergasse 376 (Standort) | Wohn- und Geschäftshaus                                                                     | Dreigeschossiger Traufseitbau mit Steilsatteldach, im Kern 15. Jahrhundert, Dachwerk dendrologisch datiert auf 1465, überformt Mitte 17. Jahrhundert, mehrfach umgebaut 19./20. Jahrhundert | D-1-81-130-315 | Wohn- und Geschäftshaus |
| Schlossergasse 377 (Standort) | Wohn- und Geschäftshaus                                                                     | Viergeschossiger Traufseitbau mit Fenstererker und großer Figurennische, im Kern spätmittelalterlich, aufgestockt um 1600, Umgestaltung im frühen 18. Jahrhundert, Ladeneinbau 1875, mehrfach erneuert im 19./20. Jahrhundert | D-1-81-130-316 | Wohn- und Geschäftshaus |
| Schlossergasse 378 (Standort) | Ehemaliges Gerberhaus, jetzt Gasthaus                                                       | dreigeschossiger Eckbau mit Satteldach, wohl über älterem Kern durchgreifend erneuert im späten 17. Jh. / frühen 18. Jahrhundert, mehrfach umgebaut im 20. Jahrhundert; ehemaliges Gerberhaus, jetzt Wirtschaftsbau, dreigeschossiger Traufseitbau mit einhüftigem Dachüberstand und Trauflaube, im Kern zweite Hälfte 16. Jahrhundert, Anschluss an das Gasthaus 1901 | D-1-81-130-317 | Ehemaliges Gerberhaus, jetzt Gasthaus |
| Schlossergasse 380, 380 a (Standort) | Wohn- und Geschäftshaus                                                                     | Dreigeschossiger Giebelbau mit einseitig angehobenem Mansarddach, im Kern wohl spätmittelalterlich, prägender Umbau dendrologisch datiert auf 1798, mehrfach erneuert zweite Hälfte 20. Jahrhundert | D-1-81-130-319 | BW |
| Schlossergasse 381 (Standort) | Ehemaliges Bade- und Stadelgebäude, jetzt Stadttheater                                      | schlichter, zweigeschossiger Eckbau mit Satteldach, im Kern 16. Jahrhundert, Ausbau als Rangtheater von Joseph Jais 1877/78, Sanierung 1993–1995; mit Ausstattung | D-1-81-130-320 | weitere Bilder |
| Schlossergasse 381 a, Spitalplatz 391 (Standort) | Spitalschule mit Teilen des ehemaligen Hl.-Geist-Spitals                                    | langgestreckter dreigeschossiger Walmdachbau in streng spätklassizistischen Formen, über im Kern spätmittelalterlichem und 1628 weitgehend erneuertem Spitalbau neu errichtet nach Plänen von Josef Jais, 1877/78 | D-1-81-130-542 | weitere Bilder |
| Schlossergasse 383 a (Standort) | Wohnhaus                                                                                    | Zwei- bzw. dreigeschossiger Eckbau mit Halbwalmdach und klassizistischer Fassadengestaltung, 1808 | D-1-81-130-321 | Wohnhaus |
| Schlossergasse 383 b (Standort) | Wohnhaus                                                                                    | Zweigeschossiges Traufseithaus, im Kern wohl spätmittelalterlich, Umbau dendrologisch datiert auf 1785 | D-1-81-130-470 | Wohnhaus |
| Schlossergasse 384 (Standort) | Wohnhaus                                                                                    | Dreigeschossiger Satteldachbau, über älterem Kern zweites Drittel 15. Jahrhundert, Dachwerk dendrologisch datiert auf 1474, Umbau Anfang 18. Jahrhundert, erneuert im 19./20. Jahrhundert | D-1-81-130-322 | Wohnhaus |
| Schlossergasse 385 a, 385 b (Standort) | Ehemaliges Schmiedeanwesen                                                                  | dreigeschossiger Traufseitbau mit Pultdach, zweite Hälfte 16. Jahrhundert, Umbau als Wohnhaus Mitte 18. Jahrhundert, erneuert im 19./20. Jahrhundert | D-1-81-130-323 | Ehemaliges Schmiedeanwesen |
| Schlossergasse 386 (Standort) | Ehemaliges Schmiedeanwesen, jetzt Wohn- und Geschäftshaus                                   | dreigeschossiger Traufseitbau mit Satteldach, im Kern zweite Hälfte 16. Jahrhundert, Umbau als Schuhmacheranwesen Mitte 18. Jahrhundert, aufgestockt und erneuert bezeichnet mit dem Jahr 1825 | D-1-81-130-324 | Ehemaliges Schmiedeanwesen, jetzt Wohn- und Geschäftshaus |
| Schlossergasse 387 (Standort) | Ehemaliges Schmiedeanwesen, jetzt Wohn- und Geschäftshaus                                   | dreigeschossiger Traufseitbau mit Zwerchhaus und Ohrwaschlgaube, im Kern zweite Hälfte 16. Jahrhundert, aufgestockt um 1800, Fassadengestaltung Ende 19. Jahrhundert | D-1-81-130-325 | Ehemaliges Schmiedeanwesen, jetzt Wohn- und Geschäftshaus |
| Schlossergasse 388 (Standort) | Ehemaliges Schmiedeanwesen                                                                  | dreigeschossiger Traufseitbau mit steilem Mansarddach, zweite Hälfte 16. Jahrhundert, Aufstockung wohl Ende 18. Jahrhundert, Garageneinbau 1939 | D-1-81-130-326 | Ehemaliges Schmiedeanwesen |
| Schlossergasse 389 (Standort) | Ehemaliges Schmiedeanwesen, jetzt Wohn- und Geschäftshaus                                   | viergeschossiger Traufseitbau mit Mezzanin und flachem Satteldach, im Kern zweite Hälfte 16. Jahrhundert, aufgestockt 1885, erneuert im 20. Jahrhundert | D-1-81-130-327 | Ehemaliges Schmiedeanwesen, jetzt Wohn- und Geschäftshaus |
| Schulgasse 288 (Standort) | Ehemalige Hufschmiede, jetzt Wohn- und Geschäftshaus                                        | dreigeschossiger Eckbau mit Satteldach, barockem Schweifgiebel und Aufzugsluken, im Kern wohl noch 15. Jahrhundert, Umbau dendrologisch datiert auf 1625, barocke Überformung zweite Hälfte 18. Jahrhundert, mehrfach erneuert 20. Jahrhundert; Hausfigur des hl. Florian, farbig gefasste Holzfigur, wohl Mitte 19. Jahrhundert                                       | D-1-81-130-329 | Ehemalige Hufschmiede, jetzt Wohn- und Geschäftshaus |
| Schulgasse 289 (Standort) | Wohn- und Geschäftshaus                                                                     | Dreigeschossiger Giebelbau mit Mansarddach und neubarockem Schweifgiebel, über älterem Kern umfangreich verändert zweite Hälfte 18. Jahrhundert, Umbau um 1890 und 1935 | D-1-81-130-330 | Wohn- und Geschäftshaus |
| Schulgasse 290 (Standort) | Wohnhaus                                                                                    | Dreigeschossiger Traufseitbau mit zweiflügeliger Haustür, Fenstererker, biedermeierlicher Fassadengestaltung und zweigeschossiger hölzerner Abseite, zwischen älteren Kommunmauern neu errichtet 1833. | D-1-81-130-331 | Wohnhaus |
| Schulgasse 290 1/2 (Standort) | Ehemaliges Handwerkerhaus                                                                   | dreigeschossiger Traufseitbau, zwischen spätmittelalterlichen Kommunmauern weitgehend neu errichtet 1796, grundlegend erneuert im 20. Jahrhundert | D-1-81-130-332 | Ehemaliges Handwerkerhaus |
| Schulgasse 291 (Standort) | Wohn- und Geschäftshaus                                                                     | Dreigeschossiger Giebelbau, im Kern spätmittelalterlich, grundlegend erneuert im 16./17. Jahrhundert, mehrfach verändert im 20. Jahrhundert | D-1-81-130-333 | Wohn- und Geschäftshaus |
| Schulgasse 292 (Standort) | Wohn- und Geschäftshaus                                                                     | Dreigeschossiger Giebelbau, im Kern spätes 14. Jh. / frühes 15. Jahrhundert, erneuert im 18. Jahrhundert, mehrfach umgebaut im 20. Jahrhundert | D-1-81-130-334 | Wohn- und Geschäftshaus |
| Schulgasse 293 (Standort) | Wohn- und Geschäftshaus                                                                     | Dreigeschossiger Traufseitbau, im Kern spätmittelalterlich, Mitte 18. Jahrhundert verändert, erneuert um 1880/90 und 1942 | D-1-81-130-335 | Wohn- und Geschäftshaus |
| Schulgasse 295 (Standort) | Wohnhaus                                                                                    | Dreigeschossiger Eckbau mit Satteldach, im Kern Mitte 15. Jahrhundert, Dachwerk dendrologisch datiert auf 1454, erneuert im letzten Drittel 19. Jahrhundert | D-1-81-130-336 | Wohnhaus |
| Schulgasse 296 a, 296 b (Standort) | Wohn- und Geschäftshaus                                                                     | Dreigeschossiger Eckbau mit Mansardhalbwalmdach, um 1800, Ladeneinbau 1904 | D-1-81-130-337 | Wohn- und Geschäftshaus |
| Schwaighofstraße (bei Nr. 133) (Standort) | Altöttinger Kapelle                                                                         | Neugotischer Saalbau mit eingezogenem Chor und Dachreiter, mit barockem Kern 1856/57; mit Ausstattung | D-1-81-130-56  | BW |
| Schwaighofstraße (bei Nr. 133) (Standort) | Bildstock                                                                                   | Eckstreben verstärkter Schaft mit Laterne aus Sandstein, in neugotischen Formen, um 1857; bei der Altöttinger Kapelle | D-1-81-130-608 | BW |
| Schwaighofstraße 4 c (Standort) | Ehemaliges städtisches Siechenhaus, sog. Brechhaus, ab 1850 Frauenarmenhaus, jetzt Wohnhaus | stattlicher zweigeschossiger Satteldachbau, im Kern um 1562, verändert um 1620/30, erneuert um 1830, erweitert um 1920, renoviert 1989; mit Ausstattung. | D-1-81-130-441 | BW |
| Schwaighofstraße 20 (Standort) | Wohnhaus                                                                                    | Kleiner zweigeschossiger Bau mit Mansardhalbwalmdach in biedermeierlichen Formen, erstes Drittel 19. Jahrhundert | D-1-81-130-339 | BW |
| Spitalplatz 391 a (Standort) | Ehemaliges Pfründehaus des Spitals, sog. Spital-Bau                                         | stattlicher dreigeschossiger Bau mit einseitig abgewalmten Satteldach, über zwei im Kern spätmittelalterlichen Vorgängerbauten mit Haustafel bezeichnet mit dem Jahr 1498, nach Plänen von Joseph Köpfle, 1837, Ausbau zu Wohnungen nach 1875 | D-1-81-130-347 | Ehemaliges Pfründehaus des Spitals, sog. Spital-Bau |
| Spitalplatz 392 (Standort) | Ehemaliges Wohnhaus des Spitalpfarrers, jetzt Wohn- und Geschäftshaus                       | dreigeschossiger Eckbau mit Walmdach, über älterem Kern weitgehend neu errichtet 1841 | D-1-81-130-348 | Ehemaliges Wohnhaus des Spitalpfarrers, jetzt Wohn- und Geschäftshaus |
| Spitalplatz 393 (Standort) | Ehemaliges Wohnhaus des Spitalmesners, jetzt Wohn- und Geschäftshaus                        | dreigeschossiger Traufseitbau mit Satteldach, über älterem Kern von Josef Köpfle, 1841, umgebaut 1860/61 und 1973 | D-1-81-130-349 | Ehemaliges Wohnhaus des Spitalmesners, jetzt Wohn- und Geschäftshaus |
| Spöttinger Straße 15 (Standort) | Villa                                                                                       | Zweigeschossiger Walmdachbau mit reicher Architekturgliederung der Neurenaissance, von Josef Danzer, 1902, umgebaut 1990 | D-1-81-130-351 | Villa |
| Spöttinger Straße 19 (Standort) | Villa                                                                                       | Stattlicher zweigeschossiger Mansardwalmdachbau mit halbrundem Eckerker, flachem Risalit und Zwerchhaus, in klassizistisch anmutenden Jugendstilformen, von Eugen Behles, 1905, Um- und Ausbau 1958; Einfriedung, Metallzaun mit Toren zwischen Steinpfosten, bauzeitlich                                                                                              | D-1-81-130-545 | BW |
| Stadtwald (Standort) | KZ-Friedhof, Gedenkstätte                                                                   | KZ-Friedhof, über Massengrab von Häftlingen aus dem KZ-Außenlager Kaufering XI – Landsberg-Stadtwaldhof angelegte, von niedrigen Betonmauern umgebene Gedenkstätte mit einfach behauenem, Davidstern-geschmücktem Granit-Gedenkstein und einzelner Grabstele, angelegt 1950; in Nähe des Gehöftes Stadtwaldhof an der Straße nach Holzhausen                           | D-1-81-127-21  | weitere Bilder |
| Stadtwald: Franzosenteile; Härtleteile; Hütermahd; Neunter Geräumtweg im verteilten Stadtwald; Nähe Viehweide; Reicherhölzl; Verteilter Stadtwald (Standort) | Grenzsteine                                                                                 | 31 Sandsteinquader mit Stadtwappen und Initialen SL, meist bezeichnet mit dem Jahr 1787; in westlicher Verlängerung des Galgenweges ausgehend entlang einer alten Flurgrenze | D-1-81-130-503 | BW |
| Nähe St 2057, etwa 2000 m östlich der Stadt (Standort) | Burgfriedenssäule                                                                           | Quadratische Sandsteinsäule mit geschweifter Verdachung, bezeichnet mit dem Jahr SL 1786 | D-1-81-130-498 | BW |

#### V
| Lage                                          | Objekt                                                               | Beschreibung | Akten-Nr.      | Bild                                                                 |
| --------------------------------------------- | -------------------------------------------------------------------- | --- | -------------- | -------------------------------------------------------------------- |
| Von-Helfenstein-Gasse 423 (Standort)          | Wohnhaus                                                             | Zweigeschossiger Giebelbau mit Mansarddach, im Kern spätmittelalterlich, grundlegend überformt im späten 18. Jahrhundert, erneuert im 20. Jahrhundert | D-1-81-130-106 | Wohnhaus                                                             |
| Von-Helfenstein-Gasse 426 (Standort)          | Ehemaliges Jesuitengymnasium, jetzt Neues Stadtmuseum                | freistehender, viergeschossiger Walmdachbau mit barocker Fassadengliederung, von Michael Natter und Jakob Dreer, 1688–1693, umgebaut 1878 und 1985 | D-1-81-130-107 | weitere Bilder                                                       |
| Von-Helfenstein-Gasse 427 a, 427 b (Standort) | Ehemals zwei Kleinhäuser, jetzt Wohnhaus                             | zwei zweigeschossige Satteldachhäuser als Giebelbau im Süden und Traufseitbau im Norden, wohl Mitte 18. Jahrhundert, Umbau als zusammengehöriges Wohnhaus 1982 | D-1-81-130-108 | Ehemals zwei Kleinhäuser, jetzt Wohnhaus                             |
| Von-Helfenstein-Gasse 428 (Standort)          | Ehemaliges Handwerkerhaus                                            | zweigeschossiger Giebelbau, im Kern dendrologisch datiert auf 1451, mehrfach erneuert im 19./20. Jahrhundert | D-1-81-130-109 | Ehemaliges Handwerkerhaus                                            |
| Von-Helfenstein-Gasse 429 (Standort)          | Ehemaliges Handwerkerhaus                                            | dreigeschossiger Giebelbau mit Fenstererker, im Kern wohl Mitte 15. Jahrhundert, Dachwerk erneuert dendrologisch datiert auf 1476, mehrfach umgebaut im 20. Jahrhundert | D-1-81-130-110 | Ehemaliges Handwerkerhaus                                            |
| Von-Helfenstein-Gasse 430 (Standort)          | Ehemaliges Handwerkerhaus                                            | dreigeschossiger Giebelbau, im Kern spätmittelalterlich, später mehrfach erneuert, u. a. bezeichnet mit dem Jahr an Rinnenkessel 1794, westlicher Anbau 1910 | D-1-81-130-460 | Ehemaliges Handwerkerhaus                                            |
| Von-Kühlmann-Straße 2 (Standort)              | Grenzstein                                                           | Sandstein, bezeichnet mit dem Jahr StL 1825; transferiert neben Von-Kühlmann-Straße 2. | D-1-81-130-398 | BW                                                                   |
| Von-Kühlmann-Straße 2 (Standort)              | Mutterturm                                                           | Künstleratelier, sog. Mutterturm, asymmetrisch angeordneter, in fünf Geschosse gegliederter Tuffquaderbau, nach Plänen des Malers Hubert v. Herkomer, 1884–1888; mit Ausstattung; Ehemaliges Wohnhaus, jetzt Museum, schlichter, zweigeschossiger Satteldachbau mit dreigeschossigem Walmdachanbau als Eckpavillon, im Kern wohl zweites Viertel 19. Jahrhundert; Verbindungsgang zwischen Turm und Wohnhaus, hölzerner Ständerbau mit Erker und Satteldach, 1909; Ehemaliges Waschhaus und Holzlege, Satteldachbau mit Dachreiter in Form einer Kapelle aus Bruchtuffsteinmauerwerk mit Holzanbau, nach Entwurf von Hubert v. Herkomer, 1890; Park, umgebende Grünanlage zwischen Lechufer und Von-Kühlmann-Straße; Reliefstein, Sandstein mit Gemsendarstellung, bezeichnet mit dem Jahr (14)41 | D-1-81-130-353 | weitere Bilder                                                       |
| Von-Kühlmann-Straße 19 (Standort)             | Heiligenhäuschen                                                     | Rechtwinkliger Block mit Bildnische und Pultdach, 18./19. Jahrhundert; mit Ausstattung; bei Nr. 19 | D-1-81-130-355 | BW                                                                   |
| Von-Kühlmann-Straße 23 (Standort)             | Villa                                                                | Zweigeschossiger Satteldachbau mit hölzerner Loggia, von Konrad Fischer, 1871, aufgestockt von J. Lutz, 1901 | D-1-81-130-443 | BW                                                                   |
| Von-Kühlmann-Straße 41 (Standort)             | Evangelisch-lutherische Christus-Kirche                              | Saalbau mit einseitigem Seitenschiff, eingezogenem Chor und Chorflankenturm, in geometrischen Jugendstilformen, von Johannes Schmidt, 1913/14; mit Ausstattung; Pfarrhaus, zweigeschossiger Walmdachbau, von Johannes Schmidt, 1924 | D-1-81-130-354 | Evangelisch-lutherische Christus-Kirche                              |
| Vordere Mühlgasse 186 (Standort)              | Ehemaliges Gerberhaus, jetzt Wohn- und Geschäftshaus                 | dreigeschossiger Traufseitbau mit weitem Dachüberstand nach Süden, weitgehend neu erbaut dendrologisch datiert auf 1555, mehrfach umgebaut im 19./20. Jahrhundert | D-1-81-130-356 | Ehemaliges Gerberhaus, jetzt Wohn- und Geschäftshaus                 |
| Vordere Mühlgasse 186 1/2 (Standort)          | Ehemaliger Stadel, jetzt Wohn- und Geschäftshaus                     | dreigeschossiger Giebelbau, zwischen älteren Umfassungsmauern Mitte 18. Jahrhundert, Dachwerk dendrologisch datiert auf 1750, Umbau als Wohnhaus nach 1862, Modernisierung im 20. Jahrhundert | D-1-81-130-357 | Ehemaliger Stadel, jetzt Wohn- und Geschäftshaus                     |
| Vordere Mühlgasse 187 (Standort)              | Ehemaliges Gasthaus, jetzt Wohn- und Geschäftshaus                   | dreigeschossiger Giebelbau, im Kern wohl zweite Hälfte 16./ Anfang 17. Jahrhundert, umgestaltet und Dachwerk erneuert in der zweiten Hälfte 18. Jahrhundert, grundlegend modernisiert 1981 | D-1-81-130-358 | Ehemaliges Gasthaus, jetzt Wohn- und Geschäftshaus                   |
| Vordere Mühlgasse 188 (Standort)              | Wohnhaus                                                             | jetzt Wohn- und Geschäftshaus, dreigeschossiger Eckbau mit blechgedecktem Mansarddach, nach Brand über älterem Kern neu erbaut 1882, grundlegend umgebaut im 20. Jahrhundert | D-1-81-130-359 | Wohnhaus                                                             |
| Vordere Mühlgasse 190 (Standort)              | Wohnhaus, jetzt Gasthaus                                             | zweigeschossiger Eckbau mit Satteldach und Zwerchhaus, Dachwerk dendrologisch datiert auf 1551, Umbau 1936 und 1989 | D-1-81-130-360 | Wohnhaus, jetzt Gasthaus                                             |
| Vorderer Anger 185 (Standort)                 | Wohn- und Geschäftshaus                                              | Dreigeschossiger Eckbau mit Satteldach und dreigeschossiger Abseite mit Arkaden, im Kern spätes 17. Jahrhundert, Haustafel bezeichnet mit dem Jahr 1691, Umbau und Fassadengestaltung in Formen der Neurenaissance 1880, Ladenausbau und Purifizierung der Fassade 1951, entkernt 2006 | D-1-81-130-363 | Wohn- und Geschäftshaus                                              |
| Vorderer Anger 207 (Standort)                 | Wohn- und Geschäftshaus                                              | Stattlicher dreigeschossiger Eckbau mit spätgotischem Giebel, dendrologisch datiert auf 1466, Umbau an Haustafel bezeichnet mit dem Jahr 1626, mehrfach modernisiert im 20. Jahrhundert; zugehörig Stadel, siehe Hintere Mühlgasse 206 | D-1-81-130-364 | Wohn- und Geschäftshaus                                              |
| Vorderer Anger 210 (Standort)                 | Ehemaliges Bäckeranwesen                                             | viergeschossiger Giebelbau, über älterem Kern aufgestockt 1858, grundlegend umgebaut 1939, verändert 1966 | D-1-81-130-365 | Ehemaliges Bäckeranwesen                                             |
| Vorderer Anger 211 (Standort)                 | Ehemaliges Wirtshaus, später Gerberei, jetzt Wohn- und Geschäftshaus | breiter dreigeschossiger Traufseitbau, über mehreren Vorgängerbauten neu errichtet im 18. Jahrhundert, entscheidend umgebaut 1909 und 1968/69 | D-1-81-130-366 | Ehemaliges Wirtshaus, später Gerberei, jetzt Wohn- und Geschäftshaus |
| Vorderer Anger 212 (Standort)                 | Ehemaliger Brauereigasthof, jetzt Apotheke                           | dreigeschossiger Giebelbau mit zweigeschossiger Abseite, über zwei spätmittelalterlichen Vorgängern errichtet Anfang 18. Jahrhundert, umgebaut 1962 und 1972 | D-1-81-130-367 | Ehemaliger Brauereigasthof, jetzt Apotheke                           |
| Vorderer Anger 213 (Standort)                 | Handwerkerhaus                                                       | Dreigeschossiger Giebelbau mit Fenstererker, zwischen spätmittelalterlichen Kommunmauern wohl Mitte 19. Jahrhundert; Ehemalige Grabsteine, versetzt an Werkstattgebäude von 1871 an der Brudergasse | D-1-81-130-368 | Handwerkerhaus                                                       |
| Vorderer Anger 214 a (Standort)               | Wohn- und Geschäftshaus                                              | Dreigeschossiger Giebelbau, im Kern wohl noch Ende 14./Anfang 15. Jahrhundert, Dachwerk dendrologisch datiert auf 1460, Ladeneinbau 1929 | D-1-81-130-369 | Wohn- und Geschäftshaus                                              |
| Vorderer Anger 214 b (Standort)               | Katholische Filialkirche St. Johannes                                | Saalbau mit eingezogenem Halbrundchor und pilastergegliederter, leicht geschwungener Westfassade, von Dominikus Zimmermann, 1750–1752; mit Ausstattung. (Geschütztes Kulturgut) | D-1-81-130-370 | weitere Bilder                                                       |
| Vorderer Anger 219 (Standort)                 | Ehemaliges Handwerkerhaus                                            | schmaler dreigeschossiger Eckbau mit Satteldach, über älterem Kern 17./18. Jahrhundert, Umbau 1883 und 1956 | D-1-81-130-371 | Ehemaliges Handwerkerhaus                                            |
| Vorderer Anger 220 (Standort)                 | Ehemaliges Handwerkerhaus                                            | dreigeschossiger Traufseitbau, im Kern spätmittelalterlich, Umbau Mitte 16. Jahrhundert, Ladeneinbau 1952 | D-1-81-130-372 | Ehemaliges Handwerkerhaus                                            |
| Vorderer Anger 221 (Standort)                 | Ehemaliges Handwerkerhaus                                            | dreigeschossiger Traufseitbau mit Mansarddach, im Kern wohl spätmittelalterlich, mit Nr. 222 unter einem Dach zusammengefasst 1845, erneuert 1959 und 1966 | D-1-81-130-373 | Ehemaliges Handwerkerhaus                                            |
| Vorderer Anger 222 (Standort)                 | Wohnhaus                                                             | Schmaler dreigeschossiger Traufseitbau mit Mansarddach, im Kern spätmittelalterlich, mit Nr. 221 unter einem Dach zusammengefasst 1845 | D-1-81-130-548 | Wohnhaus                                                             |
| Vorderer Anger 227 (Standort)                 | Wohn- und Geschäftshaus                                              | Dreigeschossiger Traufseitbau mit Ohrwaschlgaube, zwischen spätmittelalterlichen Kommunmauern weitgehend neu errichtet 18. Jahrhundert, Umbau 1904 und 1953 | D-1-81-130-374 | Wohn- und Geschäftshaus                                              |
| Vorderer Anger 233 (Standort)                 | Rückgebäude                                                          | Dreigeschossiger Satteldachbau mit Kreuzgratgewölbe im Erdgeschoss, wohl 17. Jahrhundert | D-1-81-130-549 | Rückgebäude                                                          |
| Vorderer Anger 234 (Standort)                 | Ehemaliges Handwerkerhaus                                            | dreigeschossiger Traufseitbau, im Kern 15. Jahrhundert, Dachwerk wohl Mitte 16. Jahrhundert, Umbau 1934 | D-1-81-130-375 | Ehemaliges Handwerkerhaus                                            |
| Vorderer Anger 235 (Standort)                 | Ehemaliger Stadel, jetzt Wohn- und Geschäftshaus                     | dreigeschossiger Traufseitbau, im Kern zweite Hälfte 16. Jahrhundert, Umbau 1858 und 1902 | D-1-81-130-376 | Ehemaliger Stadel, jetzt Wohn- und Geschäftshaus                     |
| Vorderer Anger 236 (Standort)                 | Wohn- und Geschäftshaus                                              | Dreigeschossiger Traufseitbau, im Kern spätmittelalterlich, Dachwerk dendrologisch datiert auf 1583, weitgehend entkernt 1991 | D-1-81-130-377 | Wohn- und Geschäftshaus                                              |
| Vorderer Anger 238 (Standort)                 | Ehemaliges Fuhrmannanwesen, jetzt Wohn- und Geschäftshaus            | dreigeschossiger Traufseitbau mit Ohrwaschlgaube, im Kern wohl spätmittelalterlich, Umbau erste Hälfte 16. Jahrhundert, mehrfach umgebaut 20. Jahrhundert, entkernt um 1990 | D-1-81-130-378 | Ehemaliges Fuhrmannanwesen, jetzt Wohn- und Geschäftshaus            |
| Vorderer Anger 239 (Standort)                 | Ehemalige städtische Färberei, sog. Untere Färb und Mang             | Vorderhaus, stattlicher fünfgeschossiger Mansardwalmdachbau, um 1550, Dachumbau 1897, mehrfach umgebaut im 20. Jahrhundert; Verbindungsgang, fünfgeschossiger Arkadengang mit weitvorkragendem Satteldach, Ende 16. Jahrhundert; Rückhaus, zweigeschossiger Mansarddachbau, im Kern Ende 16. Jahrhundert, Dachwerk 1780/1800 | D-1-81-130-379 | Ehemalige städtische Färberei, sog. Untere Färb und Mang             |
| Vorderer Anger 267 (Standort)                 | Ehemaliges Handwerkerhaus                                            | dreigeschossiger Traufseitbau, über spätmittelalterlichen Kommunmauern wohl Anfang 19. Jahrhundert, Umbau frühes 20. Jahrhundert | D-1-81-130-381 | Ehemaliges Handwerkerhaus                                            |
| Vorderer Anger 270 (Standort)                 | Wohn- und Geschäftshaus                                              | Dreigeschossiger Traufseitbau mit Mansarddach, im Kern wohl spätmittelalterlich, Umbau 18. Jahrhundert, 1897 und mehrfach im 20. Jahrhundert | D-1-81-130-383 | Wohn- und Geschäftshaus                                              |
| Vorderer Anger 276 (Standort)                 | Ehemaliges Handwerkerhaus                                            | stattlicher dreigeschossiger Eckbau mit Satteldach, über älterem Kern um 1800, Ausbau 1859, mehrfach umgebaut 20. Jahrhundert | D-1-81-130-384 | Ehemaliges Handwerkerhaus                                            |
| Vorderer Anger 279 (Standort)                 | Wohn- und Geschäftshaus                                              | Schmaler dreigeschossiger Eckbau mit Schweifgiebel, im Kern wohl spätmittelalterlich, grundlegend überformt 18. Jahrhundert, Umbau nach 1860 und 1962 | D-1-81-130-385 | Wohn- und Geschäftshaus                                              |
| Vorderer Anger 281 (Standort)                 | Ehemaliges Bäckeranwesen                                             | dreigeschossiger Giebelbau, im Kern wohl spätmittelalterlich, umfangreich erneuert 18. Jahrhundert, mehrfach umgebaut und im Erdgeschoss entkernt 20. Jahrhundert | D-1-81-130-386 | Ehemaliges Bäckeranwesen                                             |
| Vorderer Anger 282 (Standort)                 | Ehemaliges Handwerkerhaus                                            | dreigeschossiger Giebelbau, im Kern wohl noch spätmittelalterlich, Fassadengestaltung um 1870/80, mehrfach modernisiert 20. Jahrhundert | D-1-81-130-387 | Ehemaliges Handwerkerhaus                                            |
| Vorderer Anger 283 (Standort)                 | Ehemaliges Bäckeranwesen                                             | breiter dreigeschossiger Traufseitbau mit Aufzugsgaube, zwischen älteren Kommunmauern weitgehender Neubau dendrologisch datiert auf 1564, entkernt 1989 | D-1-81-130-388 | Ehemaliges Bäckeranwesen                                             |
| Vorderer Anger 284 (Standort)                 | Ehemaliger Brauereigasthof, später Handelshaus                       | dreigeschossiger Giebelbau mit Mansarddach und rückseitiger hölzerner Altane, im Kern spätmittelalterlich, Umbau letztes Viertel 18. Jahrhundert, modernisiert 1982 | D-1-81-130-389 | Ehemaliger Brauereigasthof, später Handelshaus                       |
| Vorderer Anger 285 (Standort)                 | Ehemaliger Stadel, jetzt Wohn- und Geschäftshaus                     | dreigeschossiger Giebelbau, zwischen älteren Umfassungsmauern 1831, Umbau nach 1875, saniert 1992/93 | D-1-81-130-390 | Ehemaliger Stadel, jetzt Wohn- und Geschäftshaus                     |
| Vorderer Anger 287 (Standort)                 | Wohn- und Geschäftshaus                                              | Dreigeschossiger Giebelbau, über älterem Kern spätes 17. Jahrhundert, Umbau 1960 und 1987 | D-1-81-130-391 | Wohn- und Geschäftshaus                                              |
| Vorderer Anger 290 1/3 (Standort)             | Ehemaliges Ökonomiegebäude                                           | dreigeschossiger Traufseitbau, 1796, erneuert um 1900 | D-1-81-130-543 | Ehemaliges Ökonomiegebäude                                           |

#### W
| Lage                           | Objekt                                                            | Beschreibung | Akten-Nr.      | Bild                          |
| ------------------------------ | ----------------------------------------------------------------- | --- | -------------- | ----------------------------- |
| Waitzinger Wiese 2 (Standort)  | Ehemaliger Sommerkeller des Schaf-Bräus                           | eingeschossiger Mansardwalmdachbau über hakenförmigem Grundriss, wohl um 1840/50, Umbau 1958                                                                                | D-1-81-130-64  | BW                            |
| Weilheimer Straße 3 (Standort) | Ehemaliger Pfletschbräukeller                                     | eingeschossiger Bau mit hohem Satteldach, um 1850/60, Umbau 1899 | D-1-81-130-393 | Ehemaliger Pfletschbräukeller |
| Weilheimer Straße 4 (Standort) | Ehemaliges städtisches Verwaltungsamt, jetzt staatliches Forstamt | freistehender, zweigeschossiger Walmdachbau in spätbiedermeierlichen Formen, 1860, mehrfach renoviert im 20. Jahrhundert; Nebengebäude, erdgeschossiger Satteldachbau, 1860 | D-1-81-130-392 | BW                            |

### Ellighofen
| Lage                              | Objekt                               | Beschreibung | Akten-Nr.      | Bild                       |
| --------------------------------- | ------------------------------------ | --- | -------------- | -------------------------- |
| Emmenhauser Straße 4 (Standort)   | Ehemaliges Bauernhaus                | stattlicher, zweigeschossiger Einfirsthof, Umbau als Mitterstallbau um 1875, erweitert 1906 und 1912; Grenzstein, Kalkstein, bezeichnet mit dem Jahr 1670                                                                       | D-1-81-130-439 | weitere Bilder             |
| Fuchstalstraße 1 (Standort)       | Ehemaliges Bauernhaus                | zweigeschossiger Mittertennbau mit Wiederkehr, im Kern wohl 18. Jahrhundert, Dachwerk dendrologisch datiert auf 1843, mehrfach erneuert 1867 und im 20. Jahrhundert                                                             | D-1-81-130-551 | Ehemaliges Bauernhaus      |
| Fuchstalstraße 11 (Standort)      | Ehemaliges Kleinbauernhaus           | zweigeschossiger Mittertennbau, zweite Hälfte 19. Jahrhundert, mit Wiederkehr erweitert 1925 | D-1-81-130-404 | Ehemaliges Kleinbauernhaus |
| Fuchstalstraße 12 (Standort)      | Ehemaliges Bauernhaus                | zweigeschossiger Mitterstallbau, Wohnteil als verputzter Ständerbohlenbau mit verbretterter Hochlaube auf der Westseite, im Kern dendrologisch datiert auf 1666, mehrfach erneuert Mitte 19. Jahrhundert und im 20. Jahrhundert | D-1-81-130-405 | Ehemaliges Bauernhaus      |
| Landsberger Teile (Standort)      | Zur Schmerzhaften Muttergottes       | Feldkapelle, kleiner Satteldachbau, wohl zweite Hälfte 18. Jahrhundert; ein Kilometer nordostwärts an der alten Kreisgrenze | D-1-81-130-407 | weitere Bilder             |
| Nähe Wiesbach (Standort)          | Feldkapelle St. Rasso                | kleiner Satteldachbau mit halbrunder Apsis, im Kern wohl 17. Jahrhundert, Umbau nach 1850; östlich vom Ort am Wiesbach | D-1-81-130-406 | weitere Bilder             |
| St.-Stephanus-Straße 7 (Standort) | Katholische Filialkirche St. Stephan | spätgotischer Saalbau mit eingezogenem Chor und Satteldachturm, dendrologisch datiert auf 1488, Barockisierung im Inneren Mitte 18. Jahrhundert; mit Ausstattung                                                                | D-1-81-130-401 | weitere Bilder             |

### Erpfting
| Lage                                                        | Objekt                                      | Beschreibung | Akten-Nr.      | Bild                                  |
| ----------------------------------------------------------- | ------------------------------------------- | --- | -------------- | ------------------------------------- |
| Hartmahd (Standort)                                         | Friedhöfe zum KZ-Außenlager „Kaufering VII“ | eine rechteckige Anlage mit niedriger Ummauerung, mehreren Grabsteinen und Gedenkstein in der Mittelachse und eine unmittelbar anschließende niedrig ummauerte Fläche, 1950; südlich der Straße Landsberg-Erpfting.                           | D-1-81-130-445 | weitere Bilder                        |
| Hauptstraße 16 (Standort)                                   | Wohnhaus                                    | Kleiner eingeschossiger Mansardwalmdachbau mit Putzgliederung, Anfang 20. Jahrhundert | D-1-81-130-410 | weitere Bilder                        |
| Hauptstraße 17 (Standort)                                   | Hausfigur Hl. Sebastian                     | farbig gefasste Holzskulptur, spätes 18./frühes 19. Jahrhundert | D-1-81-130-411 | weitere Bilder                        |
| Hauptstraße 17 (Standort)                                   | Wegkreuz                                    | Neugotisches hölzernes Kreuz mit Christus – Darstellung in Öl auf Blech, bezeichnet mit dem Jahr 1888. | D-1-81-130-553 | weitere Bilder                        |
| Hauptstraße 18 (Standort)                                   | Ehemaliges Pfründehaus                      | kleiner eingeschossiger Satteldachbau, wohl Mitte 19. Jahrhundert, erweitert 1896; ehemals zugehörig zu Hauptstraße 20 | D-1-81-130-457 | Ehemaliges Pfründehaus                |
| Hauptstraße 20 (Standort)                                   | Bauernhaus                                  | Zweigeschossiger Mittertennbau mit Wiederkehr, im Kern 18./ frühes 19. Jahrhundert, Dachwerk erneuert 1896, Umbau 20. Jahrhundert; ehemals zugehörig Pfründehaus, siehe Hauptstraße 18                                                        | D-1-81-130-458 | Bauernhaus                            |
| Hauptstraße 30 (Standort)                                   | Katholische Pfarrkirche St. Michael         | Saalbau mit eingezogenem Chor und Turm mit Zwiebelhaube, im Kern 1472–1479, Turm wohl nach Plänen von Michael Natter, um 1710, weitgehender Umbau von Joseph Köpfle, 1822; mit Ausstattung                                                    | D-1-81-130-408 | weitere Bilder                        |
| Hauptstraße 34 (Standort)                                   | Ehemaliges katholisches Pfarrhaus           | stattlicher zweigeschossiger Satteldachbau mit gemalten Fensterumrahmungen und Eckquaderung, von Michael Natter, 1711, Sanierung und Umbau des ehemaligen Wirtschaftsteils 1979/80                                                            | D-1-81-130-412 | Ehemaliges katholisches Pfarrhaus     |
| Hauptstraße 38 (Standort)                                   | Ehemaliges Bauernhaus                       | stattlicher Mitterstallbau mit Flachsatteldach über Bundwerkkniestock und Fresko mit Inschrift an der Giebelseite, über Kern des 18. Jahrhunderts weitgehend neu erste Hälfte 19. Jahrhundert, erneuert 1971/72                               | D-1-81-130-413 | weitere Bilder                        |
| Hauptstraße 39; Hauptstraße 41 (Standort)                   | Stadel                                      | Stattlicher, verbretterter Flachsatteldachbau, im Kern dendrologisch datiert auf 1697; Haustafel, bezeichnet mit dem Jahr 1696; Haustür, Holztür mit Schnitzdekor, 1848                                                                       | D-1-81-130-414 | weitere Bilder                        |
| Hauptstraße 41 (Standort)                                   | Kruzifix                                    | Holzkreuz mit farbig gefasstem Christus, Mitte 16. Jahrhundert; in einer Nische an der südlichen Traufseite | D-1-81-130-415 | Kruzifix                              |
| Hauptstraße 46 (Standort)                                   | Ehemalige Schule, seit 1961 Gemeindekanzlei | zweigeschossiger Walmdachbau mit Eckquaderung, 1838/39, saniert 1990 | D-1-81-130-416 | weitere Bilder                        |
| Kapellenteile (Standort)                                    | Katholische Wallfahrtskapelle Maria Eich    | kleiner barocker Saalbau mit halbrunder Apsis und Dachreiter, von Johann Schmuzer, 1696, Umgestaltung in Formen des Rokoko 1761–1765, Renovierung 1858/59; mit Ausstattung                                                                    | D-1-81-130-409 | weitere Bilder                        |
| Mittelstetter Straße 3 (Standort)                           | Ehemaliges Kleinbauernhaus                  | zweigeschossiger Flachsatteldachbau, im Kern 18. Jahrhundert | D-1-81-130-417 | Ehemaliges Kleinbauernhaus            |
| Mittelstetter Straße 4 (Standort)                           | Ehemaliges Bauernhaus                       | zweigeschossiger Mittertennbau mit Flachsatteldach und Bundwerk-Kniestock, um 1830/40, Wirtschaftsteil umgebaut 1991 | D-1-81-130-418 | Ehemaliges Bauernhaus                 |
| Mittelstetter Straße 12; Mittelstetter Straße 14 (Standort) | Doppelhaus                                  | Zweigeschossiger Mitterstallbau mit Flachsatteldach, im Kern spätes 17. Jahrhundert, mehrfach umgebaut und erneuert im 20. Jahrhundert | D-1-81-130-420 | Doppelhaus                            |
| Moosstraße 8 (Standort)                                     | Bauernhaus                                  | Zweigeschossiger Mittertennbau mit Eckquaderung in Glattputz und Satteldach, im Kern spätes 17./frühes 18. Jahrhundert, Erweiterung des Wohnhauses mit abgeschlepptem Anbau 1863, Umbau 1989/90                                               | D-1-81-130-421 | Bauernhaus                            |
| Moosstraße 12 (Standort)                                    | Wasserwerk                                  | Kleiner eingeschossiger Satteldachbau, von Johann Schneider, 1911; mit Turbine von 1911 | D-1-81-130-554 | weitere Bilder                        |
| Nähe Eichkapellenstraße (Standort)                          | Gedenkstein                                 | Gedenkstein für die 1804 abgebrochene Wolfgangkapelle, Sandsteinstele mit eisernem Kreuz und Kruzifix aus Gusseisen, Inschrift verweist anstelle der Wolfgangkapelle fälschlich auf erste Pfarrkirche Erpftings, bezeichnet mit dem Jahr 1863 | D-1-81-130-626 | weitere Bilder                        |
| Nordstraße 3 (Standort)                                     | Ehemaliges Bauernhaus                       | Mittertennbau mit Flachsatteldach, im Kern 17./18. Jahrhundert, erneuert im 19./20. Jahrhundert, Umbau 1989 | D-1-81-130-424 | weitere Bilder                        |
| Obere Ringstraße 1 (Standort)                               | Ehemaliges Bauern- und Handwerkerhaus       | Mittertennbau mit einseitig über Anbau abgeschlepptem Steilsatteldach, im Kern spätes 17. Jahrhundert, im 19./20. Jahrhundert erneuert | D-1-81-130-425 | Ehemaliges Bauern- und Handwerkerhaus |

### Friedheim
| Lage                  | Objekt                                                                | Beschreibung | Akten-Nr.      | Bild           |
| --------------------- | --------------------------------------------------------------------- | --- | -------------- | -------------- |
| Hartmahd (Standort)   | Ehemaliges Außenlager „Kaufering VII“ des Konzentrationslagers Dachau | Lagerreste auf einer viereckigen Waldlichtung; Ehemalige Erdhütten, vier noch intakte sowie mehrere eingestürzte ausgemauerte Erdgruben mit Beton-Flaschengewölben sowie Aushebungen für 62 weitere Erdhütten; Ehemalige Versorgungsbauten, Fundamentreste; Einfriedung, Reste der einstigen Stacheldrahtumzäunung; Ehemaligen Bauten der KZ-Bewacher, Fundamentreste außerhalb der Einfriedung am Feldweg zur Straße Erpfting-Landsberg; 1944 | D-1-81-130-73  | weitere Bilder |
| Lechwiesen (Standort) | Grenzsteine                                                           | 37 Grenzsteine, Sandstein, mit Stadtwappen und Initialen SL, mit von Nord nach Süd zählenden Nummerierung, bezeichnet mit dem Jahr 1788 bzw. 1789; entlang der jetzigen südlichen Gemarkungsgrenze | D-1-81-130-502 | BW             |

### Mittelstetten
| Lage                       | Objekt              | Beschreibung | Akten-Nr.      | Bild                |
| -------------------------- | ------------------- | --- | -------------- | ------------------- |
| Mittelstetten 1 (Standort) | Ehemaliges Gutshaus | schlossartiger dreigeschossiger Walmdachbau mit leicht vorspringendem Mittelrisalit und geschossweiser Gesimsgliederung, über älterem Kern 1826, Umbau 1939 | D-1-81-130-620 | Ehemaliges Gutshaus |

### Pitzling
| Lage                      | Objekt                                          | Beschreibung | Akten-Nr.      | Bild           |
| ------------------------- | ----------------------------------------------- | --- | -------------- | -------------- |
| Pössinger Wald (Standort) | Kruzifix                                        | Gusseiserner Corpus an Kunststeinkreuz, bezeichnet mit dem Jahr 1918; an der Straße Landsberg-Pitzling | D-1-81-130-555 | Kruzifix       |
| Schloßleite 2 (Standort)  | Ehemaliges katholisches Pfarrhaus               | zweigeschossiger Satteldachbau mit Putzdekoration, wohl von Johann Schmuzer, 1701, saniert um 1990; Waschhaus, eingeschossiger Satteldachbau, um 1741/44                                                   | D-1-81-130-430 | weitere Bilder |
| Seestraße 25 a (Standort) | Ehemaliges Pfründehaus                          | kleiner zweigeschossiger Walmdachbau, Anfang 19. Jahrhundert, umgebaut und erneuert 1989 | D-1-81-130-428 | weitere Bilder |
| Seestraße 50 (Standort)   | Katholische Pfarrkirche St. Johannes der Täufer | spätromanischer Tuffquaderbau mit Rechteckchor und Steilsatteldach, im Kern wohl noch 13. Jahrhundert, Dachwerk dendrologisch datiert auf 1466, mehrfach renoviert im 19./20. Jahrhundert; mit Ausstattung | D-1-81-130-427 | weitere Bilder |

### Pöring
| Lage                         | Objekt         | Beschreibung | Akten-Nr.      | Bild           |
| ---------------------------- | -------------- | --- | -------------- | -------------- |
| Pöringer Straße 5 (Standort) | Schloss Pöring | Kubischer dreigeschossiger Walmdachbau mit Scharwerkhäuschen, zweigeschossigem Pultdachanbau im Osten und ehemaligem Kapellenflügel nach Süden, über älterem Kern Dachwerk dendrologisch datiert auf 1494, Umbau und Erweiterung des ehemaligen Kapellenflügels in barocken Formen 1731–1739 und neugotische Überarbeitung mit dreigeschossig erhöhtem, zinnenbekröntem Kopfbau und Rittersaal 1846, Erweiterung des Pultdachanbaus nach 1739; mit Ausstattung; Katholische Schloss- und Wallfahrtskirche Unserer Lieben Frau Maria von der Versöhnung, kleiner Saalbau mit gekurvtem Chor- und Kapellenbereich, Bassgeigenfenstern, abgewalmtem Dach und Dachreiter, von Dominikus Zimmermann, 1739–1742; mit Ausstattung; Wirtschaftsgebäude, L-förmig um einen Hof angeordnete ein- und zweigeschossige Satteldachbauten, 1904–1910; Einfriedung, Reste der neugotischen Ummauerung mit spitzbogigem Einfahrtstor unter getrepptem Aufsatz und kleinem Zeltdachturm an der Südwestecke, bezeichnet mit dem Jahr 1891 | D-1-81-130-431 | weitere Bilder |

### Reisch
| Lage                          | Objekt                                     | Beschreibung | Akten-Nr.      | Bild                  |
| ----------------------------- | ------------------------------------------ | --- | -------------- | --------------------- |
| Hasenberg (Standort)          | Wegkapelle                                 | Kleiner Satteldachbau mit offenem Vorraum, zweite Hälfte 19. Jahrhundert; an der Straße Landsberg-Schwifting, westlich vor der Abzweigung nach Reisch                                     | D-1-81-130-558 | Wegkapelle            |
| Kapellenstraße 5 (Standort)   | Mariensäule                                | Schlanke Sandsteinsäule mit polychrom gefasster Madonna aus Metallguss, bezeichnet mit dem Jahr 1888; bei Kapellenstraße 5                                                                | D-1-81-130-434 | Mariensäule           |
| Kirchenstraße 1 (Standort)    | Katholische Filialkirche Mariä Himmelfahrt | spätgotischer Saalbau mit eingezogenem, polygonalem Chor und Chorflankenturm, weitgehend neu erbaut letztes Drittel 15. Jahrhundert, grundlegend barock umgestaltet 1732; mit Ausstattung | D-1-81-130-432 | weitere Bilder        |
| Pürgener Straße 6 (Standort)  | Ehemaliges Doppelhaus                      | Wohnstallhaus mit einseitig abgeschlepptem Satteldach, im Kern zweite Hälfte 15. Jahrhundert, einseitige Anhebung des Dachs nach 1885, Sanierung und Umbau nach 1991                      | D-1-81-130-433 | Ehemaliges Doppelhaus |
| Pürgener Straße 17 (Standort) | Kruzifix                                   | Über Sockel Kunststein-Kreuz mit dreipassförmigen Enden und Christus aus Metallguss, Anfang 20. Jahrhundert; an der Pürgener Straße am südlichen Ortsrand                                 | D-1-81-130-557 | Kruzifix              |
| Thalerseestraße 3 (Standort)  | Bauernhaus                                 | Zweigeschossiger Wohnstallbau mit Putzgliederungen und Wiederkehr, über älterem Kern 1926, später verändert                                                                               | D-1-81-130-437 | Bauernhaus            |

### Thalhofen
| Lage                   | Objekt     | Beschreibung | Akten-Nr.      | Bild           |
| ---------------------- | ---------- | --- | -------------- | -------------- |
| Thalhofen 1 (Standort) | Bauernhaus | Zweigeschossiges Wohnstallhaus mit Steilsatteldach, bezeichnet mit dem Jahr 1849; Stadel, stattlicher eingeschossiger Satteldachbau, 18. und 19. Jahrhundert | D-1-81-130-436 | weitere Bilder |
| Thalhofen 1 (Standort) | Hofkapelle | Schlichter, neugotischer Satteldachbau, 1871/72; mit Ausstattung                                                                                             | D-1-81-130-435 | weitere Bilder |

## Ehemalige Baudenkmäler
In diesem Abschnitt sind Objekte aufgeführt, die früher einmal in der Denkmalliste eingetragen waren, jetzt aber nicht mehr. Objekte, die in anderem Zusammenhang – also z. B. als Teil eines Baudenkmals – weiter eingetragen sind, sollen hier nicht aufgeführt werden. Aktennummern in diesem Abschnitt sind ehemalige, jetzt nicht mehr gültige Aktennummern.

| Lage                                      | Objekt                                                                | Beschreibung | Akten-Nr.      | Bild           |
| ----------------------------------------- | --------------------------------------------------------------------- | --- | -------------- | -------------- |
| Landsberg Katharinenstraße 60 (Standort)  | Villa BuBaHo                                                          | Zweigeschossiger Walmdachbau mit Zwerchhaus und Eckturmaufsatz, in klassizistisch anmutendem Jugendstil, von Berthold Neubauer, 1906 | D-1-81-130-454 | weitere Bilder |
| Landsberg Spitalfeldstraße 7 a (Standort) | Ehemaliger Stadel des Hl.-Geist-Spitalgutes, heute Städtischer Bauhof | langgestreckter unverputzter Backsteinbau mit verbrettertem Kniestock, von Carl Maurer, 1875                                         | D-1-81-130-72  | BW             |